# イスラーム建築
イスラーム建築（イスラームけんちく、英語: Islamic architecture, アラビア語: عمارة إسلامية）は、草創期から現代に至るまでに、イスラームの人々によって生み出された建築である。イスラム建築とも呼ばれる。たいへん多様な建築であり、建築材料も建築技術も多岐にわたるが、一定の統合的な原理を持ち、また、古代建築の特徴を西洋建築よりも色濃く受け継いでいる。
イスラーム文化の領域内においては、モスク、ミナレット、ミフラーブ、ムカルナスなどの施設が採用されたため、建築のデザインや構成は地域性を超えて大きな影響を受けた。また、イスラームでは偶像崇拝が禁止されていたため幾何学模様と文字装飾が発展し、美しいアラベスクやカリグラフィーがイスラーム建築を彩っている。
ここでは、イスラーム建築をいくつかの地域に分け、その変遷の歴史を展開した上で、構成要素を展開する。現代イスラーム建築についても、簡単に触れる。

## 概説
イスラーム建築とは、7世紀から18世紀、ないしは19世紀までの期間に、イスラーム文化圏で形成された建築を指している。現代のイスラーム世界の建築は、現代建築としてこの言説では触れられないこともある。ほぼ1200年に渡る時間と、世界の半分と言ってもよいほどの地域を占めており、その意匠はイスラームを信奉する民族と同じほど多様性を持つと言っても過言ではない。ただし、イスラームは宗教であると同時に社会構造であると言ってもよく、このため、イスラーム建築には地域性を超えた、共通した特質が認められる。
イスラーム建築は、カロリング朝滅亡の後に古代と断絶したヨーロッパ諸国の建築に比べ、古代建築の諸形態をよく受け継ぎ、今日に至るまで維持してきた。このため、イスラーム建築の形態は、おおまかに、南西部アナトリア半島から北部シリア、パレスチナ、エジプト、リビア沿岸部から北アフリカ西部までのかつてのローマ帝国および東ローマ帝国（ビザンツ帝国）の支配地域と、メソポタミア、アフガニスタン、パキスタンなどのサーサーン朝ペルシャ帝国の支配地域に分けることができる。
アッバース朝滅亡の後に勃興し、あるいは衰退していったイスラム諸国は、特定の宗教施設、社会施設を導入し続けた。これについては、少なくともウマイヤ朝の成立からアッバース朝が滅亡するまでの間は、ローマ式の社会制度と建築施設を各地に建設し続けたローマ建築と状況はよく似ている。実際に、礼拝モスク、ミナレット、ミフラーブ、ムカルナスなどの施設はイスラーム建築の最も目立つ共通性となっている。
イスラーム建築の歴史については、便宜的に次のように区分することができる。つまり、「前古典期」あるいは「形成期」、「古典期」、「ポスト古典期」である。「形成期」は、イスラームが生まれる前の建築を積極的に導入し、同化していった時期で、ウマイヤ朝、アッバース朝、初期ファーティマ朝、後ウマイヤ朝、そしてサーマーン朝、ガズナ朝、初期セルジューク朝の建築がこれにあたる。「古典期」は、ムカルナスと尖頭アーチが普及していった時期で、建築技法や建築形態は、国や民族の壁を超えて自由に交錯した。「ポスト古典期」は、イスラーム建築の（現代イスラーム建築を除く）最後の改変期で、オスマン帝国とサファヴィー朝、そしてムガル朝の建築のことである。これらの巨大勢力の建築は、地理的に隣接しているにもかかわらず相互に全く影響を及ぼさなかった。

## 歴史

### 形成期の建築

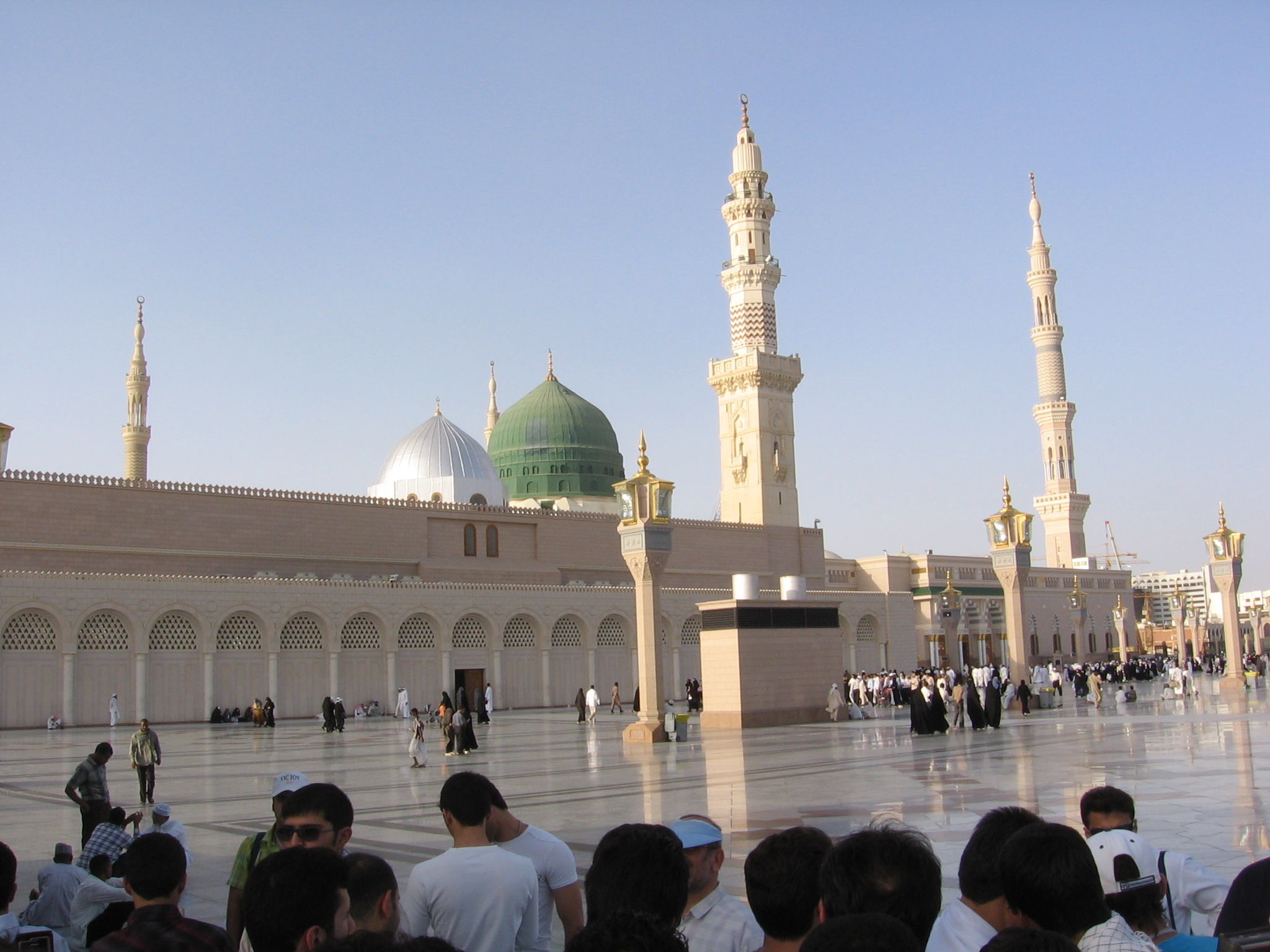
マディーナの預言者のモスク

モスクをはじめとするイスラーム建築は、その起源も含め中東一帯の建築文化の系譜に連なっている。
イスラームに先行してアラビア半島周辺では、神殿やシナゴーグなどの宗教施設において、既に聖所、中庭、中庭を取り巻く列柱という建築要素が存在し、後の時代に建設されるモスク建築もこの伝統に連なるものと見る事ができる。例えば、先イスラーム時代の紀元前2世紀のものと思われる南アラビアで発掘されたフッカ神殿には、聖所とそれに後続する中庭プランを有し、その中庭には八角柱による列柱が巡らされ、中庭には水盤が置かれていた。また、南シリアのドゥラ・エウロポスのシナゴーグ遺跡には、すでにトーラーを安置したと思われる聖龕と右脇に説教壇が置かれた聖所を持ち、それに後続して列柱を巡らせた中庭をもっていた。聖龕と右脇に配された説教壇、列柱つきの中庭、水盤という構造は、現在に至るモスク建築の要素と共通する。
イスラーム建築の端緒は、622年のヒジュラの後にマディーナに礼拝所として建設された預言者ムハンマドの邸宅に始まる。記録によると、預言者の家は日干しレンガ（アドベ）で作られ、1辺が100ディラーウ（dhirā'）すなわち約50メートル、面積は約2,500平方メートルの広い中庭と、それに接する南北に1列ずつの柱廊を巡らした部屋から成り、壁の高さは2.5メートル程であったという。中庭に面する柱列にはシュロで覆って屋根をつけた。ムハンマドはここを信者に開放して集団礼拝や信者からの陳情を聞いたと伝えられる。当初エルサレムがキブラであったため北側の壁面を背にして普段ムハンマドが礼拝する右脇に3段の木製の高座（のちのミンバル）が置かれ、ここでムハンマドは説教を行っていたが、マッカ征服後はキブラはマッカに定められたため、南側の柱廊が増設されミンバルも移動した。これが現在の預言者のモスクであり、その後の全てのモスクの起源、雛形となった。ただし、アッバース朝の歴史家イブン・サアドによるムハンマドの伝記によれば、ムハンマド自身は信者の財産を無駄にするということで、建物の建設を禁じたと伝えている。豪華な建築物の建立と偶像を禁止するという預言者の教えに従い、ムハンマドの存命中と彼の後継者である正統カリフの時代には、イスラーム建築はほとんど発展が望めない状況にあった。しかし、ウマイヤ朝の時代になると、イスラームは芸術に対する関心を示すようになり、これにともなって建築も発達する。ウマイヤ朝からアッバース朝の時代にかけて、イスラーム建築は古代の建築を吸収し、イスラーム特有の建築形態を模索することになるのである。

#### 預言者ムハンマドと正統カリフの時代
ムハンマドがキブラをカアバ神殿に定めたのは624年のことであったが、マッカとカアバ神殿がクライシュ族から奪還され、イスラームの聖地となったのは630年であった。この場所はイスラーム以前から聖地として巡礼者を集めていたが、ムハンマドが偶像崇拝を禁止したため、カアバ神殿内の偶像は全て破壊された。カアバ神殿はイスラーム最初の建築物であるが、既存の建築物を修繕したもので、イスラーム独自の建築と呼べるものではない。

7世紀中に、ムスリムの軍隊は、ペルシャ、シリア、エジプト、マグレブ（そして8世紀にはイベリア半島へも）に領土を拡大し、各地に信仰の拠点となるモスクを整備した。638年、サアド・ブン・アビー＝ワッカースはクーファの町を建設し、ここに会衆モスクを建設した。周囲を堀によって一辺約104mの正方形に区切り、キブラに向かって木造屋根を架けた列柱を持つだけの、たいへん簡素なものである。しかし、この単純な建物が最初のイスラーム建築で、635年頃に建設されたバスラの会衆モスクは葦で囲われただけであった。
宗教施設と比較すると、世俗建築はより強固な建築であった。635年、バスラに政庁府（ダール・アル・イマーラ）が建設され、638年には、クーファにも政庁府が建設されるが、賊が侵入したことによって、ウマル・イブン＝ハッターブはクーファの政庁府をより堅牢なものに建て替えるよう命じている。また、644年から656年の間に、ムアーウィアによってダマスカスの政庁府が建設されている。しかし、やはり建築物には何らの装飾も行われなかったようで、東ローマ帝国の使節はこの政庁府を評して、上は鳥の巣、下はネズミの巣と述べている。

#### ウマイヤ朝によるイスラーム建築の発達
それまでの正統カリフの時代に比べると、ウマイヤ朝はイスラームに芸術をもたらすことになるが、その着想はサーサーン朝の装飾やシンボルの影響がたいへん強く、少なくとも芸術分野においては、ウマイヤ朝はサーサーン朝の後継者であった。東ローマ帝国の影響があまり認められないのは、コンスタンティノポリスを攻略できなかったことが大きいと考えられる。建築については、やはりサーサーン朝のペルシャ様式の影響が濃いものの、都がダマスカスにあったこともあって、ローマ建築、古代エジプト、ビザンティン建築の影響も認めることができる。

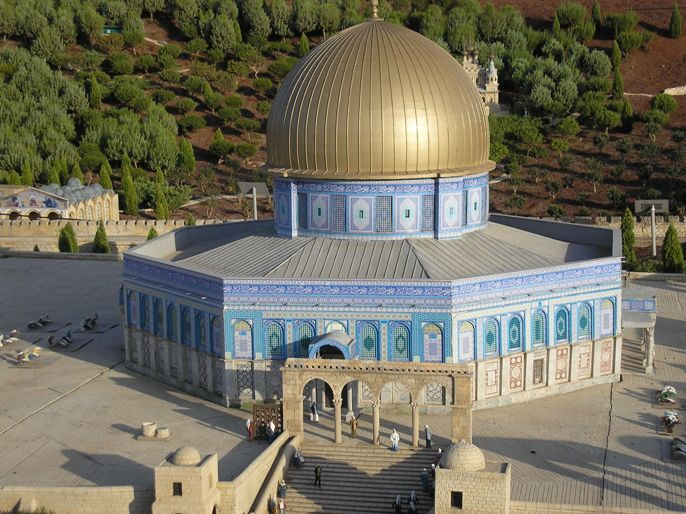
エルサレムの「岩のドーム」

ダマスカスのウマイヤ・モスク

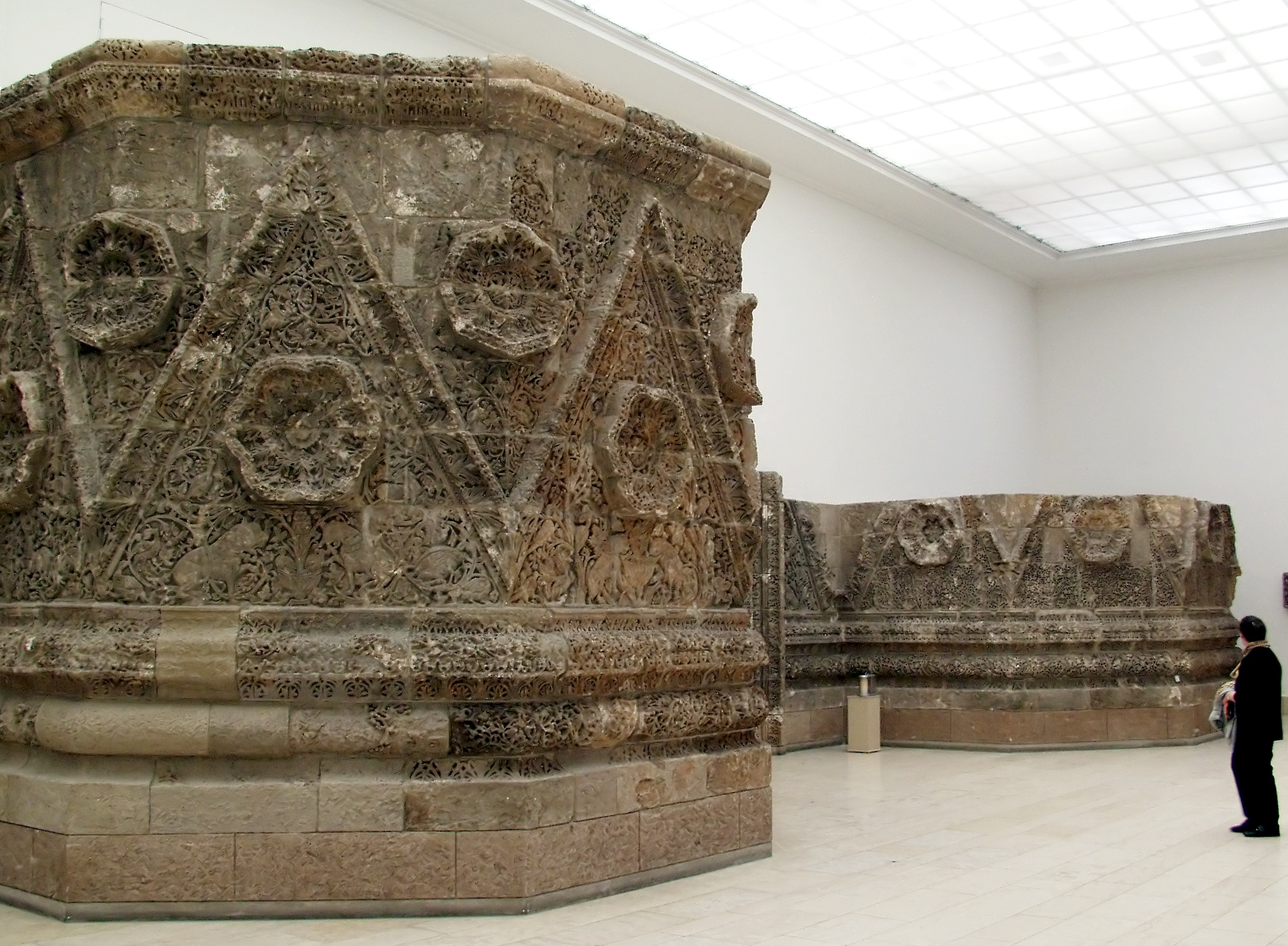
ベルリン、ペルガモン博物館にあるムシャッタ宮殿正面の一部

ウマイヤ朝による初期のイスラーム建築の傑作は、7世紀末に完成したエルサレムの岩のドームと、8世紀初頭に完成したダマスカスのウマイヤド・モスクである。アル＝アクサー・モスクも、現存する建物は ワリード1世によって建設されたものが中核となっているが、アッバース朝の時代に大増築され、さらに後の時代になっても度重なる変更が成された。現存する部分では、東側の廊下の一部がワリード1世の時代のものと考えられている。ワリード1世は、706年にモスクにミフラーブを設置することを決めるなど、ウマイヤ朝の建築に大きな足跡を残したカリフで、建物の建設に際してはエジプトのコプト教徒の工匠を雇用し、イスラーム建築の発展に寄与した。
岩のドームは、ウマイヤ朝の全盛期を築き上げた第5代カリフであるアブドゥルマリクの手によるもので、八角形の台座の上に、室内に光を取り込むドラムと呼ばれる円筒状の部分を設け、その上に金色に輝くドームを設けた。台座にあたる部分は、カアバと違って八角形で、内陣（聖なる岩がある）を周歩廊が取り囲むが、この形式は初期キリスト教建築におけるマルティリウム（記念礼拝堂）のいくつかに類似している。
しばしば大きなダメージを受け、大幅に改修されてしまったために、当時の姿をほとんど停めていないが、ダマスカスの大モスク（ウマイヤド・モスク）は今なおイスラームの重要な建築物として存在している。ワリード1世によって、706年に建設されたウマイヤド・モスクの中央に設けられた袖廊の北側正面は、コンスタンティノポリスにあった皇帝宮殿のハルケ門や、スプリトのディオクレティアヌスの邸宅、イタリアのラヴェンナにあるサンタポリナーレ・ヌオヴォ聖堂のモザイクに描かれた東ゴート王国のテオドリック王の宮殿などとの共通性が指摘され、比較されている。ラヴェンナのテオドリックの王宮と同じく、ダマスカスの大モスクもモザイクがちりばめられており、中庭と廊下はカーテンで仕切られていたようである。
ワリード1世によって建設されたと言われるアンジャルは世界遺産にも登録されている都市遺跡で、近隣の石切り場から、714年の刻印の入った外壁仕上げ材が発見されている。370m×310mにもおよぶこの都市を建設したのはエジプトの職人集団で、列柱によって装飾されたカルドとデクマヌスの交差、インスラによって形成されるグリット状の都市形態は、ルザファ、ティムガッドなどのローマ都市そのものである。ただし、宮殿とされる建物はバイトによって構成されるイスラーム特有の形式で、公私二つの謁見広間を持っている。
イスラーム初期の建築装飾は、現在、その一部がベルリンのペルガモン博物館に保存されている未完の都市、ムシャッタ宮殿に見ることができる。浮き彫りの唐草模様がびっしりと施された壁面は、ジグザグのモールディングによって三角形に縁取られており、地中海の芸術とサーサーン朝初期の芸術相互の影響をみることができる。しかし、このような装飾はオスマン朝とムガル朝を除けば、以後のイスラーム建築では全く見られない。

#### アッバース朝の初期イスラーム建築
サーサーン朝が君臨していた現在のイラン、イラクをその勢力下においたアッバース朝は、サーサーン朝以来のペルシア建築の伝統を引き継いだ。アッバース朝の時代には、ウマイヤ朝由来の陸屋根を多くの円柱で支える多柱室形式のモスクが各地に建設されはじめたが、宮殿に採用された四分割中庭とドームに通じるイーワーンはペルシアの職人によって建設されたもので、おそらくペルシア建築に由来するものと考えられている。
762年に、アッバース朝第2代カリフのマンスールによって建設が開始されたバグダードは、現在に残る痕跡はまったくないが、同心円状の二重の城壁と四つの門をもった直径 2.3kmの円形都市であった。ニネヴェ、ハトラ、ハッラーン、アルダシール1世によって開かれたサーサーン朝の都市フィールーザーバードなども、円形の堀や市壁に囲まれ、等間隔に四つの門が配置された構成であったが、このような円形都市は中央アジアではかなり古くから存在していた。つまり、バグダートは古代中央アジアの宇宙観から導かれた構造を受継いだ都市で、占星術的な天命思想を模範とする、アッバース朝初期の統治イデオロギーの具体的な表出と考えられている。マンスールによるバグダードのアイデアは、元はゾロアスター教徒であった宮廷占星術師ナウバフトと、ペルシア系と思われるバスラ出身のユダヤ教徒マーシャーアッラーフら宮廷占星術師たちの入念なプランによるとされるが、仏教徒からイスラームに改宗した腹心のハリード・ブン・バルマクの関与も指摘されている。
カリフ・マンスールの甥にあたるイーサー・ブン・ムーサーによって764年頃か778年頃に建設されたと思われるウハイディル宮殿は、城壁に囲まれた砂漠の中にある宮殿遺跡であるが、かつては灌漑設備を備えた農地に囲まれていた。東西169メートル・南北179メートルに及ぶ広大な矩形の外壁を有し、さらに東西82メートル・南北112メートルに及ぶ内城壁によって宮殿の建物群が囲われていた。東西南北に四つの城門を持った外城壁は、約10メートル間隔で半円形に突き出た櫓を有し、城壁の上部には矢狭間（やざま）とアーチによって支えられた巡警路が内部に含まれており、城壁も含めて建物全体がレンガ造りではなくモルタルによって固められた石積みという大変に強固な構造である。これら二重の城壁によって宮殿は城塞化されていた。現在でも内城壁内部の宮殿の主要な部分は原形を保っている中央にイーワーンを通し、その両側に居室を配置するウハイディルの構成は、歴史家のマスウーディーによると、ペルシアの戦闘陣形を表したもので、第10代カリフ・ムタワッキルによってはじめて採用された。バグダートにあった大宮殿もウハイディルと同じ構成であったと考えられるが、これが事実であるとすれば、細部装飾、建築構造、平面計画のすべてはサーサーン朝に由来しており、アッバース朝の権力者たちがサーサーン朝の儀礼、権力を用いて、王権の不動性の確立に配慮したことがうかがえる。このような宮殿建築は、第8代カリフ・ムウタスィム（在位833年 - 842年）によって建設されたサーマッラーのカスル・アル＝ジッスとジャウサク・アル＝ハルカニーに見ることができる。
ムウタスィムはマムルークを保護するため、836年にバグダードの北約100kmに位置するサーマッラーに都を遷した。この都市は、ティグリス川の東岸に位置する長辺35kmの長方形の都市で、市壁などの都市を防衛する機能は何も持っていなかった。ムタワッキルの子ムウタッズの住んだサーマッラーのバルクワーラー宮殿には、「シュレークシュニット」と呼ばれる曲線で構成されたアッバース朝特有のスタッコ装飾が残っている。これはエジプトからトランスオクシアナの広範囲に見られる中央アジアに起源を持つ装飾で、その抽象性は後のイスラーム美術に通じる。サーマッラーの大モスクは848年頃に建設が開始され、852年に献堂式が行われた。現在は焼成煉瓦によって建設されたクテシフォンとほとんど同じ形状の周壁と、マルウィヤ・ミナレットと呼ばれる螺旋型のミナレットのみが残る。しかし、周壁内部の大きさは240m×156mに達し、平面規模で言えば現在でも、イスラームで最も大きなモスクである。内部構造は失われているが、煉瓦造の角柱に転用材の円柱を取り付けた柱で陸屋根を支える、ウマイヤ朝由来の多柱室形式のモスクであった。サーマッラーでは、ホルサバードやバビロンの建築形態、サーサーン朝の伝統的装飾が取り入れられており、イスラームが独特の建築を獲得する上で、様々な素地を包含していったことがわかる。

#### サーマーン朝とガズナ朝の建築

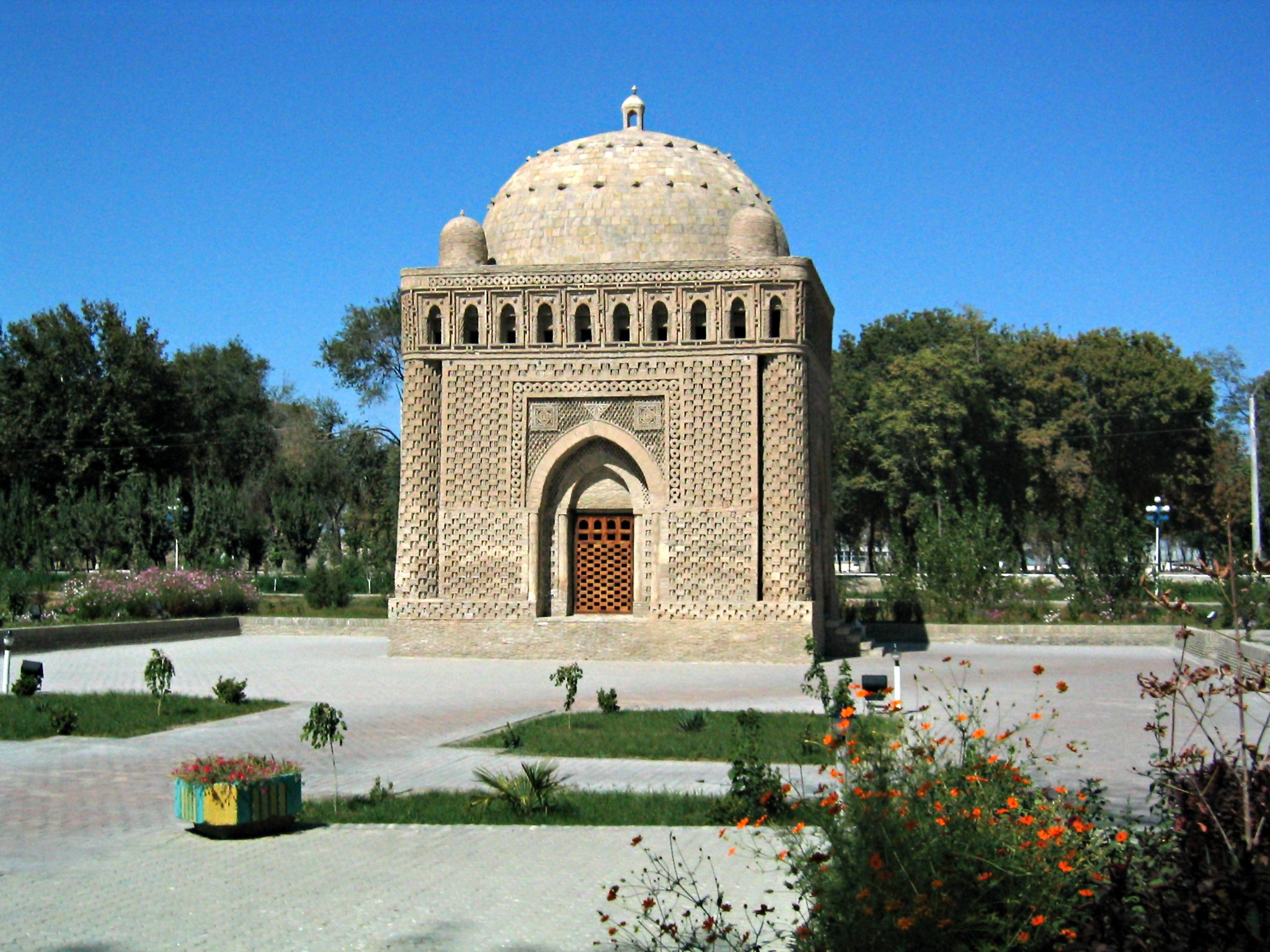
ブハラのイスマーイール・サーマーニー廟

875年にマー・ワラー・アンナフル全域を支配したサーマーン朝は、首都をブハラにおき、その宮廷は10世紀中期まで近世ペルシア語文芸復興の中心地であった。ガズナ朝はサーマーン朝から977年に事実上の独立を果たし、現在のアフガニスタンのガズナを拠点として北インド方面へ盛んに遠征し、最盛期にはホラーサーンからガンジス川流域までの広大な領土を支配した。いずれの王朝も、ゾロアスター教建築に由来すると見られる開放されたパビリオン形式の霊廟と、イーワーンを備えたモスクを形成するなど、イスラーム建築において主要な役割を担ったと思われるが、セルジューク朝以前のイラン建築はほとんど残っておらず、確実なことは言えない。

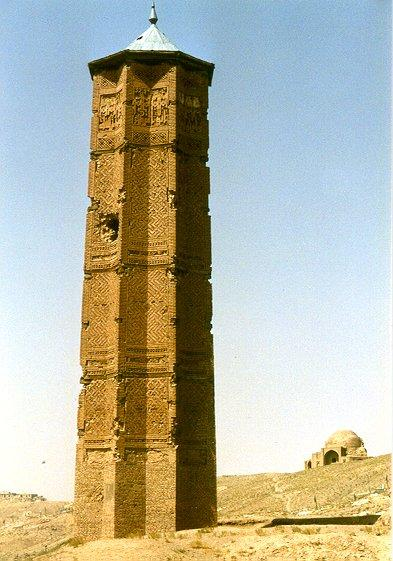
ガズナのマスウード3世のミナレット

他の建築物に比べると、霊廟建築はある程度の残存例がある。ブハラに現存するサーマーン朝第2代君主イスマーイール・サーマーニーの霊廟はその傑作で、900年頃に建設が開始された。四方すべてが扉のない解放されたパビリオン形式で、煉瓦の模様積みと彫刻が施されたテラコッタを組み合わせることによって、美しい外観となっている。本来イスラームでは、墓を美しく飾ることが禁止されていたため、このような解放的なつくりにして、この禁から逃れる意図があったのではないかとの説がある。ティームのアラブ・アター霊廟は、977年の碑文を持ち、イスマーイール廟とほぼ同じモティーフの装飾によって飾られている。9世紀頃からイスラームの支配地域では、各地の伝教に従事したアラブ入植時代の宗教指導者たち（イスラーム第一世代であるサハーバや預言者ムハンマド家の縁者たちも含まれる）などを聖者（ワーリーなど）として崇敬し、その墳墓を参詣する習慣が広範に見られるようになった。場合によっては墳墓に堂宇を設けて墓廟として建設する例も増え、これら中央アジアの墓廟建築の出現もこのような時代的な変化を背景としている。浅いイーワーンの背後にドームを持つ形式で、その後建設されるモスク形式のはしりというべき建築となっている。
ガズナ朝の建築物は、その後のゴール朝の侵略、そしてモンゴル帝国の破壊などによって、今日に残るものはたいへん少ない。加えて近年のアフガニスタン紛争のためにガズナ朝、ゴール朝の根拠地となったアフガニスタンは未発掘や内戦以前に調査途中のままの遺跡が多数あり、ガズナ朝関連の遺跡も現在も続く戦闘のため破壊の危機や調査不能の状態に晒されている場合も多い。ガズナ朝第13代君主スルターン・マスウード3世が、1100年頃に首都ガズナに建てたミナレットは、八点星断面を持つ形状で、かつては上部に円筒状の構造物があった。彫刻の施されたテラコッタと、幾何学模様の煉瓦によって装飾する技法を用いているが、他の建築物に付随しておらず、記念塔として建設されたものと推測される。このような独立したミナレットは、カラハン朝、ゴール朝などでも模倣された。アフガニスタン南西部のヘルマンド州州都ラシュカル・ガーフ市（en:Lashkar Gah）の北部にあるラシュカリ・バーザールと呼ばれる場所に広大な宮殿複合体遺跡があるが、これもマフム−ド3世の時代に建設されたものである。ヘルマンド川の東岸の川べりに建てられた東西約120m、南北約200mの敷地を持ち、これに東西60m、南北70mほどの矩形の中庭を有す。この中庭は対照軸線上の四面にイーワーンが設けられた、四イーワーン形式（後述）であることも特徴である。

#### 北アフリカの地方政権

ケルアンの大モスク平面

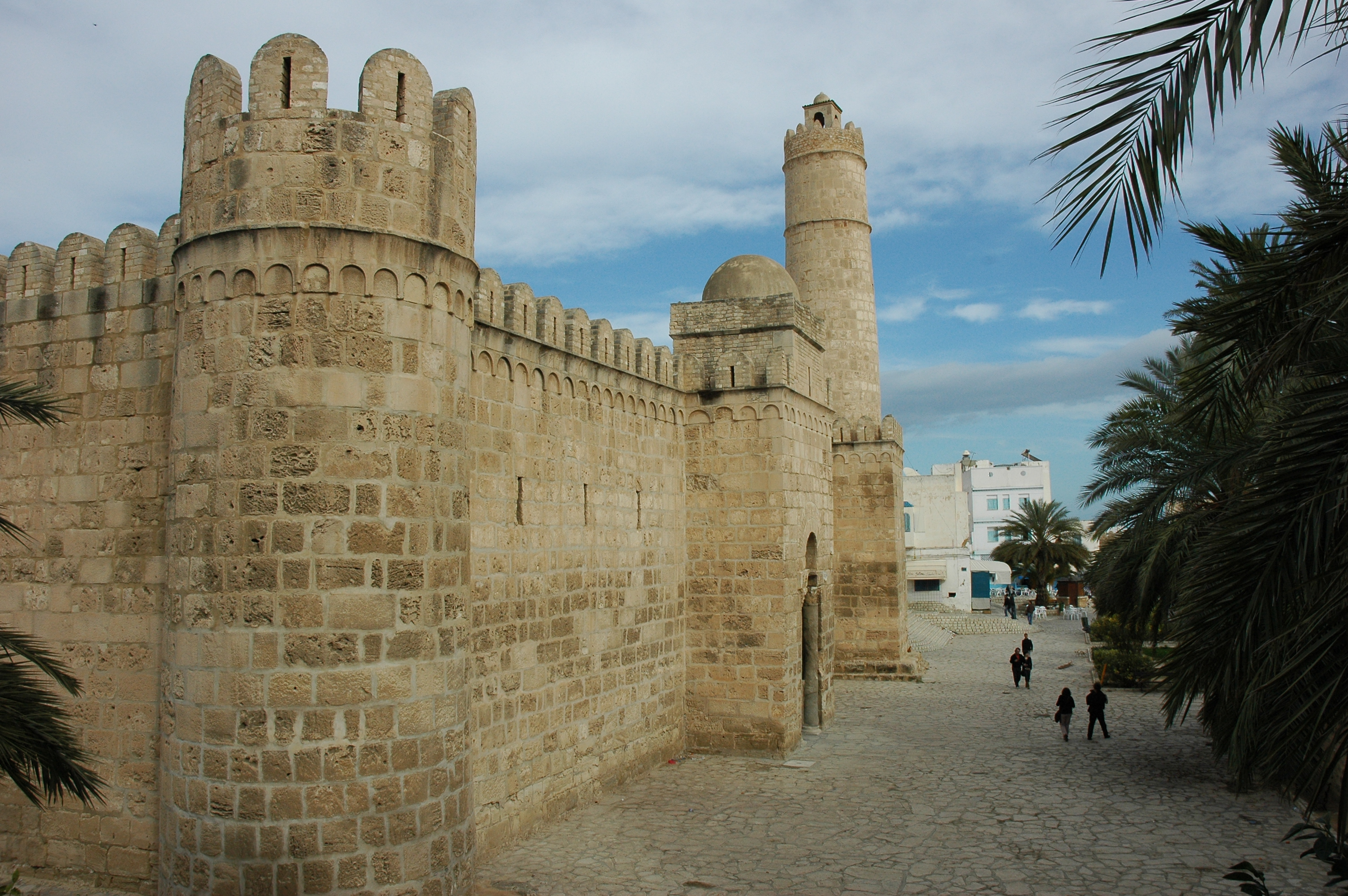
スースの「リバート」

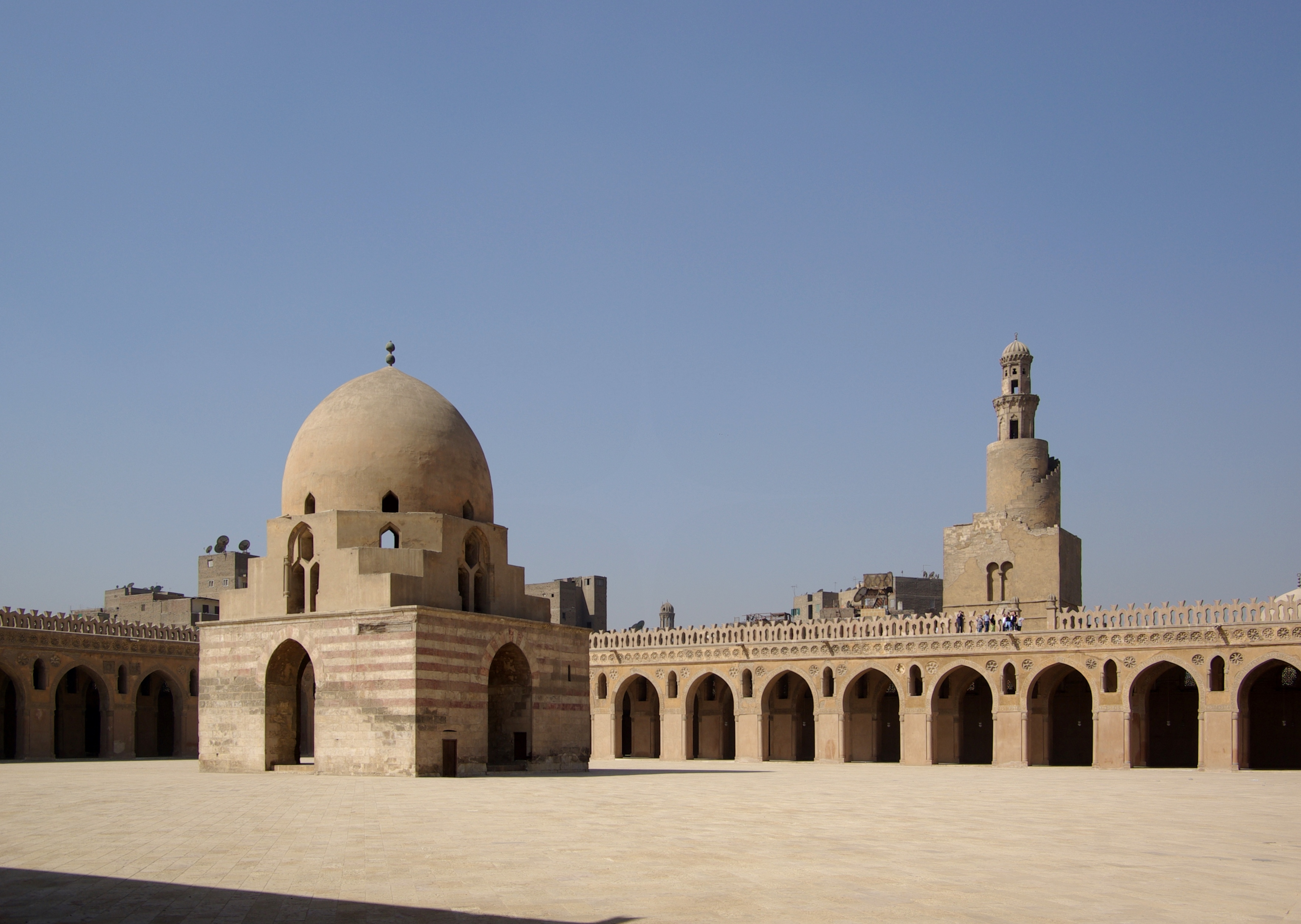
イブン・トゥールーンのモスク

ナイル川沿いの軍事都市フスタートを拠点に、イスラームは早い段階でエジプト以西の北アフリカを支配下においた。この当時のイスラーム建築の特徴をよく残しているのは、663年か664年に建設された都市ケルアンと、821年に建設された城塞都市スースである。
ケルアンの大モスクは、ヤジード・ブン・ハティームによって774年に建設された北アフリカ現存最古のイスラーム建築であるが、836年にジヤーダト・アッラー1世によって改築された後、荒廃の時代を迎え、さらにハフス朝によって大改修された。それでも、ヤジード時代の部分とジヤーダトによる内部構成はよく残っている。その平面は基本的に多柱式であるが、ミフラーブのあるドームの下で、やや広い廊が丁字型に直交するため、丁字型モスクと呼ばれており、この形式はその後北アフリカのモスクの典型的なものとなった。
スースの「リバート」は、ジハードを推し進めるイスラーム戦士の砦として建設されたものだが、元来は4世紀に東ローマ帝国によって建設された教会堂があった。切石積みによって構築された城壁は約34.5m四方の正方形で、四隅と各辺の中央部には櫓の性格を持つボルジュがあり、外部は堅牢な防衛拠点としての性格を見せる。南東部のボルジュは高く作られており、本来は近隣への発火信号用だったとの説もあるが、今日ではミナレットの役割を果たしている。また、城壁の内部は、東西17m、南北14mの中庭を囲む回廊となっており、南辺にはモスクが設けられていた。スースのリバートは、イフリーキーヤがイスラームにとって辺境の地ではなくなり、その軍事的役割を喪失しつつある時代のものである。
9世紀になると、アッバース朝の衰退とともに、北アフリカ、イラン、中央アジアはその支配域から離散していったが、建前上とはいえ、アッバース朝のカリフはムハンマドの代行者として存在していた。このため、各地に設立した地方政権、特に東方地域では、建築物の構造体として煉瓦を用い、太い構造柱（ピア）によって屋根を支えるサーマッラーのモスク形式を採用した。アッバース朝から独立したトゥールーン朝の建築であるカイロのイブン・トゥールーンのモスクは、厳格で静謐な内部空間を形成する洗練された建物だが、平面はサーマッラーの大モスクと全く同じ構成である
ただし、地方政権のすべてがアッバース朝の建築に盲目的に追従したわけではなく、ムラービト朝やムワッヒド朝が成立する以前の北アフリカでは、キブラに向かって直交する柱廊から成るウマイヤ朝初期のモスク形式、あるいはケルアンの大モスクのような丁字型平面のモスク形式が採用された。また、ベルベル人によって創始されるズィール朝は、935年に創建されたアシールの宮殿において、ウマイヤ朝やアッバース朝とは全く系統の異なる建築形態を獲得する。この宮殿のバイト、および長方形の前室を備えた十字型の玉座の間は、その後、北アフリカからイベリア半島の宮殿建築において広く模倣された。また、ズィール朝は1014年に分裂し、独立したハンマード朝は拠点をカルアに定め、1152年にムワッヒド朝に破壊されるまで都市の建設活動を続けた。この都市のカスル・アッ・サラームの遺構において、石膏製ムカルナスが発見されており、これはエジプトを除く西方地域では最も早い例となっている。このムカルナスの制作年代は特定できないが、11世紀末と推定されており、11世紀中期に初めて使用されたムカルナスが、早くもその世紀の終わりには、最も西の地方にまで拡散していったようである。

#### イベリア半島の後ウマイヤ朝

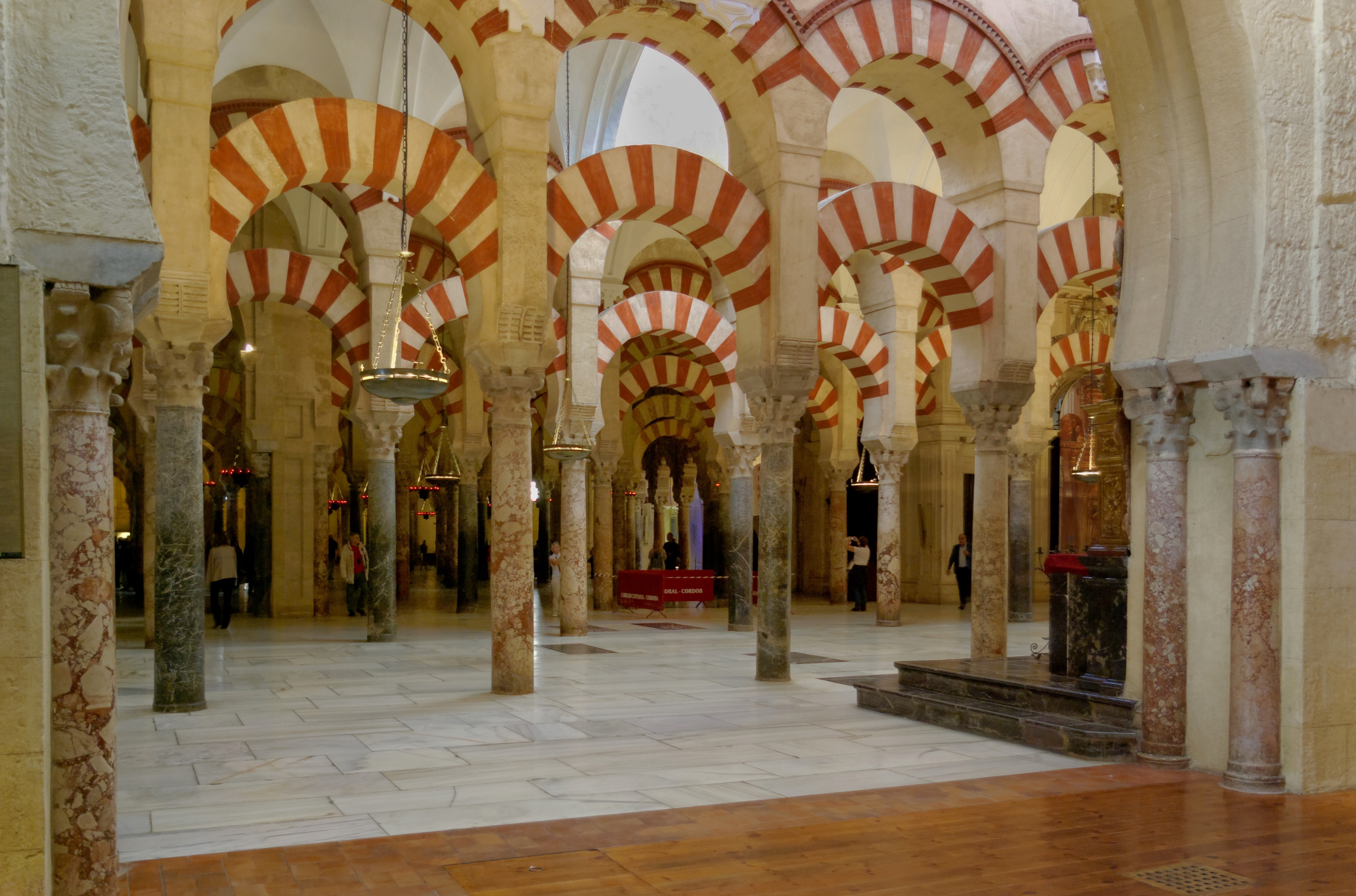
コルドバのメスキータ「円柱の森」

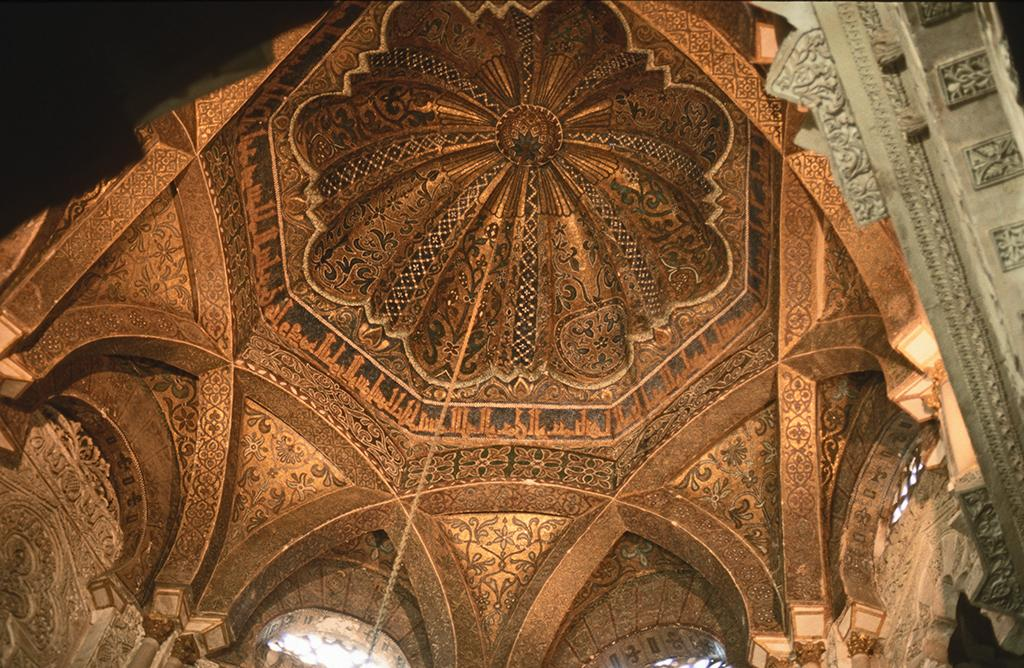
ミフラーブ上部のリブ・ヴォールト

イスラームが711年に征服をはじめてから半世紀以上の間、イベリア半島は混乱の極みにあり、この時期に建設されたイスラームのモニュメントは皆無である。ようやく786年になって、アブド・アッラフマーン1世が11廊の礼拝ホールを建設する。この礼拝堂が、コルドバのメスキータの基本部分である。メリダのローマ水道橋から着想されたと思われる二重のアーチは、やはり末期ローマ建築に特徴的な切り石と煉瓦を交互に組み合わせたものであった。アブド・アッラフマーン2世の時代になると、イベリア半島はようやく安定するようになり、コルドバが他勢力からの脅威にさらされることはなくなった。848年に、メスキータはキブラの方向に拡張され、さらに951年には、アブド・アッラフマーン3世によってサフン（中庭）が広げられ、その周囲に角柱と円柱を交互に並べたリワーク（回廊）、そしてミナレットが建設された。962年に、ハカム2世が行った増築は、南に12スパン分の礼拝ホールが追加されたもので、増築部の中央入り口にリブを持つドームが追加された。キブラ側の壁には宮殿につながる通路になっており、カリフの威厳を際立たせるスペース、マクスーラに通じるが、その上部はガラス・モザイクの精緻な装飾で飾られた交差リブを持つドームとなっている。このヴォールトは、東ローマ帝国の首都コンスタンティノポリスの職人の手によるモザイク装飾で、ビザンティン美術の作例としてもたいへん重要である。
後ウマイヤ朝は、他の地方政権と異なり、リブ・ヴォールトとスタッコを除いて、アッバース朝の建築美術を取り入れることはせず、ウマイヤ朝から継承された建築に独自の建築美学を投影していった。造形はローマ建築の影響が強く、事実、後ウマイヤ朝は東ローマ帝国と親密な関係を保っていた。この後ウマイヤ朝の建築こそ、イベリア半島のマリーン朝、ナスル朝の精妙なムーア建築の素地となったのである。

### ペルシャとトルキスタンの古典イスラーム建築

#### セルジューク朝の初期古典建築
セルジューク朝は、ガズナ朝からホラーサーンを奪った11世紀前期から急速にその勢力を拡大し、1071年には東ローマ帝国をマラズギルトの戦いで破り、カラハン朝、ファーティマ朝を駆逐して広大な領土を獲得することに成功した。この王朝はペルシャの伝統を保持し、優れた文化を培っていたが、家督を多くの後継者が引き継ぐという習慣を持っていたため抗争が相次ぎ、分裂状態に陥ったうえ、中央アジアの政権は13世紀のモンゴル帝国と14世紀のティムール朝の侵略によって長期間にわたって存続することができなかった。しかしながら、セルジューク朝は優れた建築を生み出しており、現存するものが多いとは言えないものの、イスラーム建築において多大な功績を残したことが知られる。

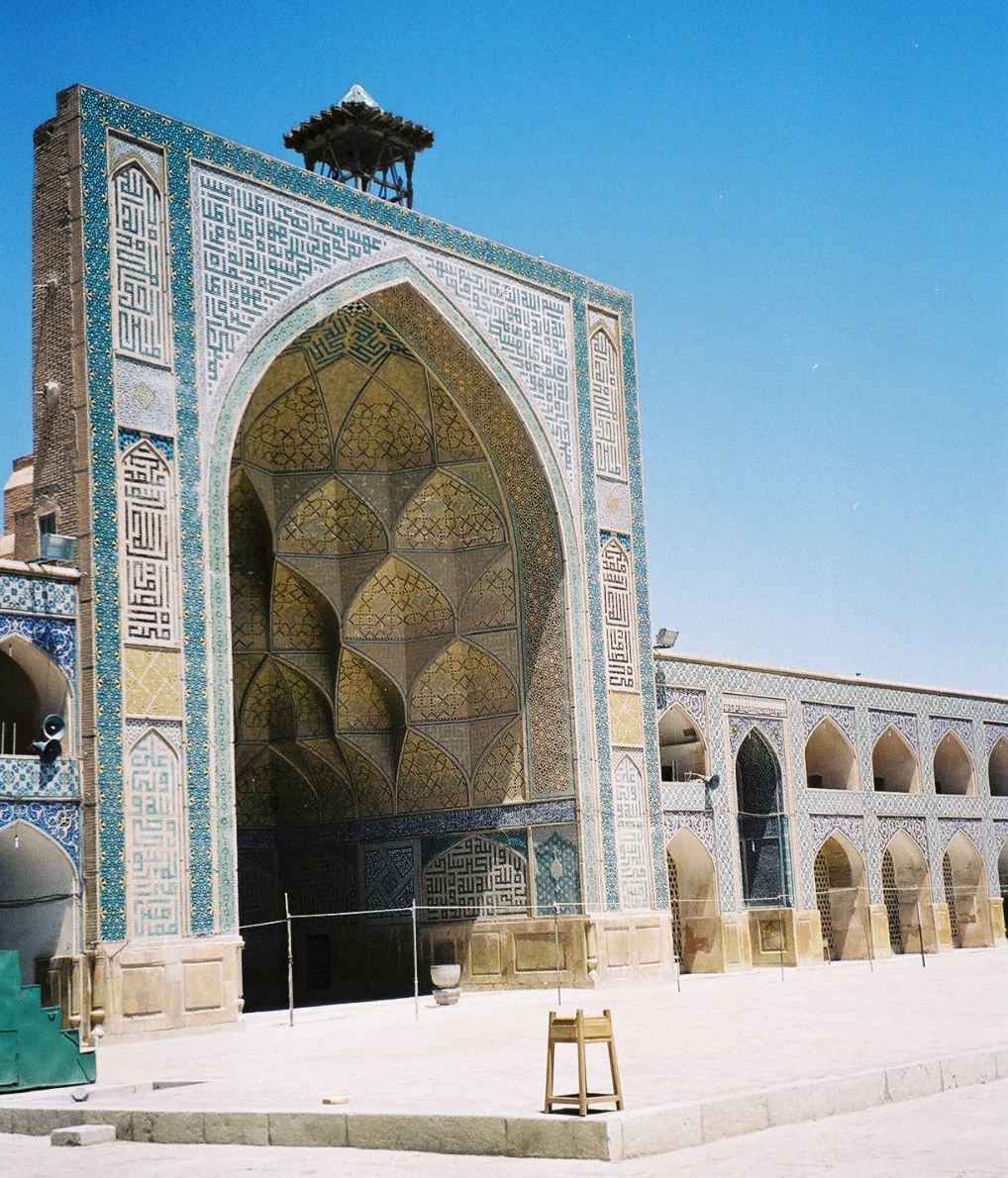
エスファハーンの大モスク中庭の西イーワーン ムカルナスが見える

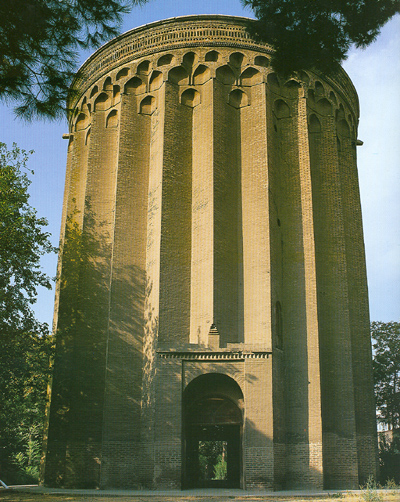
ライイのトゥグリル霊廟

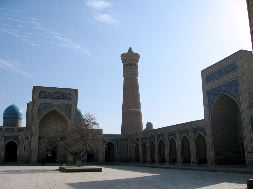
ブハラの「カルヤーン・ミナレット」とモスク

エスファハーンは、1051年にセルジューク朝に占拠され、アルプ・アルスラーンによって帝国の首都となった。旧市街の大モスク（Masjid-i Jum'a 金曜モスク）は、9世紀末から10世紀にかけて、典型的なウマイヤ朝由来の多柱式モスクとして建設されていたが、セルジューク朝の時代にいくつかの重要な改造が行われている。そのひとつが、王朝末期の12世紀の改修時に行った、後にモスクやマドラサの建築形式として一般的となる四イーワーン形式の構築である。これは中庭を中心として四方にイーワーンを十字形に配するものであった。中庭を挟んでイーワーンが対面する二イーワーン形式や、中庭を挟んで四方にイーワーンを配する形式は、サーサーン朝や12世紀初頭にガズナ朝マフムード3世が建設したラシュカリ・バーザールの宮殿複合体で見られるが、現在に残る四イーワーン形式は、エスファハーン周辺で誕生したと考えられる。この形態は後世への影響が甚だ大きく、その後、ムスタンスィリーヤ学院（1234年竣工）、ウルグ・ベク・マドラサ、イマーム・モスク、マムルーク朝のバイバルス2世廟（1306年）、スルタン・ハサン・マドラサ（1363年）など、イスラーム圏のあらゆる地域に伝播し、かつ、現在までのほぼ1000年に渡って建設され続けている。
マドラサはガズナ朝によって作られたらしいが、宗教施設の要素として確立したのはセルジューク建築であると考えられる。最初のマドラサは、1046年以前に建設されたトゥグリル・ベグによるニーシャープールのマドラサであるが、現在では、宰相ニザームルムルクが創設し、ニーシャープールのほか、バグダード、エスファハーンなどに設置されたニザーミーヤ学院が、ハルギルドとライイにのみ残る。ともに完全な廃墟となっており、上部構造についてはあまりよく分かっていないが、四イーワーン形式のものである可能性は高い。イスラームの教義を教え、国家の役人を養成するマドラサは、ルーム・セルジューク朝、ザンギー朝、およびアイユーブ朝などのセルジューク朝系の諸政権によって引き継がれ、ザンギー朝のヌールッディーンによるヌーリーヤ学院やアッバース朝第36代カリフ・ムスタンスィルがバグダードに創設したムスタンスィリーヤ学院など、アナトリアやシリア、エジプトに次々と建設されることになる。
セルジューク朝の墓廟建築については、いくつかの注目すべき作品、アルバクのグンバト・イ・アリー（1056年）、ハッラガーンの双塔（1068年と1093年）、およびトゥグリル霊廟（1139年？）、そしてマラーガのグンバト・イ・カブートが残っている。ハッラガーンにおける外部の装飾手法は、サーマーン朝のイスマーイール霊廟と同じく煉瓦積みによるものだが、より繊細で洗練されており、サーマーン朝以来の伝統をセルジューク朝がよく保持していたことがうかがえる。トゥグリル霊廟は、ゴルガーン州にあるズィヤール朝のグンバト・イ・カーブース（1006年）のデザインを継承しているが、三角状のフランジと上部構造のコーニスを接続する部分にムカルナスを配置しており、グンバト・イ・アリーと同じ措置を行っている。
セルジューク朝の建築ではないが、西方セルジューク建築の先細りの円筒形ミナレットの形態に影響を受けたものとして、1117年に完成したブハラ（現：ウズベキスタン）のカルヤーン・ミナレットがある。これはカラハン朝のアルスラーンによって建立されたもので、煉瓦で作り出された様々な模様が横縞を形成する装飾となっている。ずんぐりとした容姿はトルキスタン建築の伝統を融合したものとなっている。

#### イルハン朝と白羊朝の古典建築

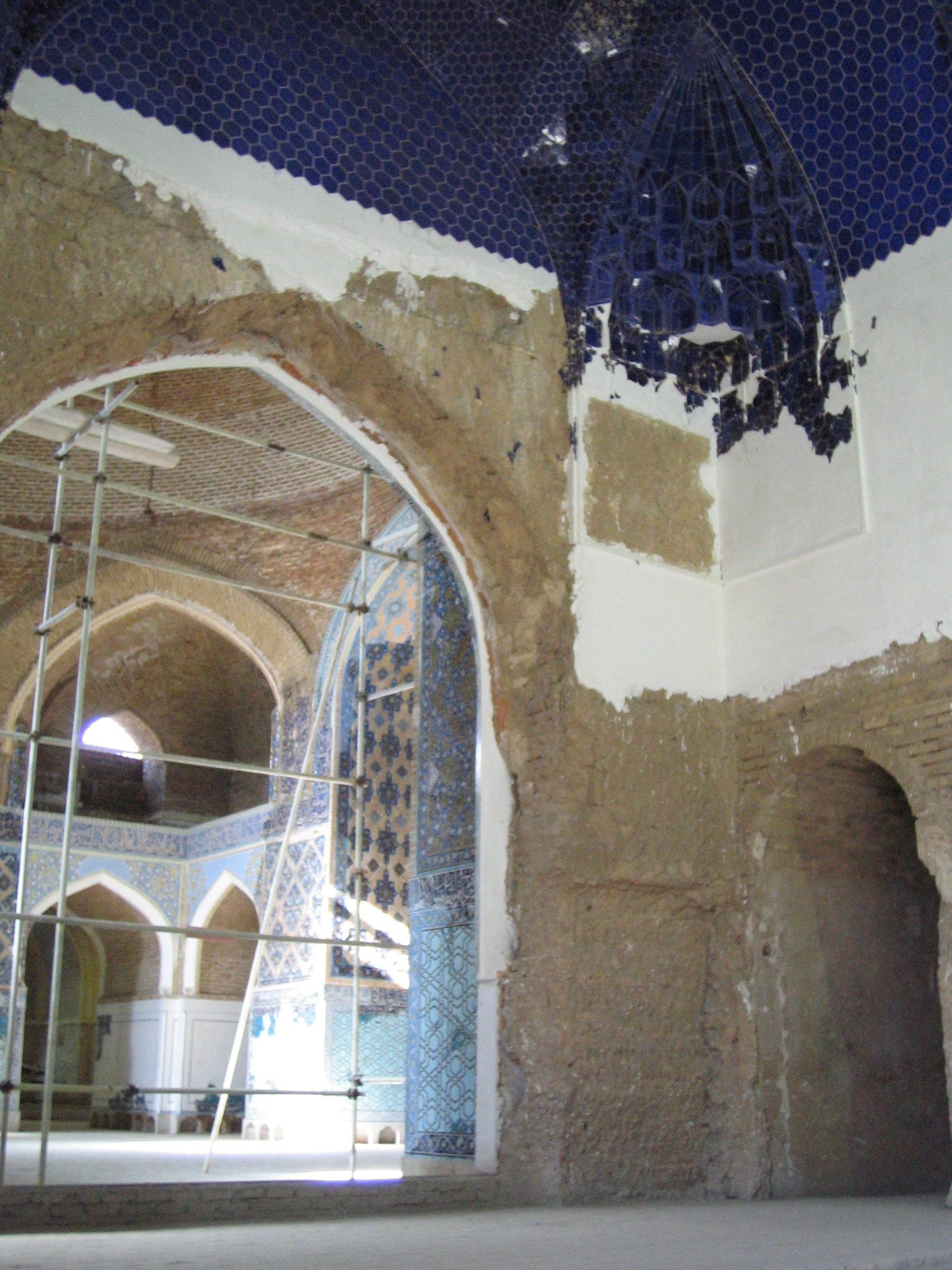
タブリーズのマスジェデ・カブート（ブルー・モスク）

13世紀になると、モンゴル帝国による侵攻によって中央アジアで急速に領土を拡大していたホラズム・シャー朝は事実上滅亡し、サマルカンド、ブハラをはじめとするこの地域の諸都市はモンゴルとの戦闘や降伏後の処置で城塞や城壁を破壊された。しかし、マー・ワラー・アンナフルを中心とする中央アジアはモンゴル皇帝の直轄領となり、ビシュバリクやブハラは中央アジアに散らばるモンゴル諸王家の采邑を管理する拠点として機能し続けたが、モンゴル軍に攻撃され、その後にその管理から外れたヘラートやメルヴなどの諸都市は荒廃されるままに置かれ、都市機能は完全に停滞する。ホラズム・シャー朝のジャラールッディーン討伐のため派遣されたモンゴルのイラン方面軍の進出により1230年代から60年代にかけてアムダリヤ川以西の地域は徐々にモンゴル帝国の支配下に組み込まれて行った。このように、1220年から半世紀の間、イラン・中央アジアにおけるイスラーム建築の活動もなかば凍結状態にあった。1260年にはモンゴルの西方遠征軍を指揮していたフレグが、アーザルバーイジャーン地方の州都タブリーズで即位（フレグ・ウルス）し、『集史』によればフレグは建築物の造営に非常に熱心であったと伝えており、タブリーズ周辺でさまざまな施設の建設がはじまった。しかしながら、彼はイスラーム教徒ではなく、またフレグをはじめイルハン朝君主は領内の宗教政策は初期にはネストリウス派総主教に監督させてかったため、イスラームの待遇は芳しいものではなかった。
1295年に、フレグの曾孫ガザン・ハンが即位、イスラームに改宗し、経済的活況にともなって、マドラサ、廟墓などの各種巨大な宗教・寄進施設の建設が相次いだ。彼が建設した建物は、現在ではほとんど消滅したが、次代のオルジェイトゥの時代に建設されたものはいくつか残っている。近年の研究で、1220年のモンゴル侵入からアブー・サイードが没する1335年までにイランで建てられた建築物は92例ほどと言われているが、1295年のガザンのイスラーム改宗以降に建てられたものは40年で65例にのぼると言う。これらは墓廟や墓廟付きのマドラサが多く、墓廟だけでも20例以上確認される。イスファハーン旧市街の金曜モスクや後述のナタンズ、アルダビール、ヤズドなどイルハン朝治下の州都になったような比較的大きな都市のモスクやマドラサなども、この時期に新築ないし改築された。

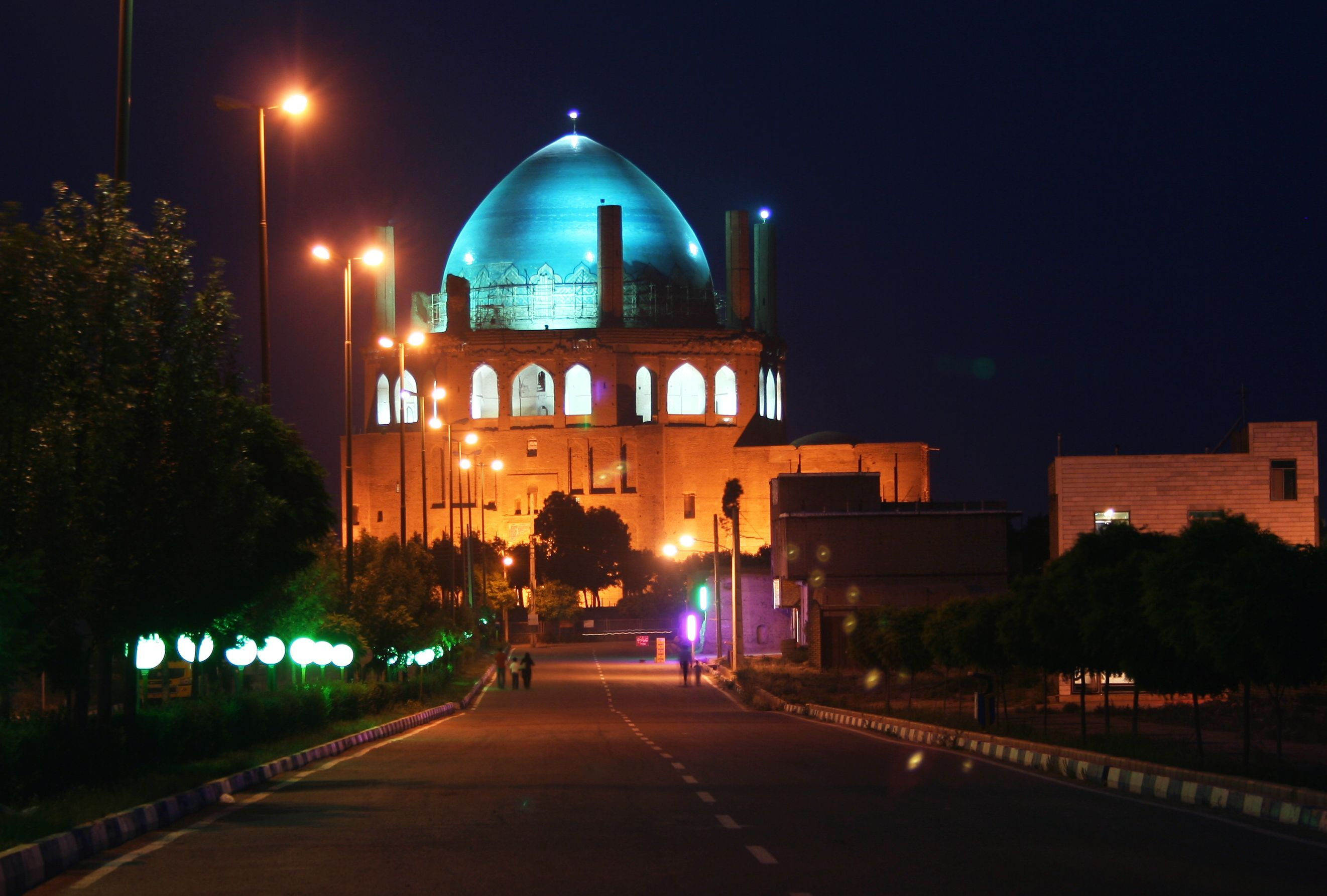
スルターニーヤのオルジェイトゥ廟

1306年に首都となるべく建設されたスルターニーヤは、壮麗な建築物によって飾られたすばらしい都市になるはずだったが、現在では中央アジア最大の墓廟建築で、オルジェイトゥ自身の墓であるオルジェイトゥ廟のみが残る。1313年に献堂されたこの八角形の霊廟は、7mに達する分厚い壁によって構築され、ムカルナスのコーニスの上に八本のミナレットに囲まれたドームを頂く。
ナタンズのアブドゥル・マサド霊廟は様々な施設が混成した複合建築物で、中心となるモスクはセルジューク朝に遡る。1307年に建設された墓廟は十字型平面の建物で、スクィンチによって支えられたドームは八方向に開口を持ち、ムカルナスが太陽の光を拡散する。デルヴィシュ教団の宿泊施設である「ハーンカー」は、1316年か1317年に建設され、ドームは青い釉薬タイルにより装飾される。
1310年頃、エスファハーンの大モスクに小礼拝堂が加えられた。切石構造による交差ヴォールトで形成された広間は、パルティア王国およびサーサーン朝において見ることのできるシリア特有の空間であるが、14世紀以降、急速に普及し、やがてティムール建築に引き継がれた。このように、ガザンからオルジェイトゥ、アブー・サイードの時代に、中央アジアのイスラーム建築は技術的な革新こそなかったものの、たいへん洗練され、やがてティムール帝国による完成された建築を創造することになる。

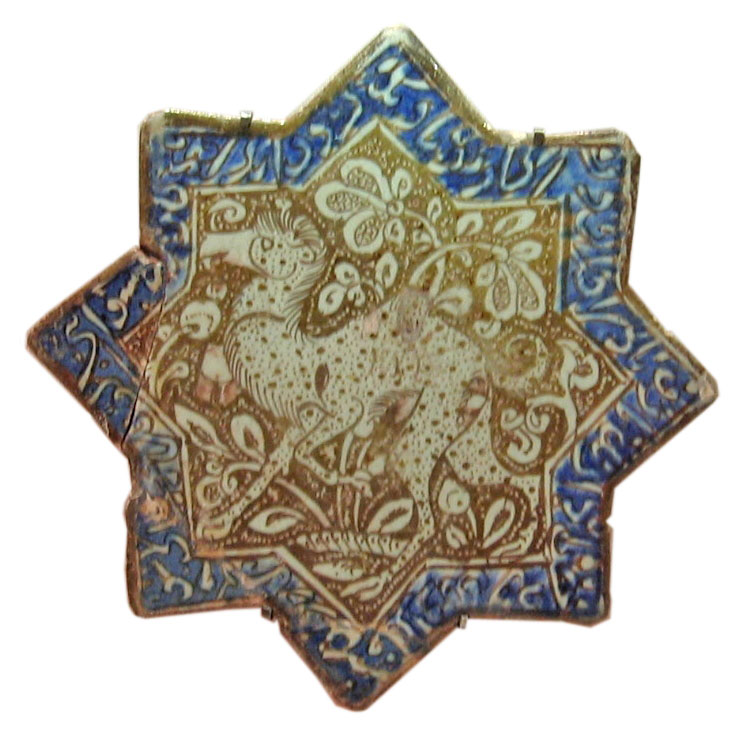
14世紀のコバルト釉による縁取りを施したラスター彩釉タイル

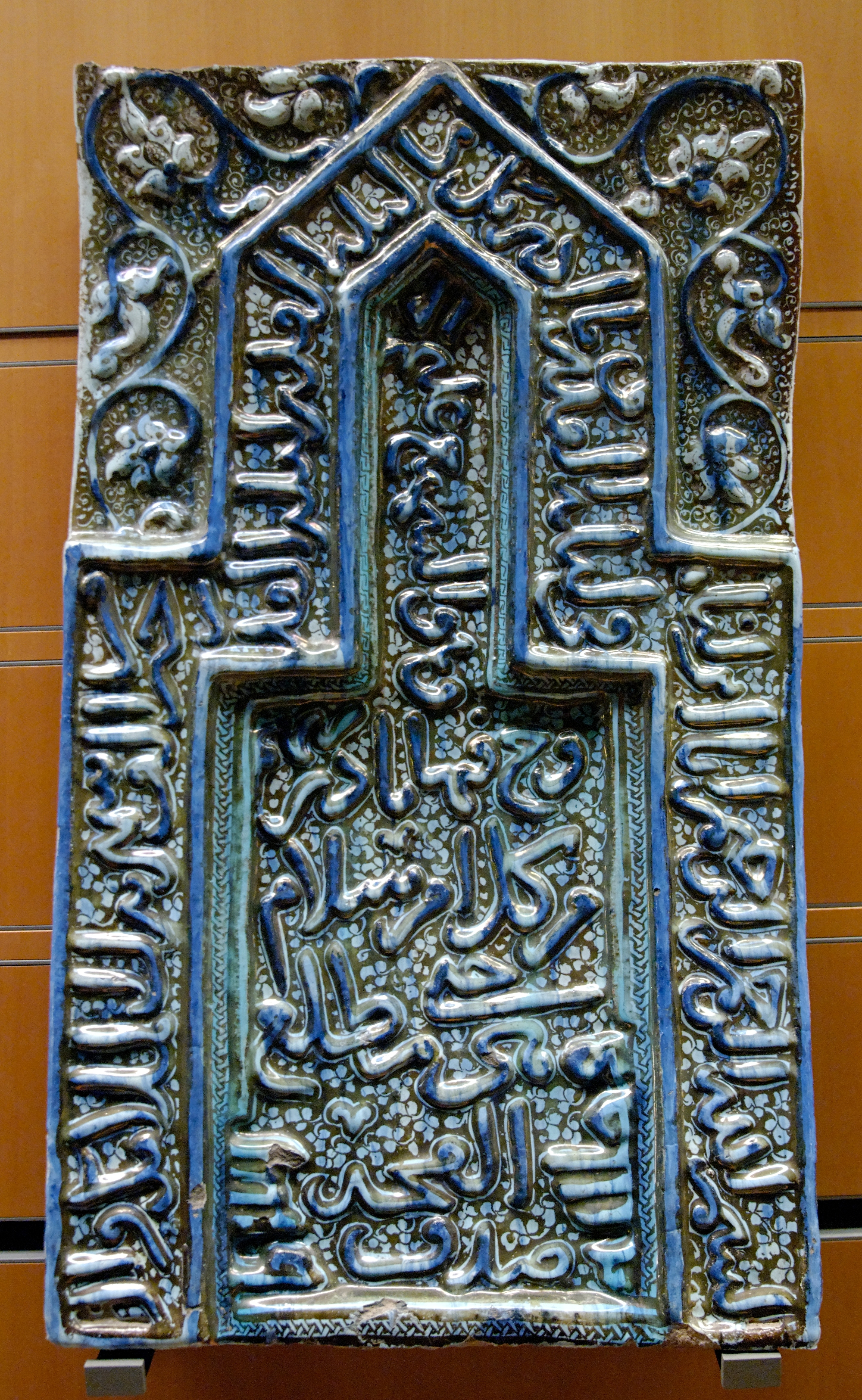
14世紀初頭のカーシャーン産のミフラーブ用タイル

14世紀における建築上の革新としては、従来のラスター彩釉タイルの他に、紺地に金彩を施した「ラジュヴァルディーナ」（「ラピスラズリ調の」）彩釉タイルや青色タイルなどが、モスクや廟墓、マドラサの壁面をふんだんに飾るようになったことが上げられる。従来、イラン・中央アジアのモスクなどの宗教建築は泥煉瓦や焼成煉瓦で建造され、外壁面も煉瓦を積み重ねて凹凸を利用して幾何学的な陰影をつけたり、あるいは表面を漆喰で塗り固めて、浮き彫り施したスタッコといった技法で飾られていた。これらの装飾は繊細な装飾も可能で技巧的に優れてはいたが全体の色彩的にはモノクロームであった。この種の彩色タイルを用いた建築は、13世紀に建てられたコンヤやスィヴァスなどのアナトリア地方の諸都市のマドラサでいくつか見られるが、イルハン朝時代後期から青色をはじめとする彩色タイルによる装飾が普及すると、建物の外装はカラフルなものとなり、彩色タイルの多用が以降のこの地域の建築様式の主流となって行く。特にコバルト顔料を用いた良質な青色タイルは中部イランのカーシャーンで作られ、14世紀に入ると各地でも生産されるようになるが、この種の青色のタイルをペルシア語で「カーシャーン製」を意味する「カーシー」で呼ばれ珍重された。これら青色タイルの技術が進展すると、青、黄、赤、緑、白などの様々な色のタイルが製作され、数種類にカットされたタイルを使って複雑な紋様を編み出し、前述のガーザーニーヤやスルターニーヤなどの建築群の表面を覆った。
イルハン朝の建築は、技術的にはセルジューク朝の建築を超えるものは何もないが、内部装飾も含め、装飾・プロポーションはたいへん洗練されている。この造形力はそのままティムール朝に引き継がれ、サファヴィー朝の建築に匹敵する、たいへん高い完成度を持つ建築に結実するのである。
ティムール朝による中央アジアの建築は後述するが、ティムールが病没した後のアナトリア、アゼルバイジャン方面は、ティムール帝国の支配から脱した。その後、かつてのフレグ・ウルスの首都であったタブリーズを占領したのが、白羊朝のウズン・ハサンであった。ウズン・ハサンの手によって、タブリーズに1465年に建設されたマスジェデ・カブートは1778年の地震によって、イーワーンしか現存していないものの、かつては、青色のタイルで彩られたモスクであり、従来のペルシャ建築の伝統を引き継いでいる。

#### ティムール建築
チンギス・ハーンと同祖の一族出身のティムールは、サマルカンドを拠点にトランスオクシアナを征服し、1398年にはトゥグルク朝の首都デリーを占拠、1402年にはアナトリアのオスマン帝国を破って広大な領地を手中に収めた。さらに彼は、各地の職人たちをサマルカンドに呼び寄せ、帝国のために様々な建築物の建設にあたらせた。招集された職人の出身地は、遠くバクダード、ダマスカス、モスクワ、デリー、アンカラに及んだ。最終的にはセルジューク朝と同じく分裂・抗争を繰り返して衰退するものの、ティムール朝の王族たちは芸術に対して惜しみないパトロネージを発揮し、その結果、セルジューク朝、イルハン朝の建築を継承したティムール建築は、トランスオクシアナにおけるイスラーム建築を完成の域に到達させ、サファヴィー朝、ムガル朝の建築に絶大な影響力を与えるに至った。

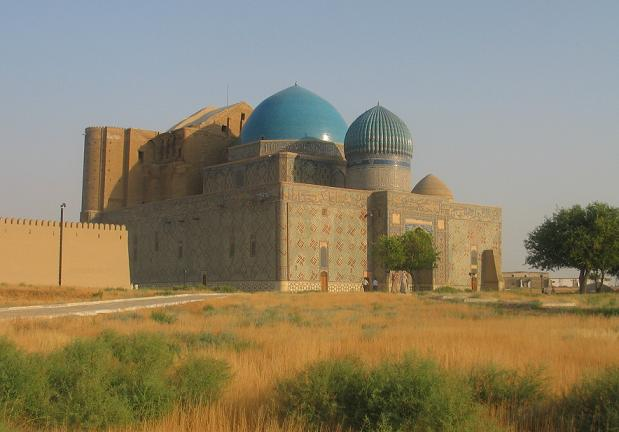
トルキスタン市の「ホージャ・アフマド・ヤサヴィー廟」

アナトリアのデルヴィシュ教団による神秘主義の基礎を築いたスーフィー、アフマド・ヤサヴィーは、1166年にヤシ（現カザフスタンのトルキスタン市）で死去した。現在残る彼の霊廟、ホージャ・アフマド・ヤサヴィー廟は、ティムールによって1394年あるいは1395年から1397年に整備されたものが基本となっているが、当時、未完のまま工事は終了したらしい。墓室上部の高いドームと、墓室の北西に設けられた入り口は、後の時代に増築されたものである。霊廟が様々な機能を持つ複合建築物として設計されることは珍しくないが、このアフマド・ヤサヴィー廟は通常の霊廟建築とは異なり、墓室の前にミフラーブのない巨大なドーム室が設けられ、建物の主たる機能はあたかも集会ホールのようである。ドームと墓室の関係は、イルハン朝のオルジェイトゥ廟に近いが、中央広間を取り囲むように様々な機能を持った諸室が配置される構成は、アナトリアのマドラサに類似する。諸室が複雑な形状をしているものの、ドームを中心に升目状に配置されており、建築家がこの建物を左右対称に構成しようとしたことが分かる。

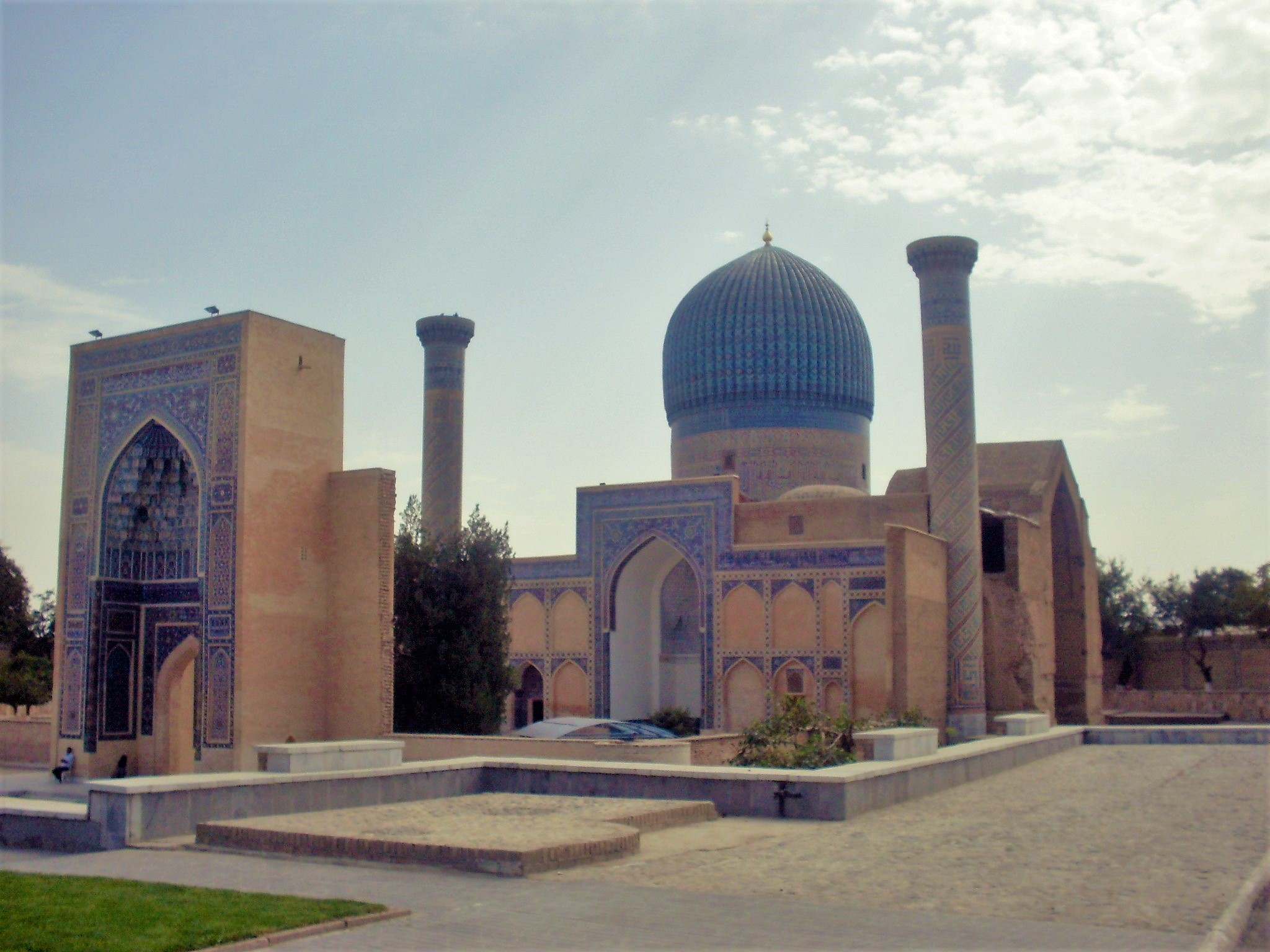
サマルカンドの「グーリ・アミール」（ティムール一族の廟）

サマルカンドにあるティムール一族の廟グーリ・アミールは、ティムールが孫のムハンマド・スルタンのために建設したもので、後にティムール自身もこの霊廟に埋葬され、以後その子孫もこの廟に合葬された。エスファハーンの建築家ムハンマド・ブン・マフムードによって1404年に完成したこの霊廟は、初期ティムール建築を代表するものである。八角形の構造体内に、正方形と十字形を組み合わせた空間が収まり、地階には同形の玄室が設けられた。その上部には、スクィンチによって支持された内殻と外殻の二重ドームを頂く。外殻は、巨大な碑文が書かれた背の高いドラムの上部にムカルナスのコーニスが回され、その上に青いリブ状ドームが載る構成となっている。内殻ドームも尖頭型で、ともに垂直製の高いプロポーションである。このドームはティムールの命によって作り直されているため、彼の個人的な趣味を推し量ることができよう。本来、霊廟の平面は線対称で、コンパクトにまとまった完結したものであったが、1434年にウルグ・ベクによって行われたマドラサの増築によって、今日ではそれが曖昧なものとなっている。

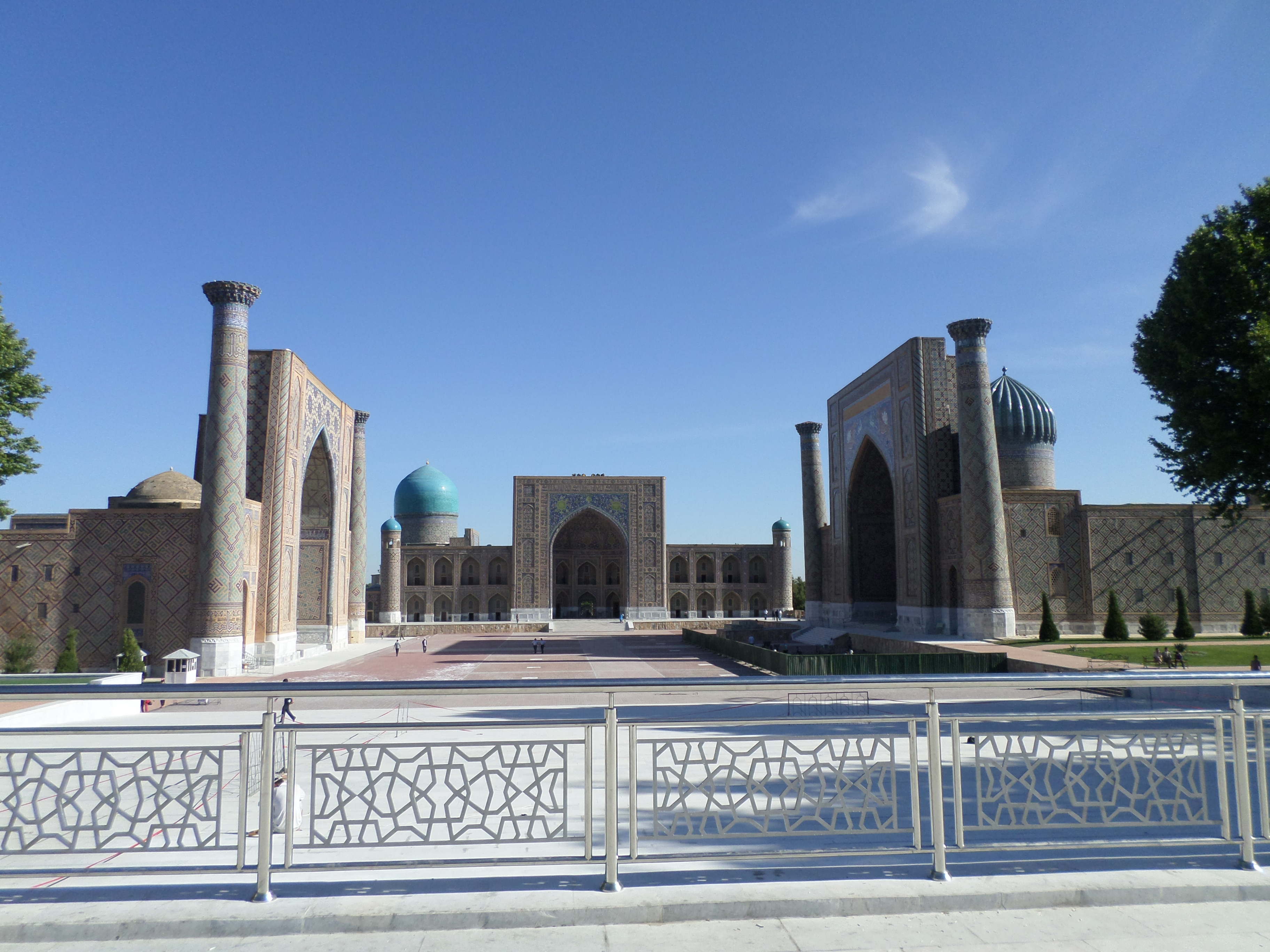
サマルカンドの「ウルグ・ベク・マドラサ」
左側のイーワーンのある建物。

第4代カリフであるウルグ・ベクは学問を奨励し、1417年にサマルカンドにマドラサの建設を命じた。サマルカンドのマドラサは左右対称に構成された平面を持つ。レギスターンに面する正面ファサードには、計画では4つのミナレット（現在は2本のみ）に囲まれた大きなイーワーンがあり、ここを抜けると33m四方の中庭に至る。周囲を学生の個室が取り囲む中庭は、完全な四イーワーン形式で、3方は外部への出入り口であるが、正面ファサードの反対側はモスクへの入り口となっている。建物の四隅には、正方形と十字形を組み合わせた平面の墓室があり、現在は失われているが、高いドラムを持つドームを頂いていた。

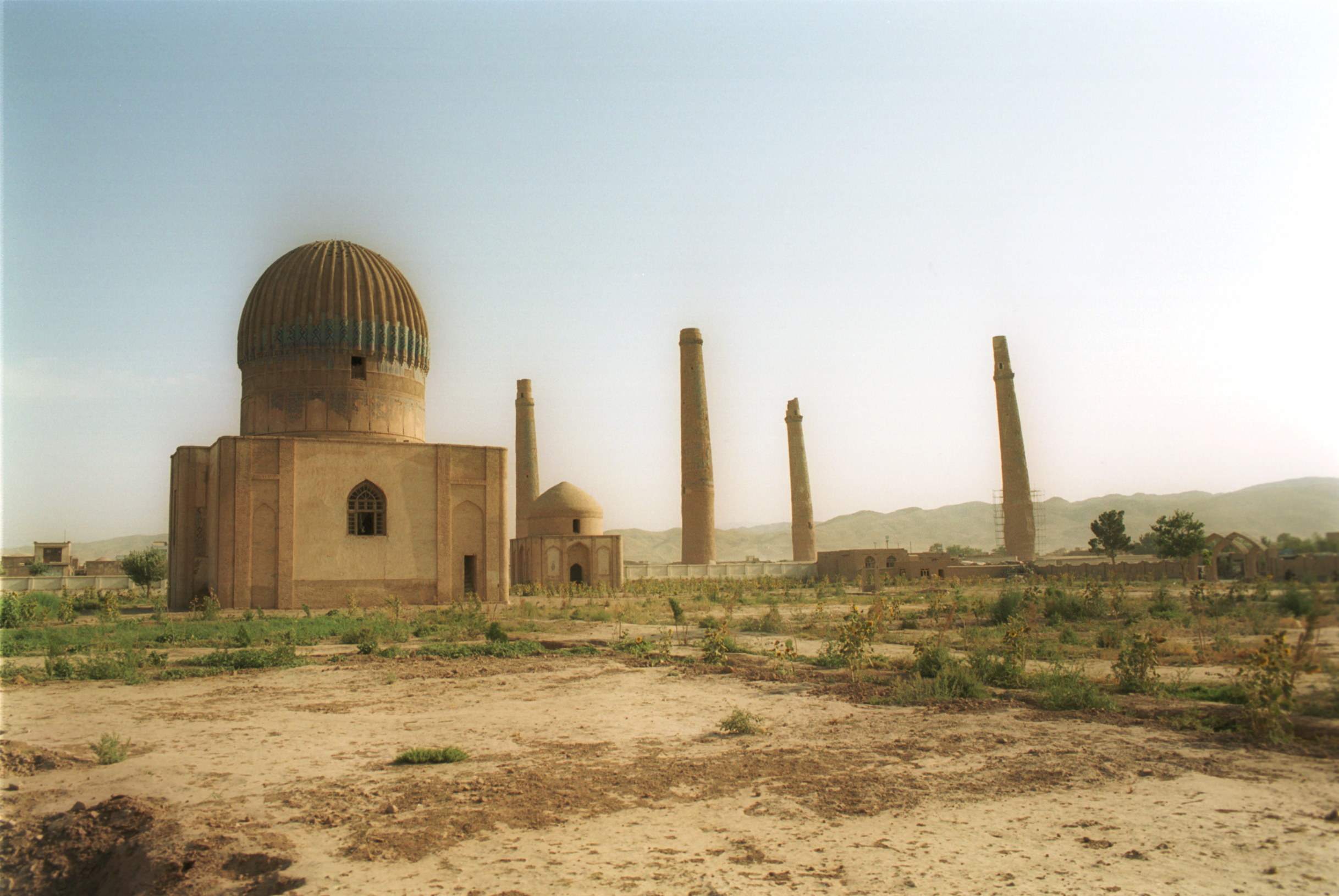
ヘラートの「ガウハル・シャッドのムサッラーとマドラサ」

ガウハル・シャッドによって創建されたヘラートのマドラサは、サマルカンドと同じく1417年に起工された、大規模な複合建築物だったと思われるが、現在ではミナレットとキブラ壁に沿って設けられた墓室のひとつのみが残る。この墓室はグーリ・アミールと同じ構成だが、ドーム下部のドラムは低く抑えられ、四方により深い尖頭ヴォールトが架けられている。内部空間はさらに洗練されたもので、スクィンチには小さな浅いムカルナスが無数に施され、これが壁体を流れる滝のような構成にしている。ムサッラーは、1本のミナレットを除いて取り壊されてしまったが、ここに残る複雑な装飾と色彩は、ティムール朝の装飾技術の高さを物語るものである。
ギヤース・アッ・ディーンによって1444年か1445年に完成したハルギルドのギヤーシーヤ・マドラサは、やや荒廃しているが、完全な線対称の構成を持つ美しい建築物である。サマルカンドのマドラサと同じく学生の個室が四イーワーン形式の中庭を取り囲むが、正面イーワーンには、左右にダルガーと呼ばれる前室が設けられている。集会用の部屋であるダルスハーネには、八角形ドラムとドームが載っているが、内殻のドームは交差リブ・アーチとなっており、後にスクィンチ・ネットと呼ばれるサファヴィー朝、ムガル朝の主要なモティーフの原型を見ることができる。

### イベリア半島と北アフリカの古典イスラーム建築

#### ムラービト朝とムワッヒド朝の建築
ユースフ・イブン・ターシュフィ−ン率いるムラービトゥーンは、1062年にマラケシュを建設した後、アルジェ、そしてイベリア半島南部を支配下においた。ムラービト朝の建築はイベリア半島の後ウマイヤ朝建築に大きな影響を受けているが、ムカルナスについては独自の、そして高度な発展を遂げた。

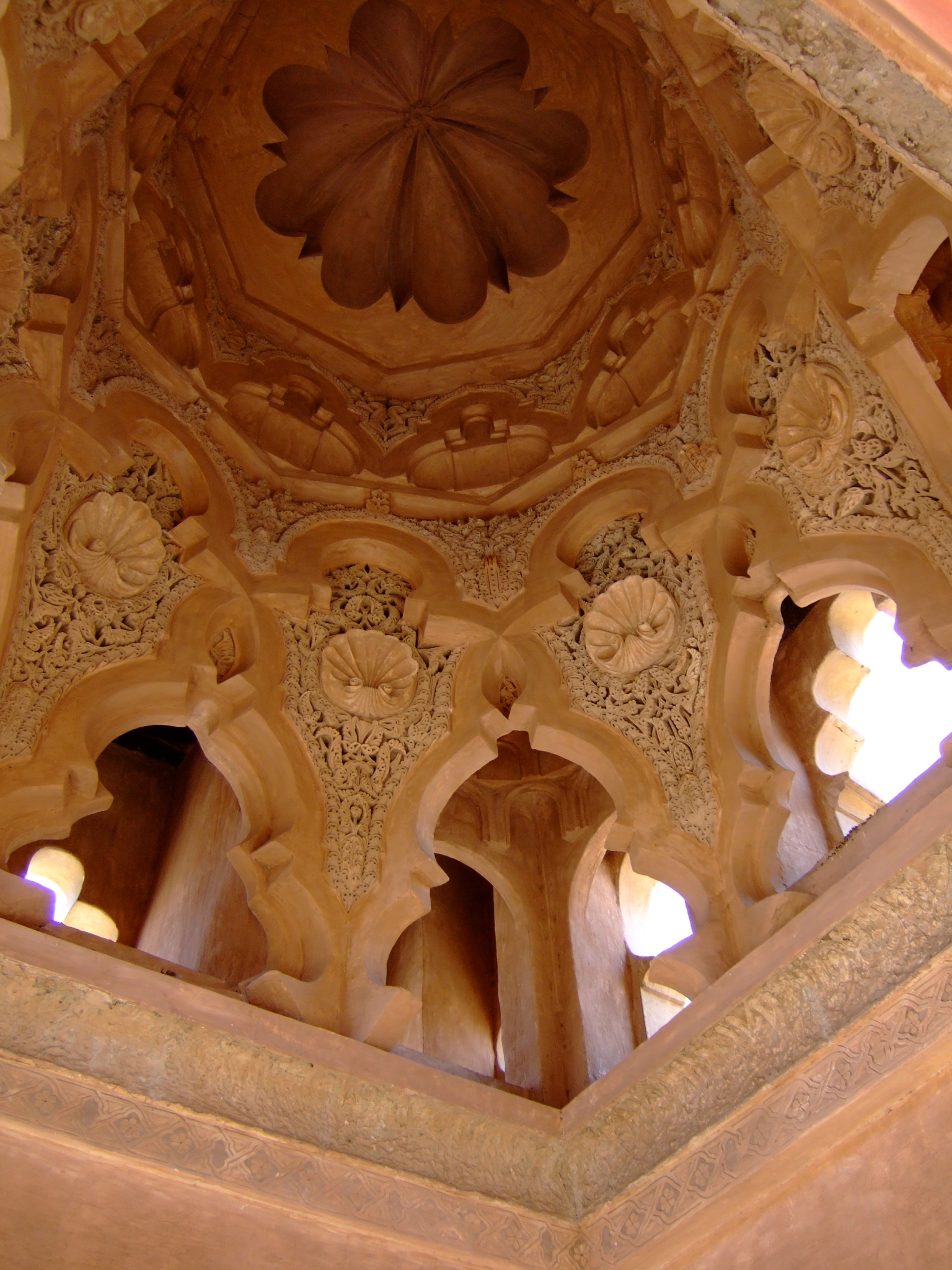
クッバ・バルディーイーン

トレムセンおよびアルジェの大モスクは、ムラービト朝初期の11世紀中期の建築で、内部構成は、どちらも長方形のサフンを取り囲む、やや丁字型の影響を受けた多柱室形式のモスクである。1136年にトレムセンのモスクに完成したドーム状のランターンは、ムラービト朝による建築装飾の傑作で、12本の交差したリブ状ヴォールトの間に、ムカルナスの施された小アーチと透かし彫りのトレーサリーがはめ込まれている。ムラービト朝の建築装飾はたいへん緻密で、その技術の高さについては、1120年に完成したマラケシュのクッバ・バルディーイーンにおいても認めることができる。このドームは、もともと清めの泉を覆うドームとして建設されたらしい長方形のパヴィリオンで、内殻ドームは頂点にメスキータのミフラーブ上部のドームと同じ形状のドームを持つが、これを支えるスクィンチは流れるような浅いムカルナス装飾と、透かし掘りによって装飾されている。北西アフリカのムカルナス装飾は11世紀末にはじめて現れたと考えられているが、この時期、ムカルナスはムラービト朝によって突如として高度に発展した建築装飾として表現される。
フェズのカラウィーイーン・モスクは、857年に裕福層の私的礼拝堂として建設されたが、933年にファーティマ朝によって金曜モスクに改装され、さらに1143年にアリー・ベン・ユースフによって増築された。ムラービト朝の手による部分は、主にミフラーブに通じる廊のムカルナス・ヴォールトで、そのいくつかには、特にランブルキン・アーチ（垂れ下りアーチ）と呼ばれるものの最初の形態を示している。やはりムラービト朝のムカルナスの扱いはたいへん素晴らしく、彼らの装飾技術はそのままムワッヒド朝に引き継がれた。

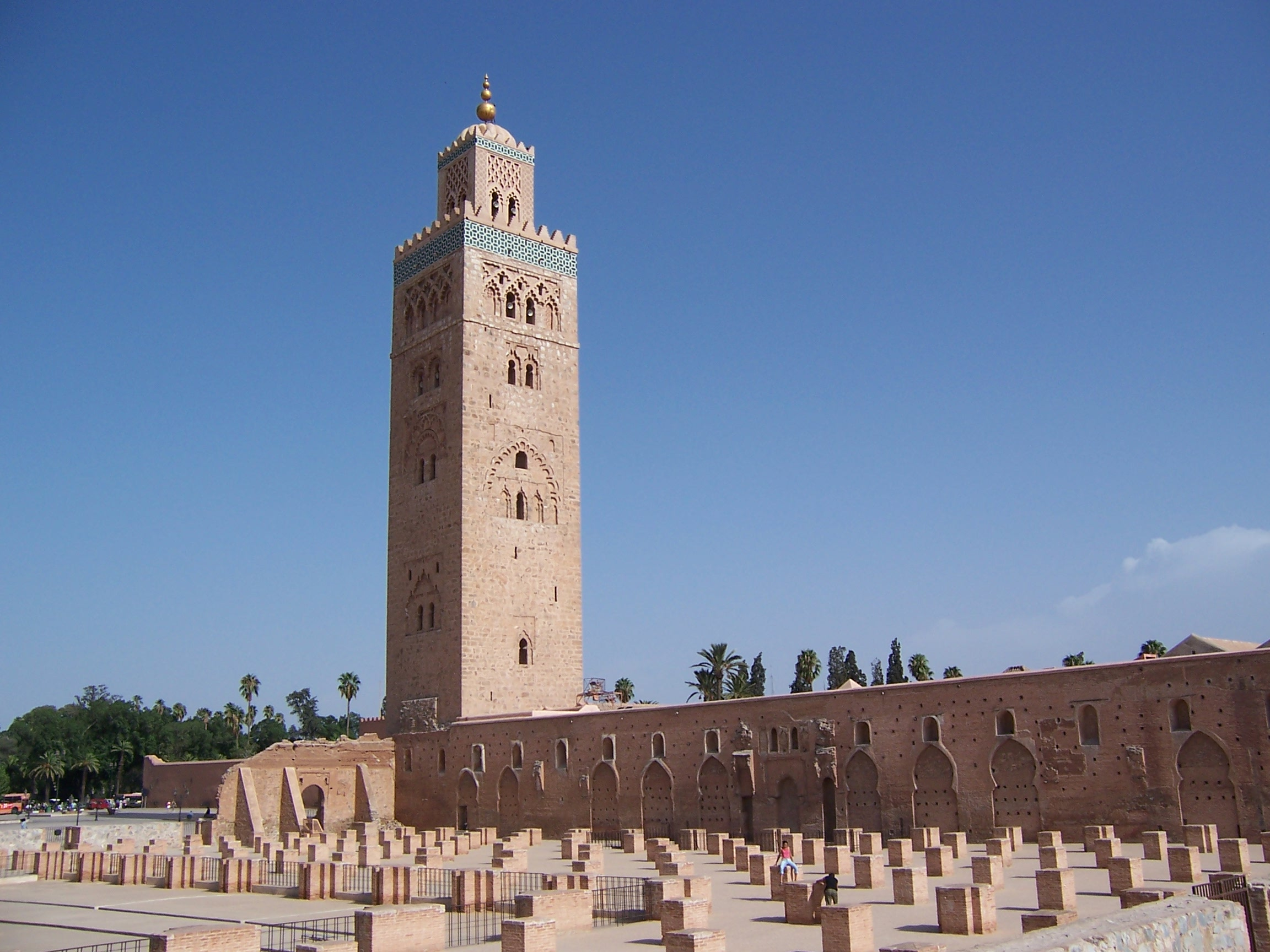
クトゥービヤ・モスク

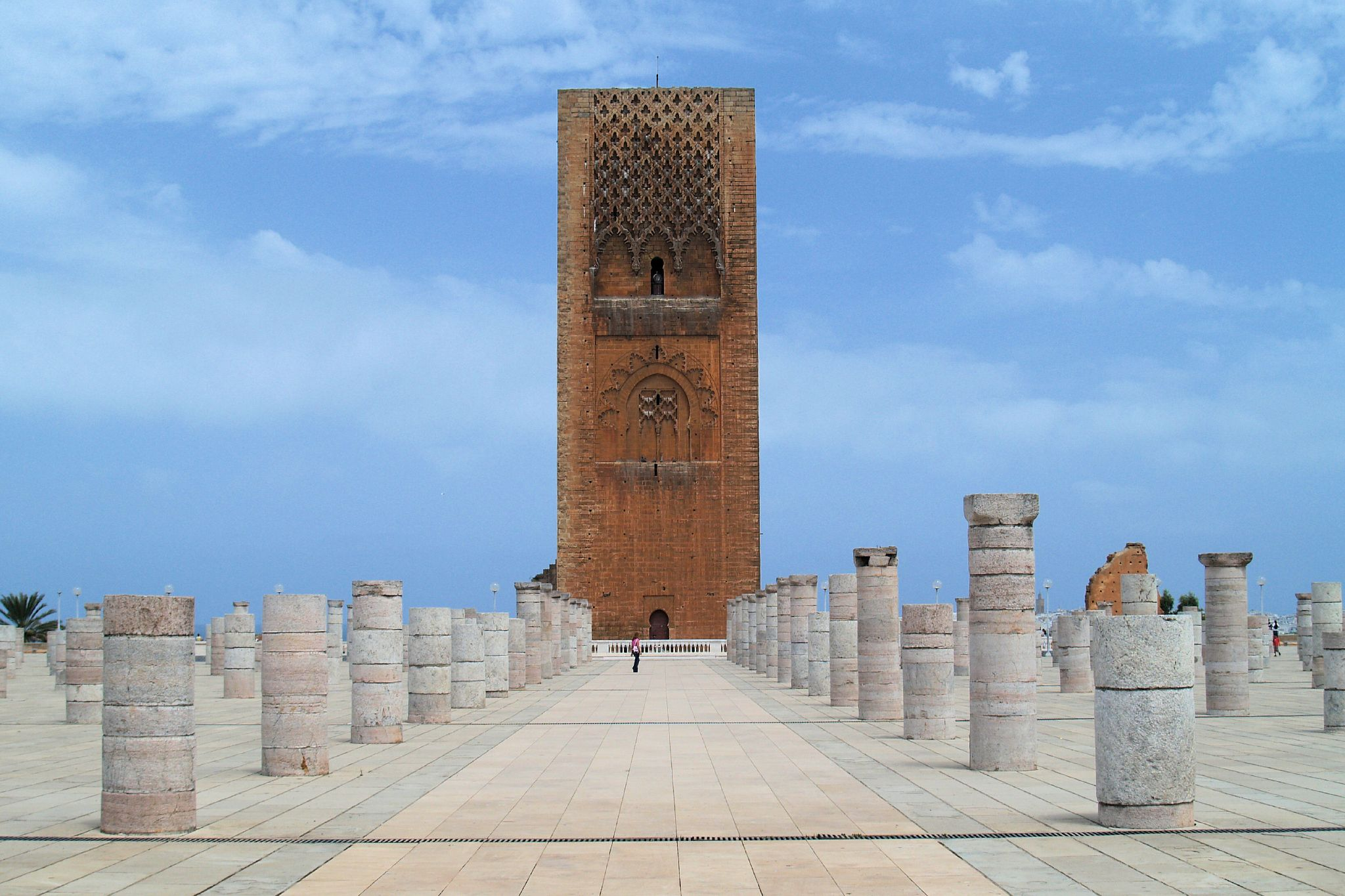
ハサン・モスク

12世紀にムラービト朝が衰退すると、1141年にマラケシュを占拠、首都としたムワッヒド朝が、北西アフリカとイベリア半島の新たなる支配者となった。彼らはムラービト朝の建築をすべて吸収し、より洗練され建築物を創出した。
首都マラケシュのクトゥービヤ・モスクはとセビリヤの大モスクは、アルジェの大モスクと同じく長方形のサフンを持つやや丁字型の多柱室形式のモスクである。1162年頃に建設されたクトゥービヤ・モスクのキブラ壁に沿った廊には、カラウィーイーン・モスクで見られたランブルキン・アーチがより洗練されたかたちで使用されている。キブラ壁に平行なその他の廊は多弁形アーチが用いられているが、逆にキブラ壁に垂直の方向の廊には馬蹄形アーチが架けられた。ミナレットは、塔内部の斜路に沿って外部装飾の位置が決定されているため、全体が非対称となっているが、このような処理はムワッヒド朝のミナレットではこの塔のみに見られる。1172年に起工したセビリヤの大モスクについては、ミナレットと中庭を除いて15世紀に取り壊されたため、今日ではその断片しか目にできないが、中庭の東側の出入り口には、スペイン現存最古のムカルナス・ヴォールトが残る。
ムワッヒド朝の建築は、マラケシュのほか、ラバトにおいてもかなり良い保存状態で残っている。ヤークブ・アル・マンスールがここを首都と定めようと考えたためで、カスバ・ウダイアには美しい装飾の施された門が残る。ハサン・モスクは、完成していればサーマッラーのモスクに次ぐ規模の巨大モスクになるはずであったが、1199年に未完のまま放棄された丁字型の多柱室形式のモスクである。あまりに巨大であるため、長方形の中庭をミフラーブから見て前方と左右に配置している。現在も残るミナレットは、施行途中のままだが、三連の交差アーチのモティーフは以後のムワッヒド朝、マリーン朝でも用いられた。

#### マリーン朝の古典イスラーム建築とナスル朝のムーア建築
ベルベル人によって創立したマリーン朝は、1250年にフェスを征服。これを首都として1269年にマラケシュを陥落させ、ムワッヒド朝を滅ぼした。当時、アンダルシアがキリスト教によって奪還され、そこで活動していた芸術家たちがマリーン朝の領内に退避していたため、マリーン朝は彼らを使って盛んな建築活動を行うことができた。
ターザの大モスクはムワッヒド朝によって建設されたが、1294年にマリーン朝によってミフラーブ上部にドームが付け加えられた。ムカルナスによって装飾されたスクィンチの上に、交差リブが横断するトレムセンのモスクと同じタイプのドームであるが、装飾はより洗練されている。マリーン朝が実際にトレムセンを征服したのは1303年で、彼らは既存市街地の外側に新たな都市を形成した。この地に起工されたマンスーラの大モスクは、ラバトのハサン・モスクを着想としており、ハサン・モスクと同じく未完に終わった。ほぼ正方形の礼拝ホールと、ムラービト朝とムワッヒド朝とは異なる正方形の中庭を持つが、ミナレットはムワッヒド朝のデザインを踏襲したものである。

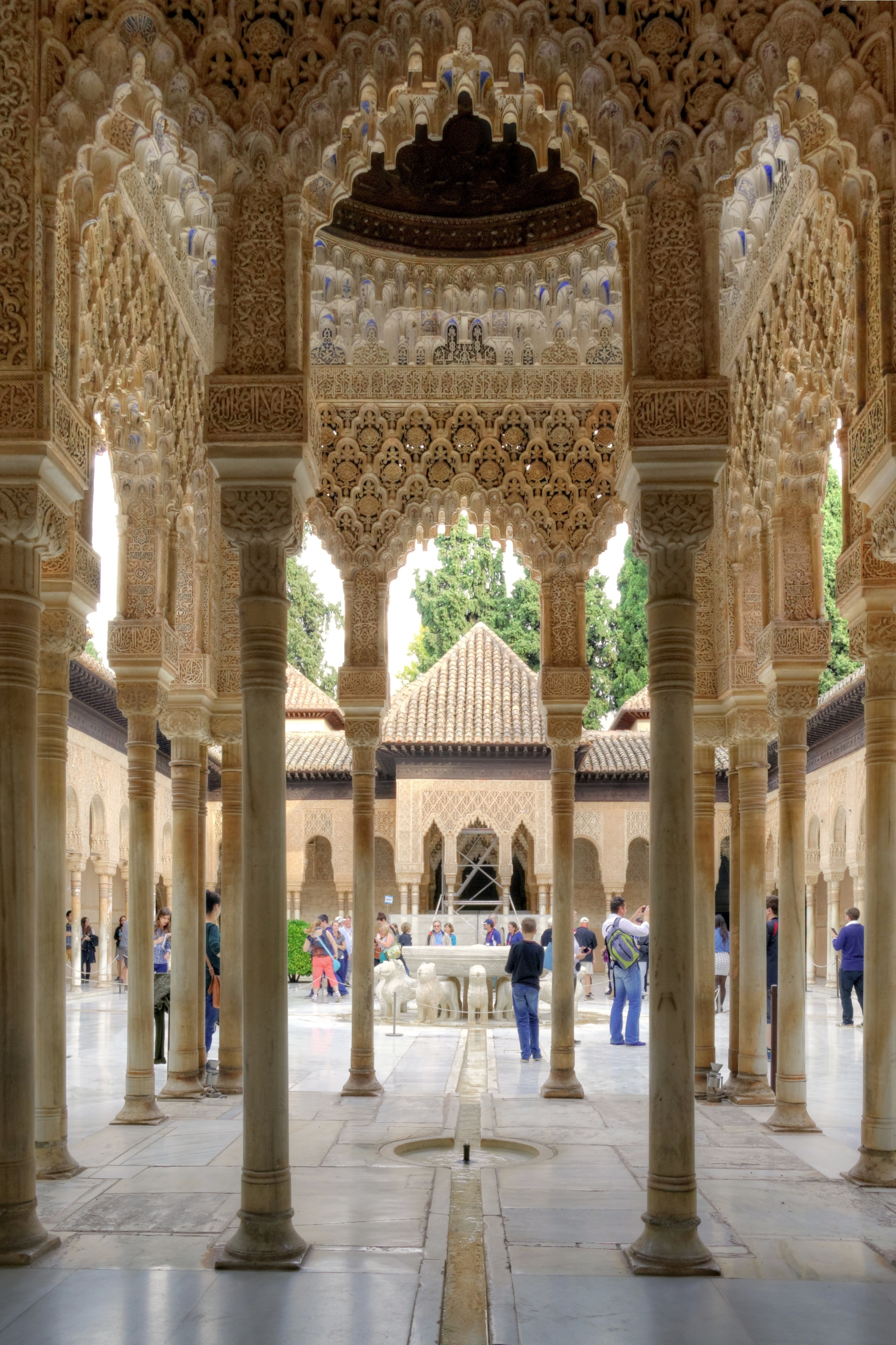
アルハンブラ宮殿のライオンの中庭

イベリア半島及びマグレブにおけるムーア建築の頂点にして、イベリア半島のイスラームの最後の作品がアルハンブラ宮殿である。これはまた、ナスル朝唯一の現存遺構でもある。13世紀にナスル朝の首都となったグラナダのアルハンブラ宮殿は、壁と塔に囲まれた東西720m、南北220mの区域の中に、宮殿、官僚・宮臣の住宅、モスク、店舗、浴場などの公共建築からなる複合建築物である。邸宅は、1060年にタイファ朝の宰相によって建設されており、獅子の噴水とその周囲が、その当時から残っている部分である。14世紀に宮殿は東に拡張され、複数の中庭を持つようにいたった。アルハンブラ宮殿は、天井や軒は木造であり、壁はモザイクタイルで飾られると同時に、壁の上部は、ムカルナスと呼ばれる漆喰で密な彫刻が施された。この地域の歴史と他のイスラームの宮殿建築がほとんど喪失されていることを考慮すると、この建築物が現存していることは、ほとんど奇跡である。
レコンキスタが完了したあとでさえも、イスラーム建築がイベリア半島に残した影響は大きなものであった。これは、精密な建築装飾を作成することのできる職人を、イスラム諸国だけでなく、キリスト教国も雇うことが可能だったからである。これは、セビリャのアル・カサル（王宮）や世界遺産にも登録されている アラゴンの建築 （テルエルやサラゴサに点在する）など、13世紀から14世紀のムデハル建築を見れば明らかである。しかしながら、イスラームの建築構成とその理念が失われてしまうと、これらの装飾技法は錯乱し、15世紀にはその芸術的活力は衰えていった。北西アフリカでも状況はほとんど同じで、以後、この地域の建築がイスラーム建築に寄与することはなかった。

### エジプトにおけるイスラーム建築

#### ファーティマ建築

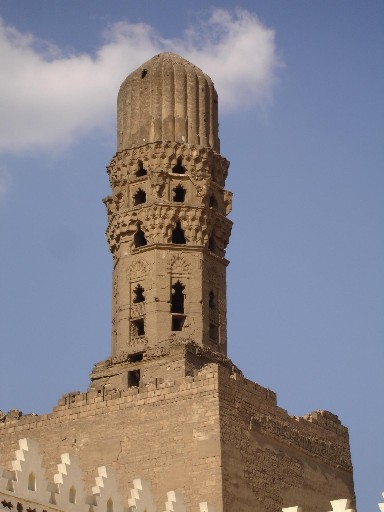
ハーキムのモスク

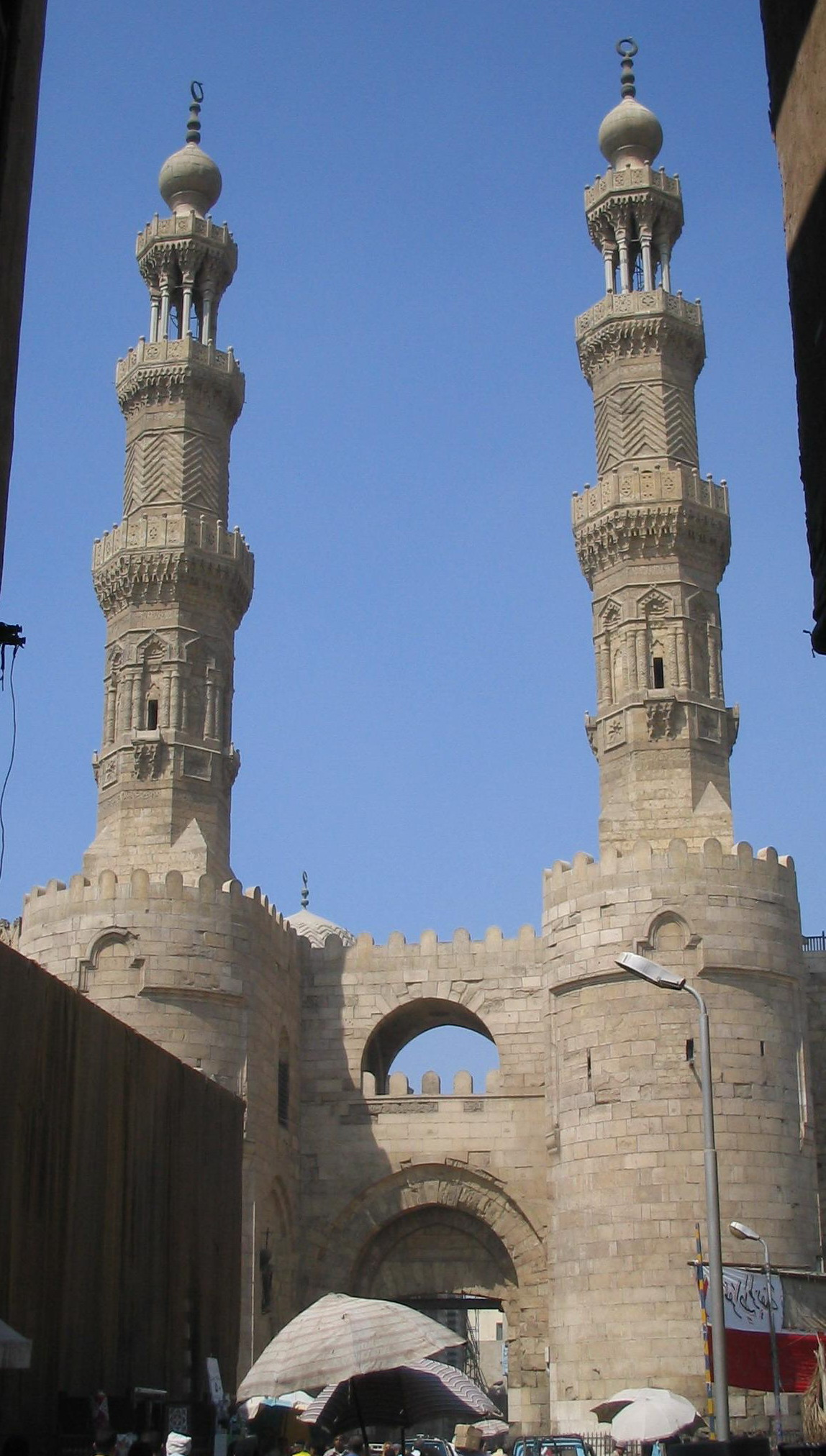
カイロ市街の城門

10世紀に入るとアッバース朝の権威は著しく衰退し、3カリフが鼎立する時代となる。現在のカイロを建設したファーティマ朝は、トゥールーン朝が培ってきた建築手法を用いることで、世界最古の大学であるアズハル大学とそのモスクを作り上げた。また、第6代カリフであるハーキムの建造によるアル・ハーキム・モスクは、ファーティマ建築の傑作であり、ここで、ファーティマ朝のカリフの宗教的、政治的役割を強調する式典が執り行われた。このアル・ハーキム・モスクは、モハンマド・ブルハルッディーンの手によって、修繕されている。また、ファーティマ建築の代表作としてアル・ハーキム・モスクと同様に挙げられるのが、カイロ市街の城門である。

#### マムルーク建築

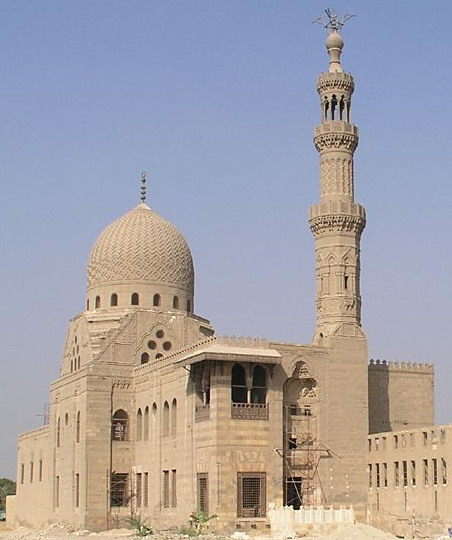
バイバルスのモスク

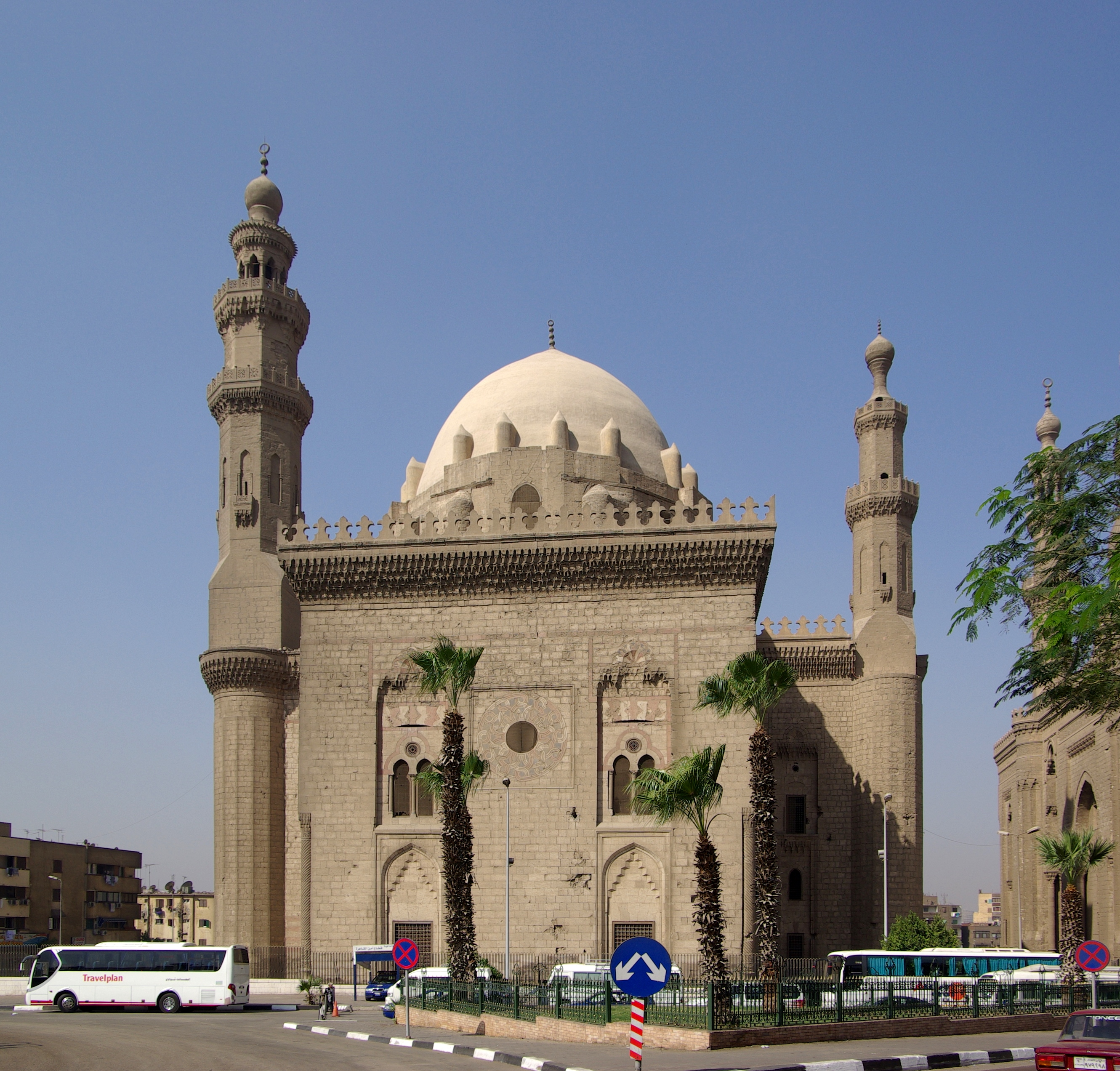
スルタン・ハサンのモスク

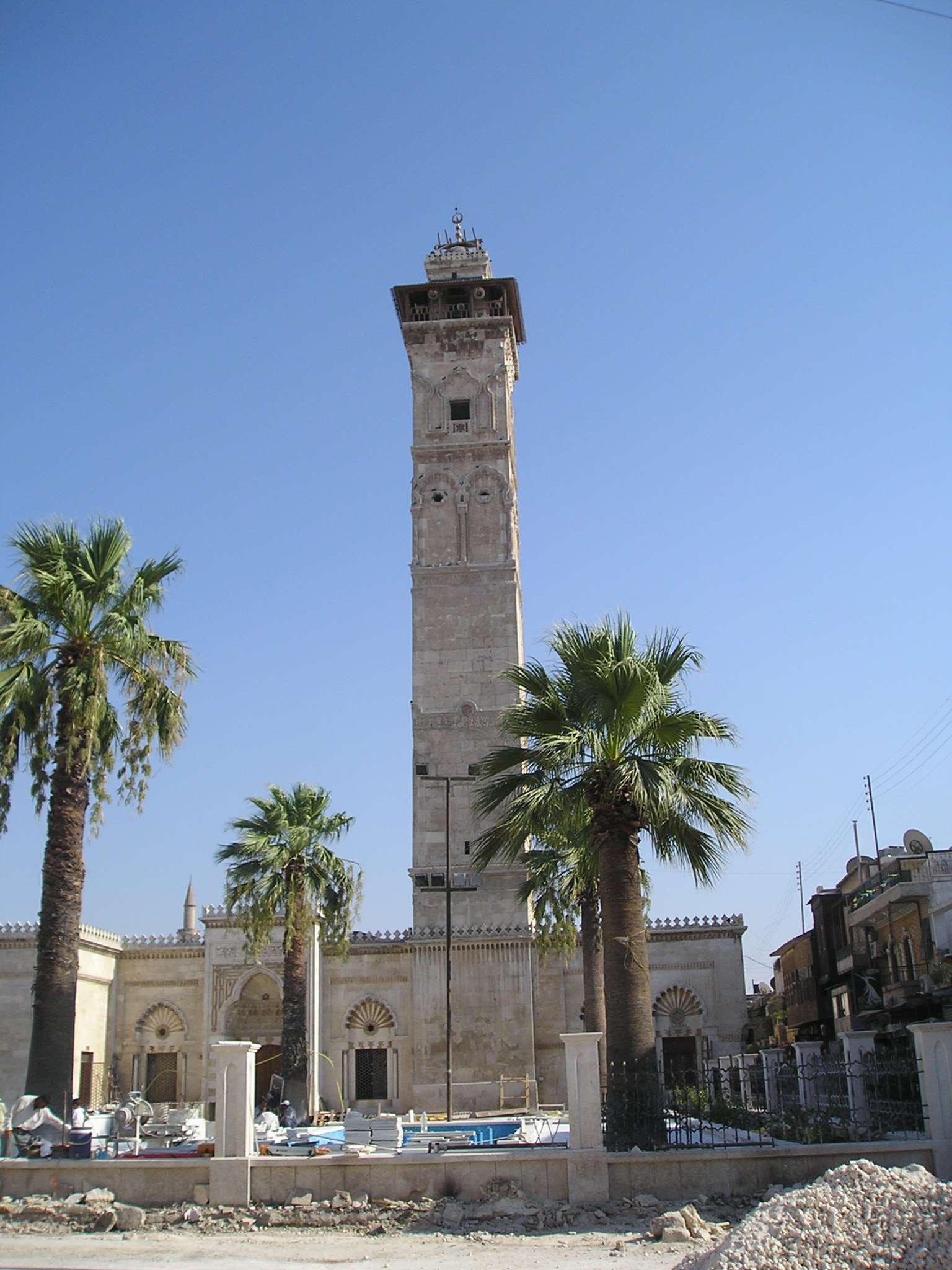
アレッポのグレート・モスク

マムルーク朝（1250年 - 1517年）の時代は、カイロを中心に多くのイスラーム建築が花開いた時代であった。ムスリムの信仰の深さは、宗教建築に数多く反映された。信仰の深さによって、人々は建築及び美術に関しては寛容なパトロンとなっていったのである。パトロンの形態は、イスラームの寄進制度であるワクフに基づいて行われた。マムルーク朝統治下のエジプトは、貿易と農業で栄華を極め、首都カイロは、近東世界では最も裕福な都市の一つとなると同時に、芸術、文化活動の中心となった。イブン・ハルドゥーンの言葉を借りれば、当時のカイロは、「宇宙の中心、世界の庭」となる。マムルーク建築は、絵画の明暗法を用いると同時に、建物にも光の効果を利用した。
マムルーク朝は、キプチャク高原出身のマムルークがスルタンとして君臨したバフリー・マムルーク朝（1250年 - 1382年）時代とブルジー・マムルーク朝時代に分けられる。だが、バフリー・マムルーク朝時代に、マムルーク美術の大枠が定まった。マムルーク美術は、とりわけ、ガラス製品、象眼した金属加工、木工製品、織物といったものが代表として挙げられるが、マムルーク朝時代のガラス製品は、ヴェネツィアン・グラスに大いに影響を与えたように、この時代の芸術作品は、地中海世界、ヨーロッパに大きな影響を与えた。
バイバルスとその後継者であるカラーウーン（en:Qalawun）は、マドラサ、霊廟、ミナレット、病院などの建築において、パトロンの役割を果たした。その代表例がカイロに現存するカラーウーン時代の複合建築である。カラーウーン時代の複合建築はカイロに残るイスラーム建築の中でも異色を放つ。馬蹄形アーチ、二心尖頭アーチ、大理石円柱、コリント式柱頭などの細部、丸窓二連アーチの組み合わせ、高窓層を持つ三廊構成、周廊建築を伴う墓建築などがその例である。ハサン・モスクの複合体の建設が始まったのは、1356年である。
ブルジー朝のスルタンもまた、前代のバフリー朝時代と同じように、ワクフを用いて、宗教を保護した。ブルジー朝時代に建設されたものの中で、初期では、バルクーク（1382年 - 1399年）、ファラージュ（1399年 - 1412年）などの複合建築がある。
イランとヨーロッパの間の織物の交易が東地中海世界で復活すると経済の復興は著しいものとなった。また、商業の活性化によって、メッカやマディーナへの巡礼（ハッジ）が、活発になった。アル・カーディー・ハーンの倉庫のような巨大な貯蔵施設が貿易のために建設された。また、アレッポやダマスカスにも公共建築の建設の波が押し寄せた。
15世紀後半には、アル＝マリク・アル＝アシュラフ・サイフッディーン・カーイト・バイ(Qaitbay)（1468年 - 1496年）のワクフによって、マッカとマディーナの復興が行われた。商業施設、宗教施設、橋梁などが多くの主要都市で建設されると同時に、カアイト・ベイの手によるカイロの共同墓地の建設も行われた。カーイト・バイ以後も、断続的に複合建築の建設は行われ続けたが、1517年、オスマン帝国の手によりマムルーク朝が滅亡すると、マムルーク建築は、オスマン建築に影響を残す形で浸透していった。

### ポスト古典期の建築

#### サファヴィー建築

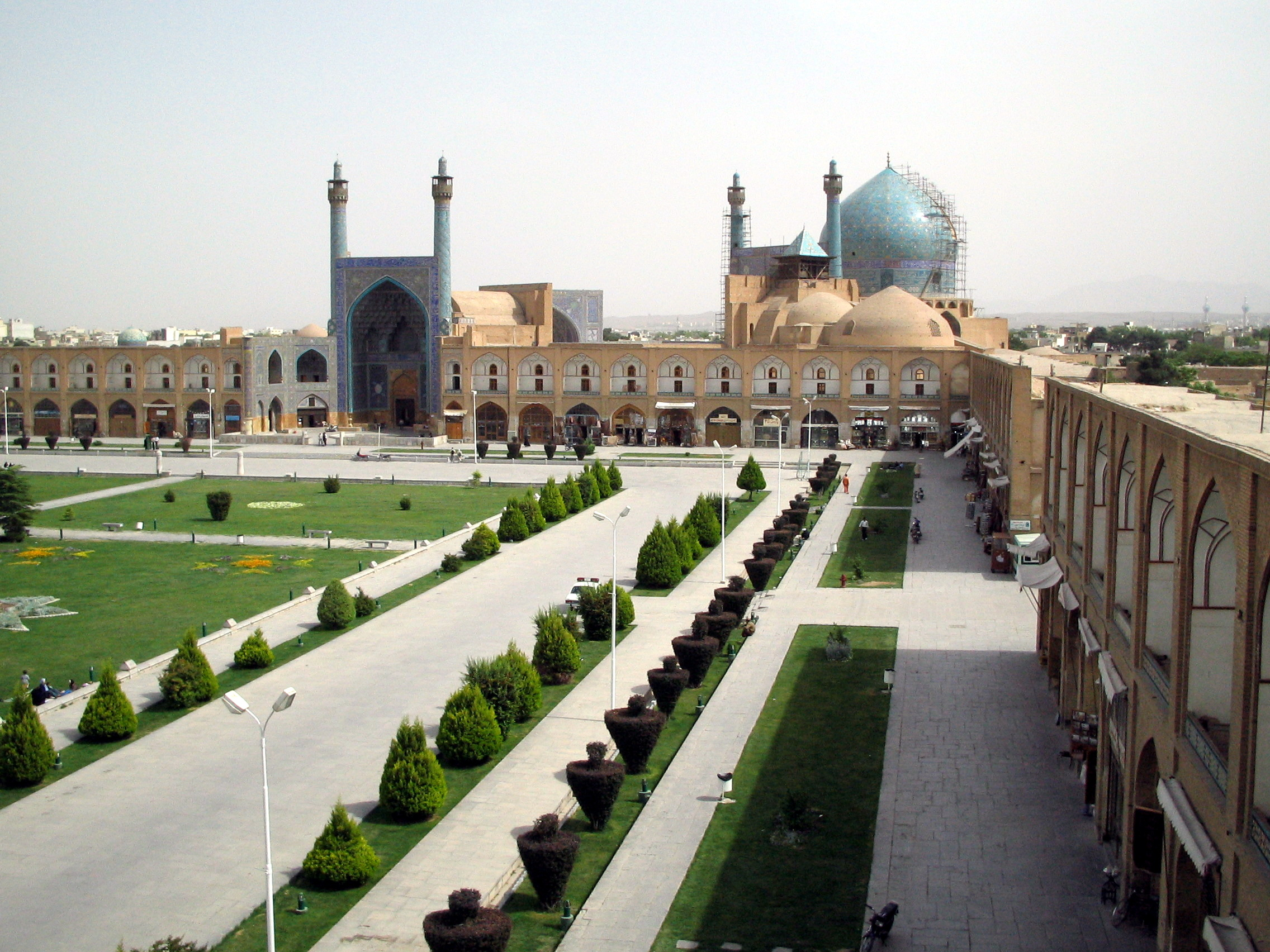
エスファハーンの「イマーム広場」

トルキスタン様式の影響を受け、「エスファハーンは、世界の半分」とまで繁栄したのが、サファヴィー朝である。エスファハーンに見られる青を主体とした色鮮やかに輝くタイル装飾は、17世紀イラン美術の真骨頂である。
エスファハーンのタイルの系譜は、1つは、アルハンブラ宮殿などにも用いられているモザイク・タイルであり、アルハンブラ宮殿などが、直線的な幾何学紋様と組紐紋様を採用したのに対し、イランでは、植物の曲線的な紋様が採用された。もう1つが、絵付けタイルであり、20cm角の正方形であり、それらを集成して模様を描くスタイルであった。
加えて、エスファハーンには、10世紀のシリアの建築には見られなかったアーケード建築が建設された。同様のアーケードは、イスタンブールにも見られる。ここに、イランのイスラーム建築は、ある程度の成熟を見ることとなった。
イラン・中央アジア（東西トルキスタン）の建築物は、一部木材が使われたり外壁に陶器等のタイルで覆われているものの、伝統的に基礎部分から建物全体が泥煉瓦（アドベ）で構築されているため、地震や風化に対しては脆弱である。また、シリア、アナトリア、イランなどの各地域の都市は造山帯のなかにあるため、戦争以外でも地震などによって都市全体が壊滅したという記録も多い。例えば、ニーシャープールはセルジューク朝のトゥグリル・ベクによって最初の首都に定められ繁栄したことでも有名だが、イスラーム帝国に征服されてからモンゴル帝国の侵攻まで幾度かの戦乱に加え、地震によってたびたび市街地全体が崩壊しその都度住民の殆どが死滅するほどだったと当時の記録は伝えられている。同じくイルハン朝の首都となったタブリーズも歴代ハーンたちによって多数の巨大建築施設が創建されたが、そのほとんどがサファヴィー朝時代までに地震によって崩壊し、続く黒羊朝、白羊朝、オスマン朝といった勢力の境域紛争などによって放棄され、近年のイランの都市整備計画によってそれらの跡地も瓦礫ごと撤去され消滅してしまっている。これらの地域の都市規模の地震被害としては、近年では2003年にケルマーン州周辺を襲った地震で壊滅的被害を受けた世界遺産のアルゲ・バムがある。

#### オスマン建築

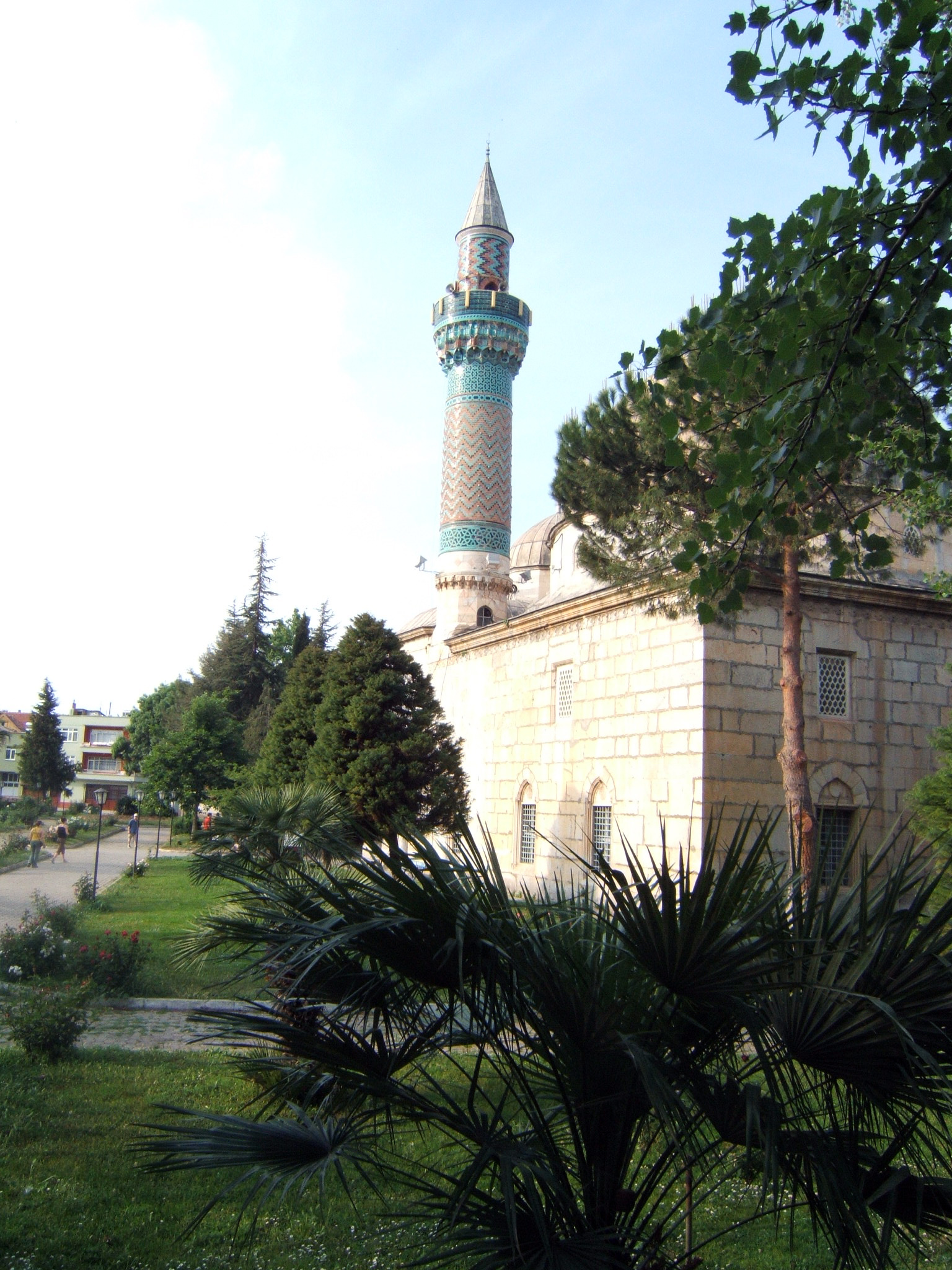
イズニクの「イェシル・モスク」

オスマン帝国では、宮殿、モスク、モスクを中心としたマドラサ、病院や救済施設を融合した複合施設であるキュッリイェ、住宅などで活発な建築活動が行われた。オスマン建築で特筆すべきはその独自性で、初期の形成期を除けば、衰退期にのみ西ヨーロッパの建築装飾の影響を受けたにすぎない。
オスマン帝国がアナトリアに勃興したのは13世紀末であるが、国勢の安定していなかった初期の建築に独自性はあまり見られず、ルーム・セルジューク朝の建築とペルシャ建築が混成したものであった。1333年にイズニクに建設されたハジュ・オズベキ・ジャミィは、ドームを扇形のスクインチで支えるセルジューク朝のシングル・ドーム形式を採用している。また、第3代皇帝ムラト1世時代に宰相を務めた、同じくイズニクにあるチャンダルル・カラ・ハリルの建設したイェシル・モスクは、ペルシャ建築から着想を得たものである。

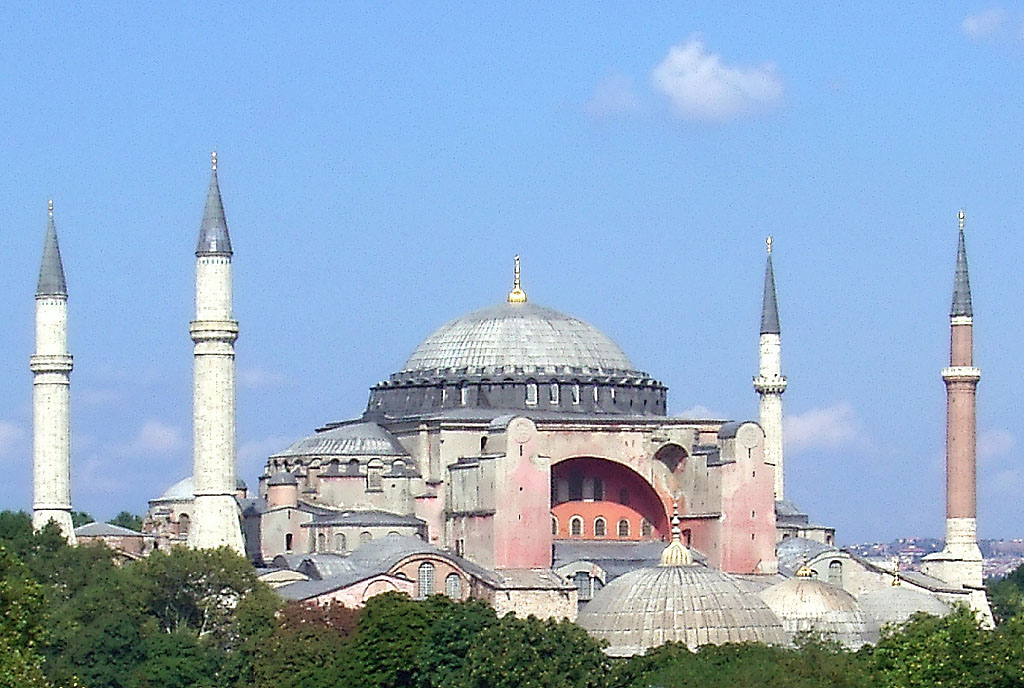
イスタンブールの「アヤソフィア」

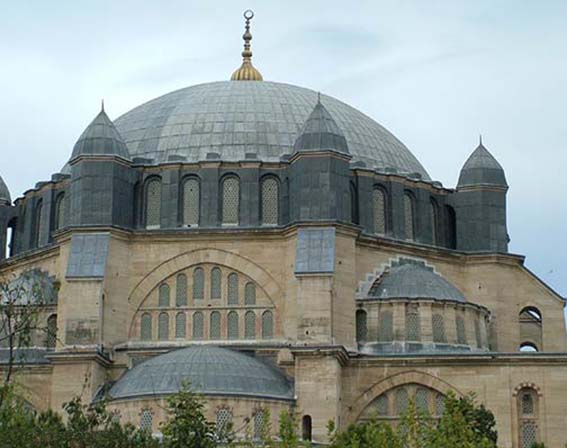
エディルネの「セリミェ・モスク」

しかし、1453年にビザンツ帝国を滅ぼし、その領土を一気に拡張して莫大な富を得るようになると、オスマン建築は独自の建築を確立していった。その代表的な建築物が皇帝によって建設された王立金曜モスクである。最初のモスクはシングル・ドーム形式を単純に拡張したものにすぎなかったが、オスマン帝国史上、最高の建築家ミマール・スィナン（1489年 - 1588年）によって、王立金曜モスクは決定的な転換を迎えた。
スィナンは代表作のひとつであるスレイマニエ・モスクの設計にあたって、ビザンツ帝国で最高位の格式を誇ったアヤソフィアの構成を参考にした。東方正教の教会堂であったこの建物は、ビザンツ帝国を滅ぼした第7代君主メフメト2世（在位1451年 - 1481年）の指示によって、大聖堂に接続する総主教館と内部の十字架が撤去されていたが、ミフラーブと四隅のミナレットが追加され、アヤソフィア・ジャーミイとして最も格の高いモスクとして再生していた。スィナンは、このモスクの改修に携わった経験もあったため、スレイマニエ・モスクでは、アヤソフィアと同じように中央にドームを載せ、前後に半ドームを有する大空間を構築した。このように、スィナンのモスクはアヤソフィアから着想を得たものが多いが、彼自身が傑作と呼ぶセリミェ・モスクは、構造的にはアヤソフィアとはまったく異なる独創的なものである。直径31mもの巨大なドームは、フライング・バットレスによって補強された軽快な構造体の上に載り、内部空間を明るく落ち着きのあるものにしている。スィナンによって建設されたスレイマニエやセリミェの壮麗さは、ブルー・モスクなど、その後の王立金曜モスクに受け継がれた。

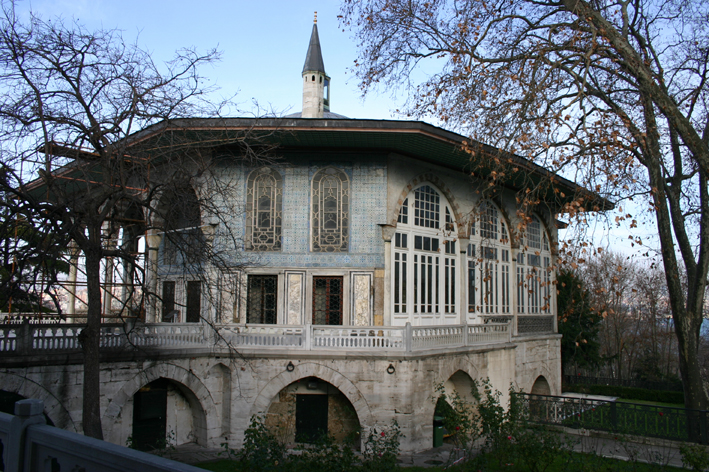
トプカプ宮殿内の「バグダッド・キョシュク」

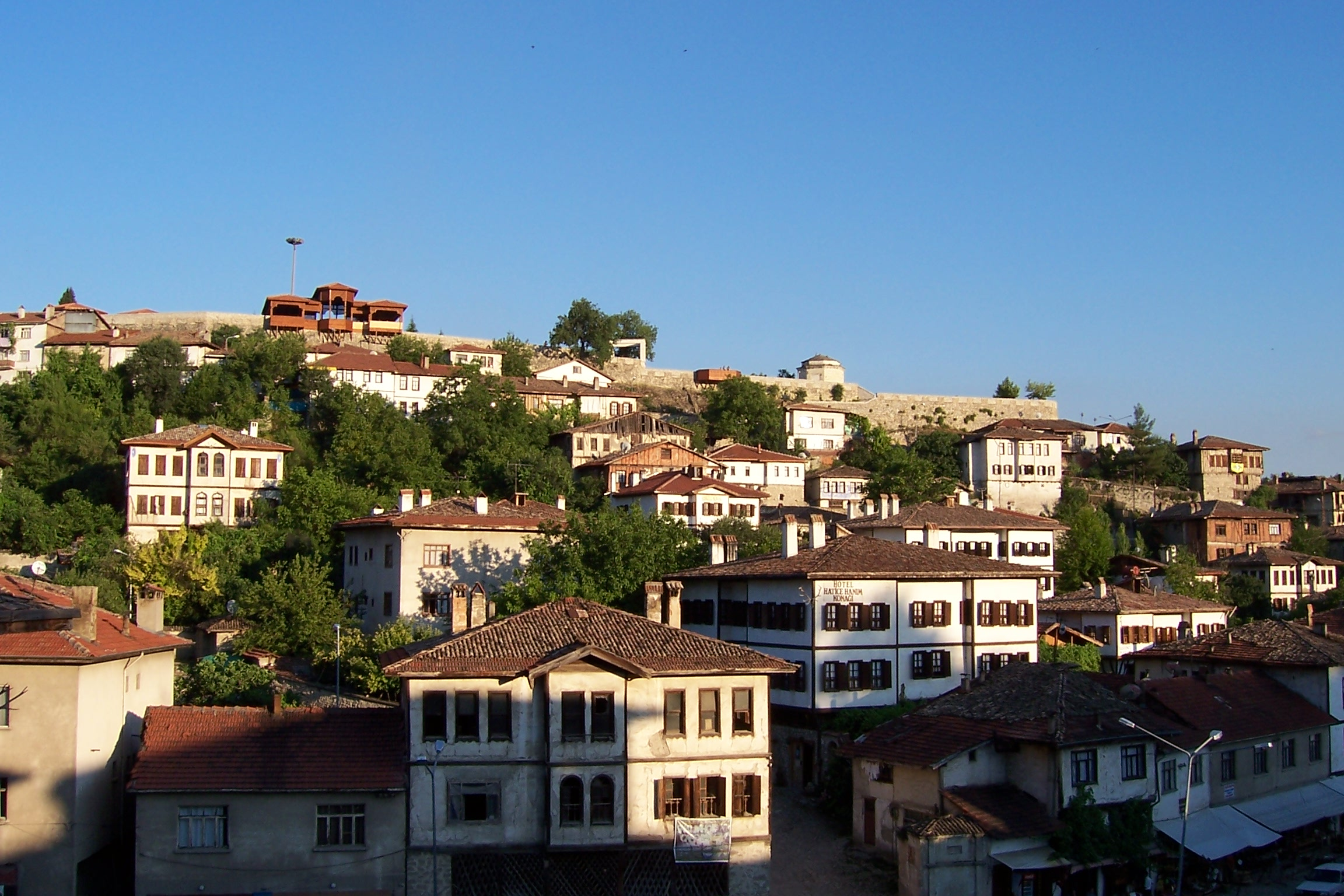
サフランボル旧市街

15世紀に建設されて以来、トプカプ宮殿は増改築を繰り返しながらオスマン帝国の政庁として機能してきた。この宮殿は、オスマン建築の他の施設や、他のイスラム諸国の宮殿建築に比べると幾何学的対称性に欠ける。第2中庭の政庁・第3中庭の玉座の間・第3中庭の謁見の館における玉座の位置に見られるように、軸線は建物隅部分を意識している。トプカプ宮殿のこのような非対称性は、つまりこの宮殿が公共のための建物ではなく、私的な住宅複合体であることを意味している。自然の地形をそのまま利用し、非対称な空間を好むのは、起伏に富む小アジアの風土とトルコ民族の民族性に由来するようである。
実際に、オスマン建築では住宅建築を無視することは出来ない。17世紀以降、宮殿や貴族の邸宅では、キオスクの語源となるキョシュクが建設され続けたが、19世紀に至るまで、材質や装飾、調度品の豪華さの程度はあるものの、平面的には皇帝や貴族と庶民の間には基本的な差異はなかった。宮殿であっても内部空間大きさは人間的な尺度で作られ、決して壮大なものではない。また、特定された目的のための部屋を作るという意識はほとんどなかった。居住空間としての柔軟性が求められているのは、それが本質的に住宅であることを示している。庶民の住宅は、黒海に近い隊商都市として発展し、その町並みが世界遺産にも登録されているサフランボルの住宅群が参考となる。サフランボルには、現在でもおよそ100年から200 年前に建設された住宅が残っている。かつては一族郎党が一軒家に暮らし、夏と冬の住み分けが行われていたものの、部屋の用途は柔軟であった。このほか、この町には13世紀に建設されたモスクや浴場が残る。

#### ムガル建築

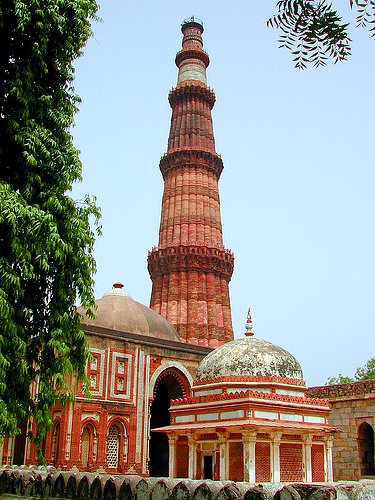
デリーの「クトゥブ・ミナール」

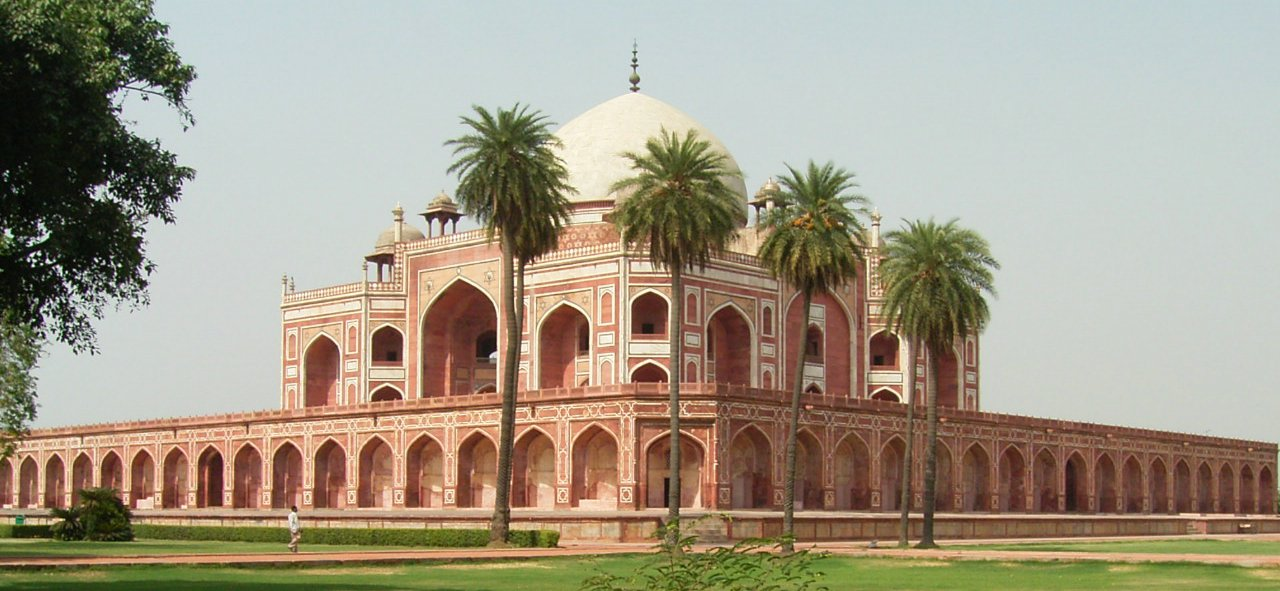
デリーの「フマーユーン廟」

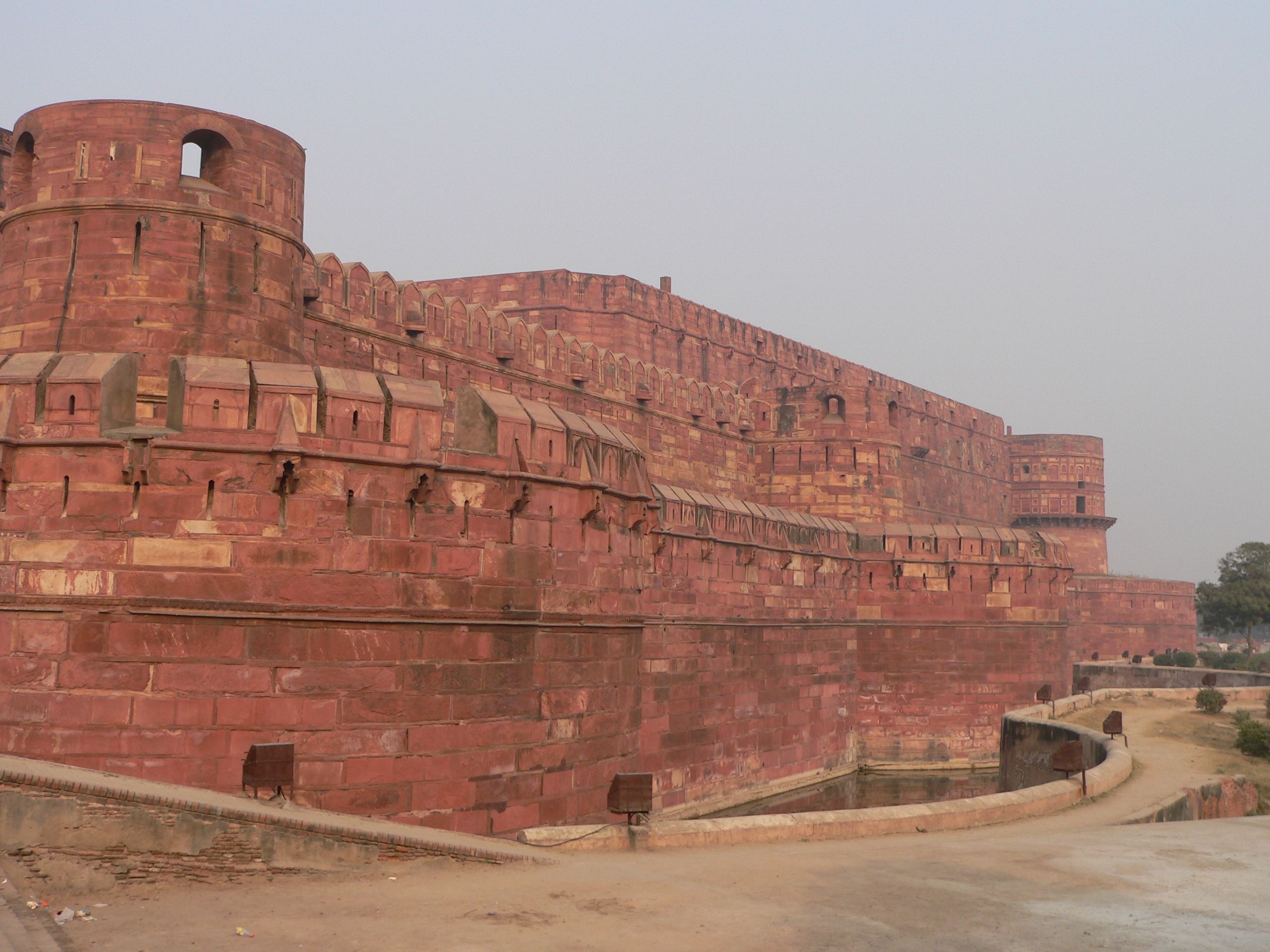
アーグラの「ラール・キラー」（レッド・フォート）

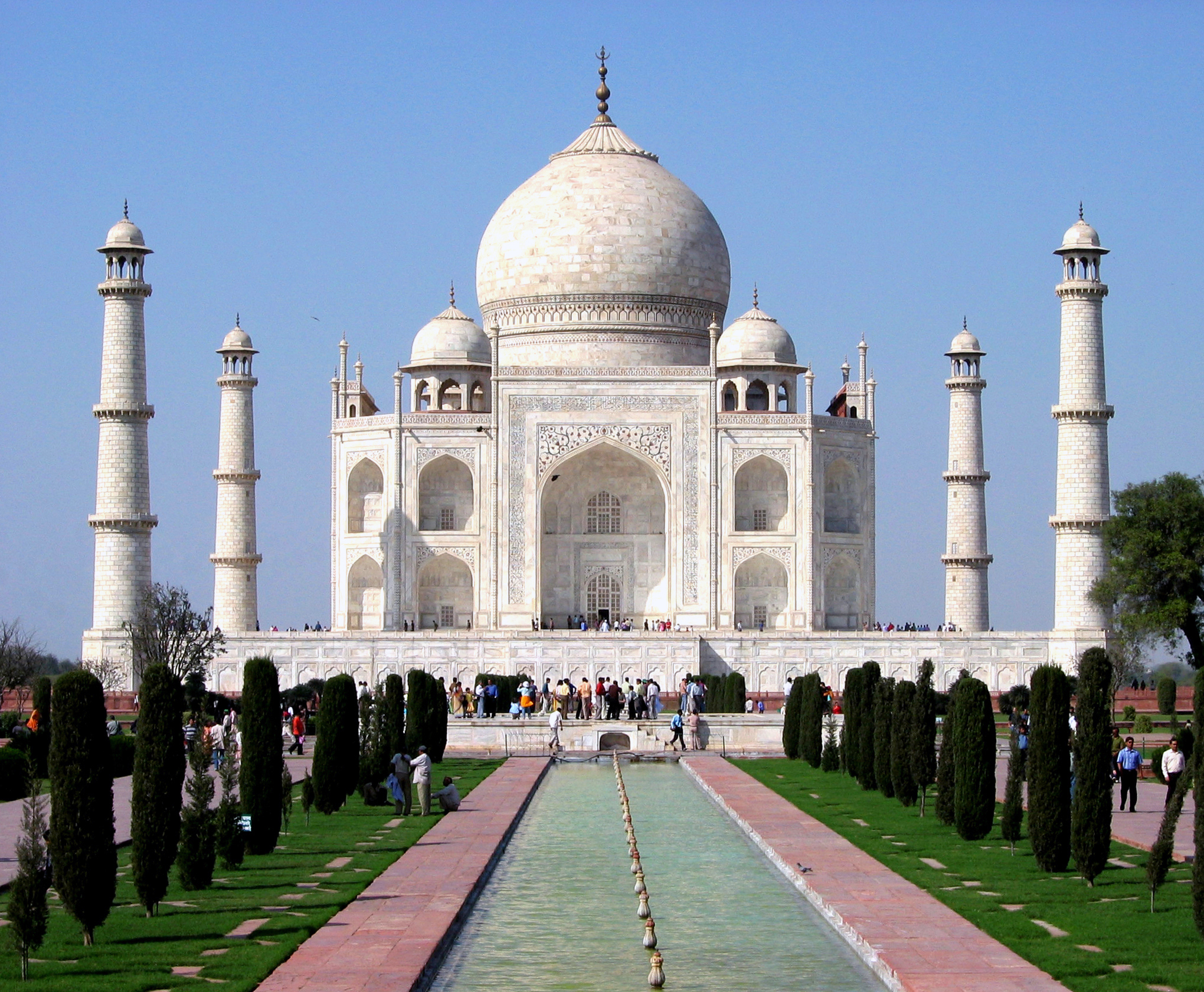
アーグラの「タージ・マハル」

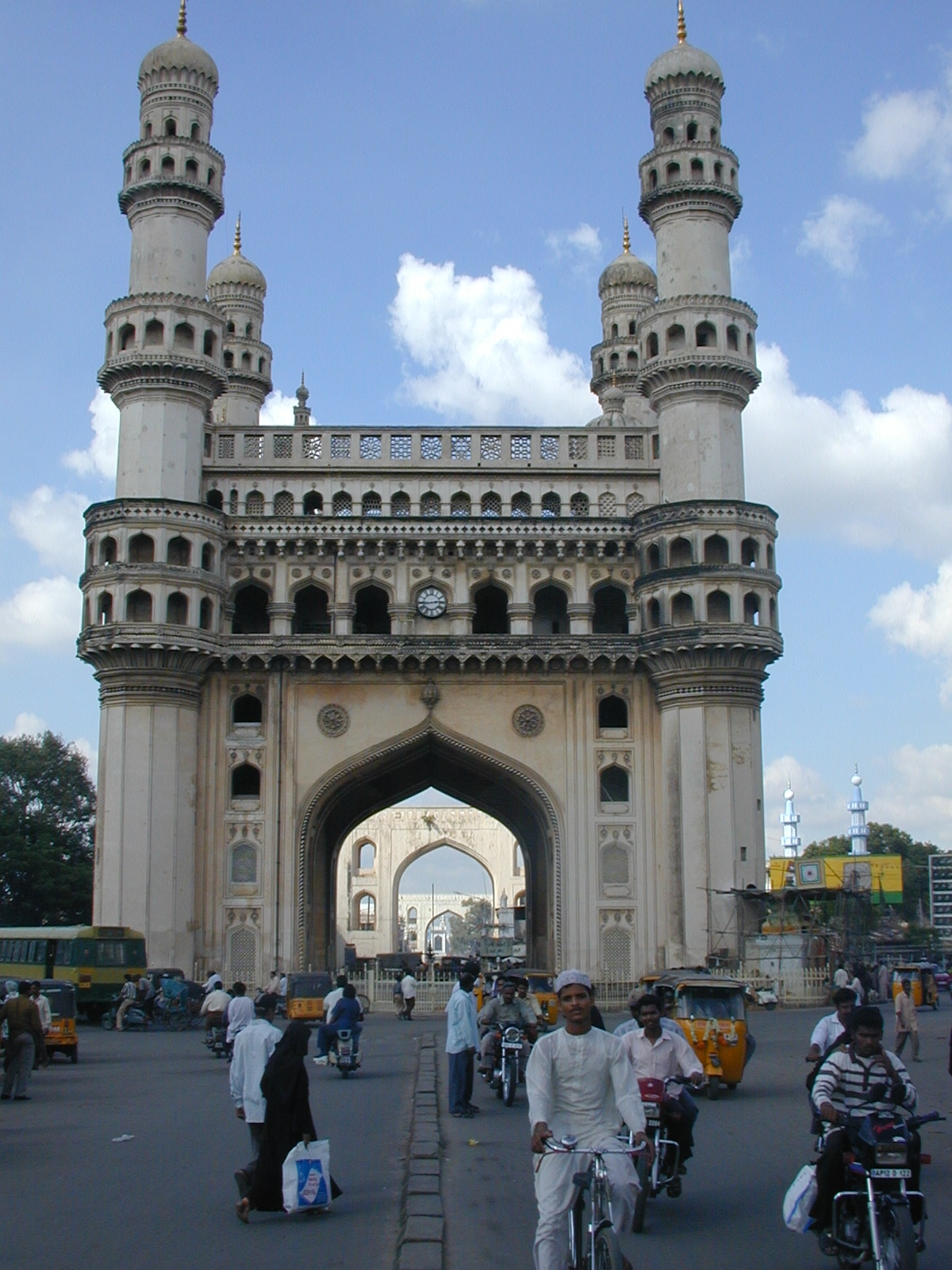
ハイダラーバードの「チャール・ミナール」

インドにイスラームが流入したのは、10世紀ごろのことと思われる。アッバース朝が衰退していく過程で、ガズナ朝がインダス川流域に進出を開始した。その後、ゴール朝の支配が展開された。したがって、初期のインドにおけるイスラーム建築は、トルキスタン建築の影響を受けた。その典型例が、現在、デリーに残るクトゥブ・ミナールである。アフガニスタンに建てられたジャームのミナレットの大きな影響を受ける形で、奴隷王朝の創始者であるクトゥブッディーン・アイバクの手によって、1202年にミナレットは建立された。赤砂岩と白大理石を素材として建てられたこの塔の下には、かつて、ヒンドゥー支配者の宮殿や寺院が存在し、寺院から転用された石材で、モスクが構築された。裏を返せば、クトゥブ・ミナールと隣接して建てられたモスクは、厚いアーチ壁を除き、ヒンドゥー建築をそのまま転用したものである
インドのイスラーム化は、奴隷王朝に始まるデリー・スルターン朝（デリー・サルタナット、1206年 - 1526年）の約300年間で進展した。トゥグルク朝（1320年 - 1413年）の臣下が独立したバフマニー朝（1347年 - 1527年）の時代には、イスラーム化は、デカン高原にまで拡大した。デカン高原の中央部の都市ビーダルには、インドでは珍しいペルシャ建築やトルキスタン建築の影響を受けたガーワーン学院が建築された。ガーワーン学院は、建物の表面を色鮮やかなタイルで装飾された。中庭を囲む形で3階建ての小部屋が配置されたが、ペルシャなどでは、1階あるいは2階建ての小部屋しか建築されなかったことの相違がある。3階建てを可能にしたのは、ガーワーン学院における建築素材は、粗石とモルタルを用いた点で、ペルシャの煉瓦による建築という点で違いが見受けることが可能である。
デカン高原の大都市ハイダラーバードには、1591年に、ムハンマド・クリー・クトゥブ・シャーによって建設されたチャール・ミナールが建設された。ゴールコンダ王国の全盛期を築いたムハンマドの手によって建設されたチャール・ミナールは、1階の四面に大きなアーチを開き、2階をモスクにしたが、四隅に4本のミナレットが建っているという点で、後に登場するタージ・マハルとは異なる。ミナレットの意義が礼拝を呼びかけるという元来の意味から街のメルクマールの1つになった好例である。
その後、北インドを統一したのがムガル帝国である。ムガル帝国は、インド建築とトルキスタン建築を融合させる形で、インド独自のイスラーム建築を作り上げていった。フマーユーン廟に見られるように、墓建築の分野でもインドにおけるイスラーム建築は発展の過程を見ることが出来る。
そのフマーユーン廟に影響を受けたムガル建築最高傑作の1つがタージ・マハルである。第5代皇帝シャー・ジャハーンが、14番目の子供を生むときに亡くなった愛妃ムムターズ・マハルのために建築したタージ・マハルは、完全な線対称の形をとっているところに特徴がある。竣工に20年以上を費やした総白大理石によって建築された。しかし、その白大理石のみならず、碧玉・翡翠・トルコ石・ラピスラズリ・サファイア・カーネリアンなどの宝石・鉱石が象嵌として埋め込まれたため、ムガル帝国の国庫は破産寸前の状態にまで陥った。

### 中国におけるイスラーム建築

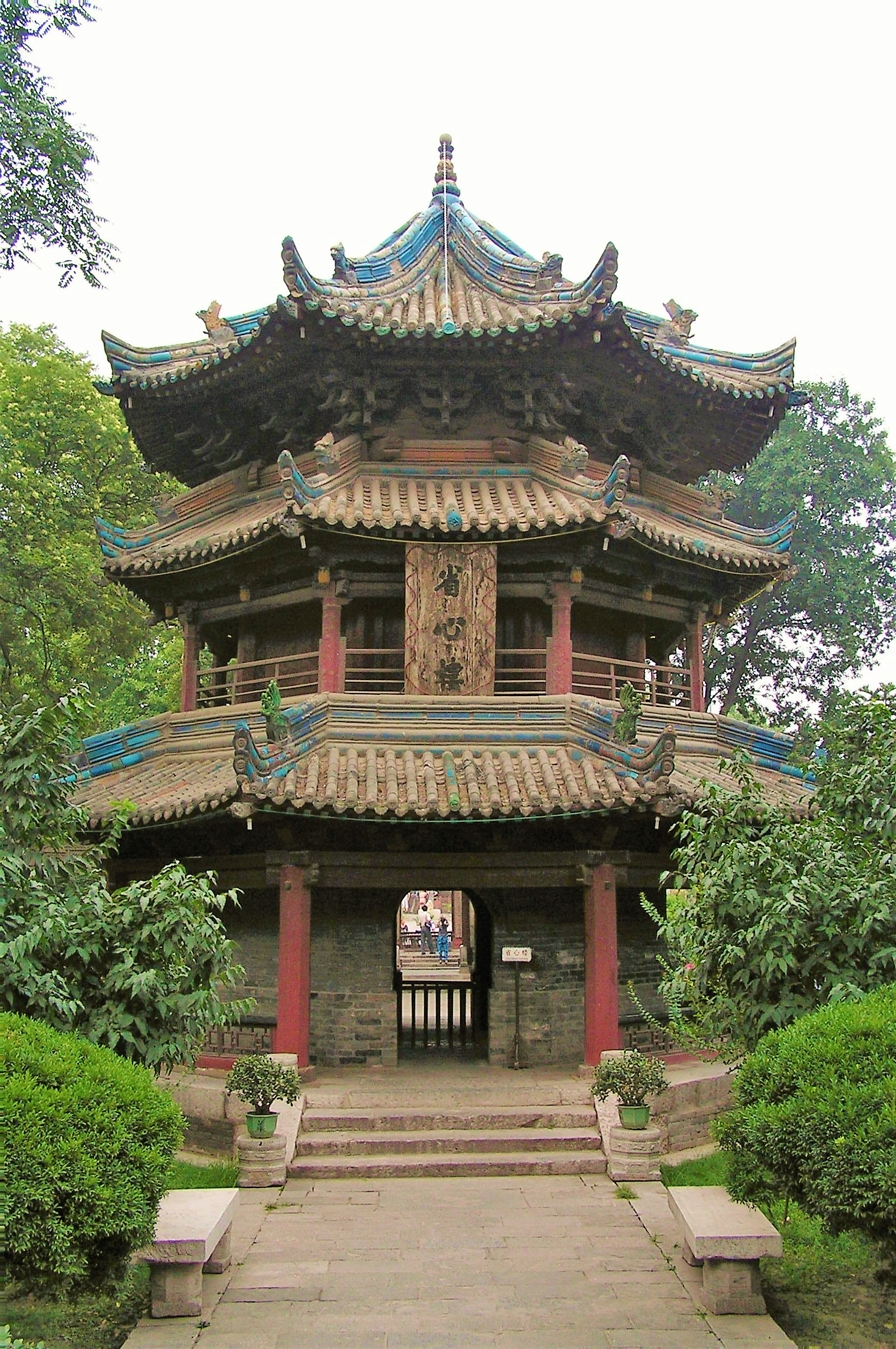
西安の「大清真寺」

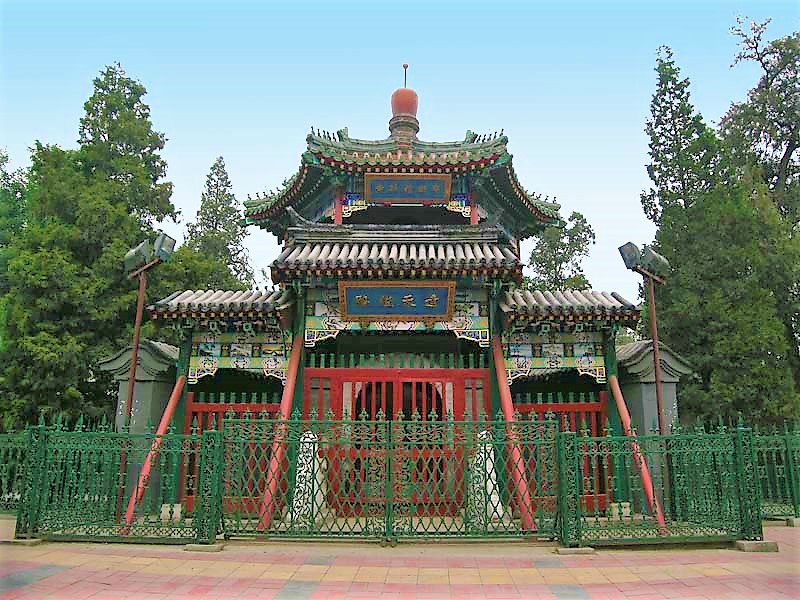
北京の「牛街清真寺」

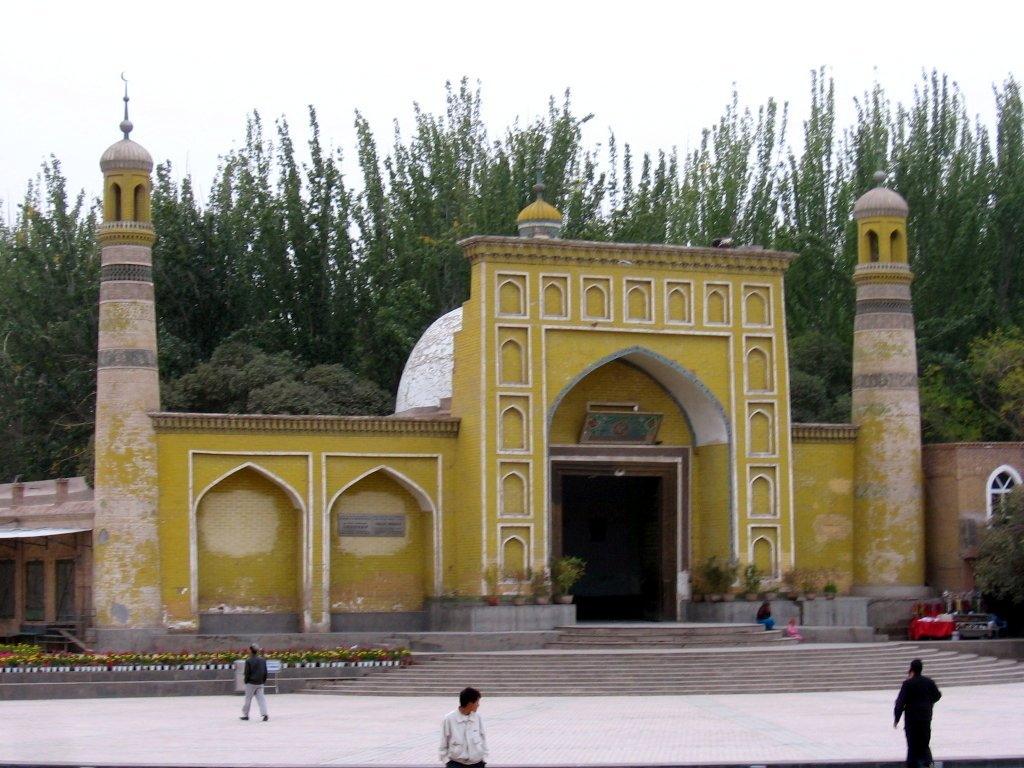
カシュガルの「エイティガールモスク」

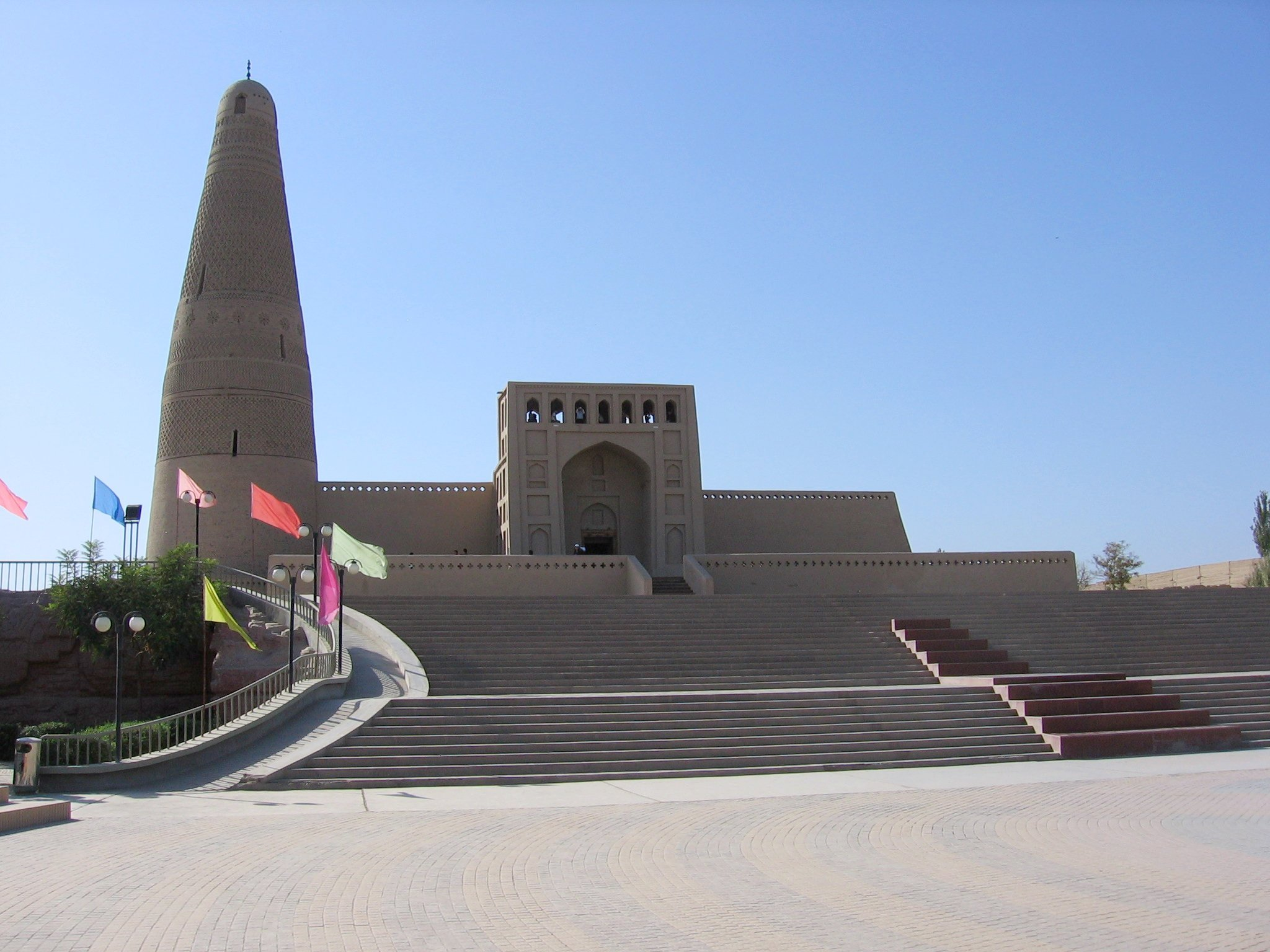
トルファンの「モスク」

中国に最初のモスクが建設されたのは、7世紀の唐代の西安である。現存の建物は、明代に建てられた西安大清真寺は、伝統的なイスラーム建築を模写していない点で特徴がある。その代わり、伝統的な中国建築を模倣している。中国におけるイスラーム建築は、トルキスタンなどの西部では、地理的に近接しているトルキスタン建築の影響を受けている一方で、中国の中心部は、その影響を受けておらず、逆に、道教や儒教、仏教の寺院の建築様式の影響を最も受けている。具体的には、中国の都市における四合院と呼ばれる中庭住宅の伝統を用いる。四合院の手法により、中国のイスラーム建築は、中庭をいくつも通過することで、礼拝所（西安大清真寺であれば、一番東の中庭から5つの中庭を通ることによって）にたどり着くようになっている。
中国におけるイスラーム建築で最も強調されているのは、対称性である。対象性が、壮大さを暗示している。このことは、全てのモスクに当てはまる。唯一の例外は、庭園である。出来るだけ対称にならないように建築されている。中国の巻物に描かれている絵画のように、庭園の構成要素の基本的な原則は、流れを重視することである。
中国におけるイスラーム建築は、赤あるいは灰色の煉瓦で建築されてはいるが、最も重要なのは、木製の構造だということである。木製にすることで、地震に対しての耐性は煉瓦建築よりも確保することが出来るようになったが、火災に関しては脆弱になった。典型的な中国のモスクの屋根は、曲線美を持っている。すなわち、切妻屋根に分類され、ヨーロッパ建築の円柱の様式と比較される。

### 周辺世界におけるイスラーム建築

#### サハラ地帯におけるイスラーム建築

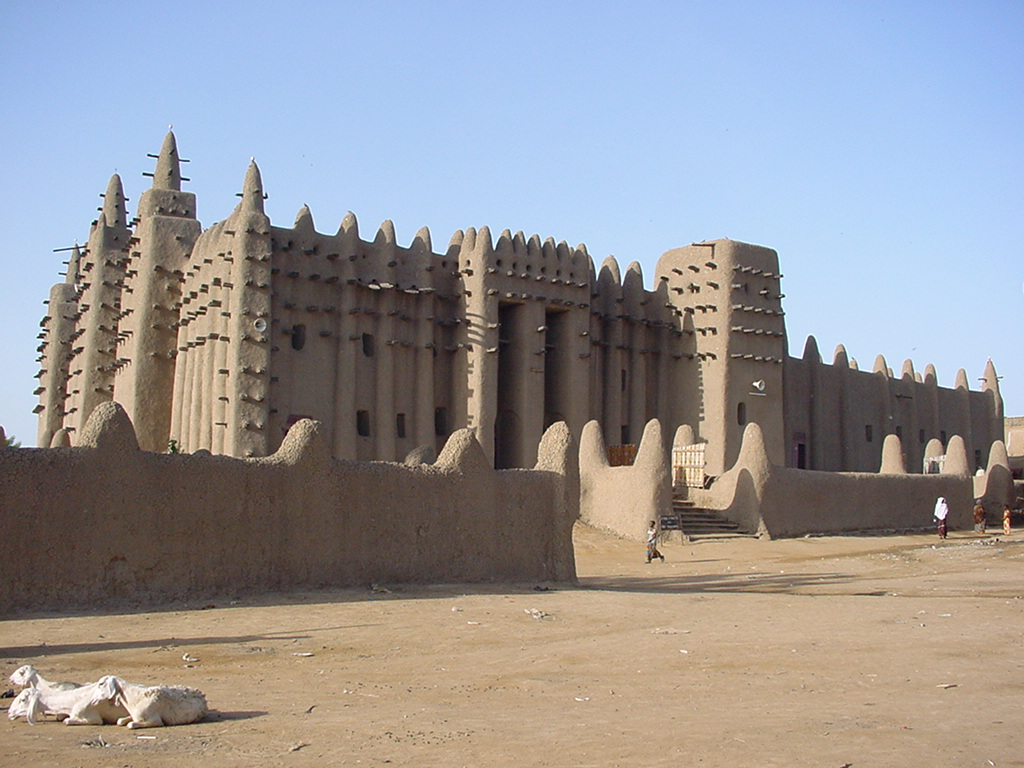
ジェンネ

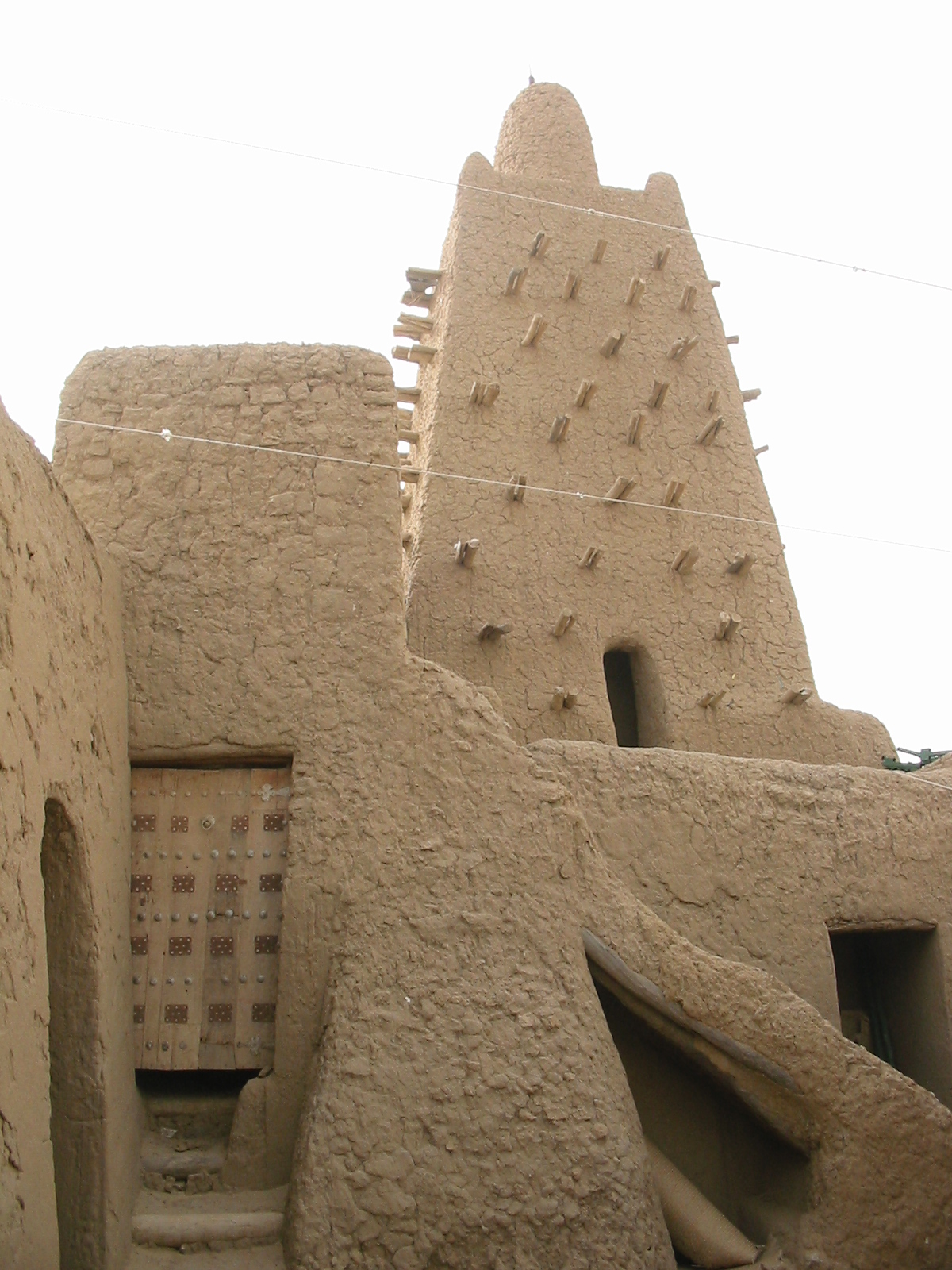
トンブクトゥ

北アフリカでのイスラームの浸透は、カイロのアズハル大学のように有名なイスラーム建築を生んだ。また、北アフリカからサハラ交易によって、イスラームがサハラ地帯に広がることとなった。サハラ南部におけるイスラーム建築の発展は、ガーナ王国の時代が始まりである。11世紀のガーナ王国時代に、ムラービト朝との間で、岩塩と金の交易が推進され、13世紀のマリ王国時代には、王権自体がイスラーム化した。その後も、在地のイスラーム王国が存亡を繰り返した。
13世紀に成立したマリ王国の首都として建設されたトンブクトゥは、サハラ交易における商都の役割を果たしたのみならず、サハラ地帯の宗教センターも兼ねた。その中で、1324年、アンダルシア出身の建築家であるアブー・イシャク・アッサーヘリーによって、大モスクが建設された。イスラーム建築の主流がサーマッラー以東が煉瓦、サーマッラー以西が石であるが、トンブクトゥやジェンネに現存するイスラーム建築の建築材料は日乾煉瓦と泥塗である。ミフラーブやミナレットというイスラーム建築の根幹の部分には、イスラーム建築の伝統である日乾煉瓦を使用しているが、アフリカの伝統的工法である泥、樹皮を剥いた自然木、石をそれ以外のもとに使用することで、他の地域とはっきりと区別しうる建築様式が誕生した。

#### スワヒリ文化圏

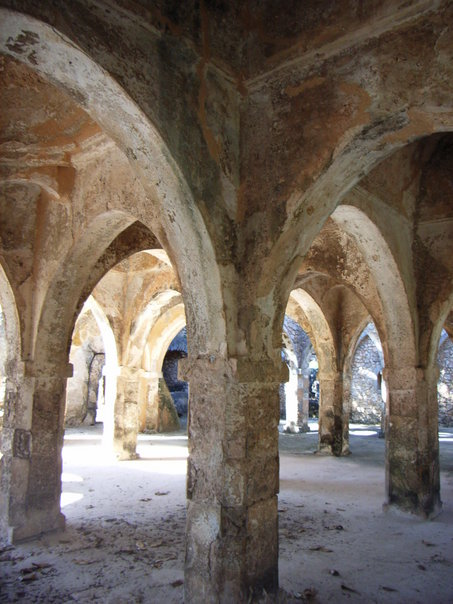
キルワのモスク

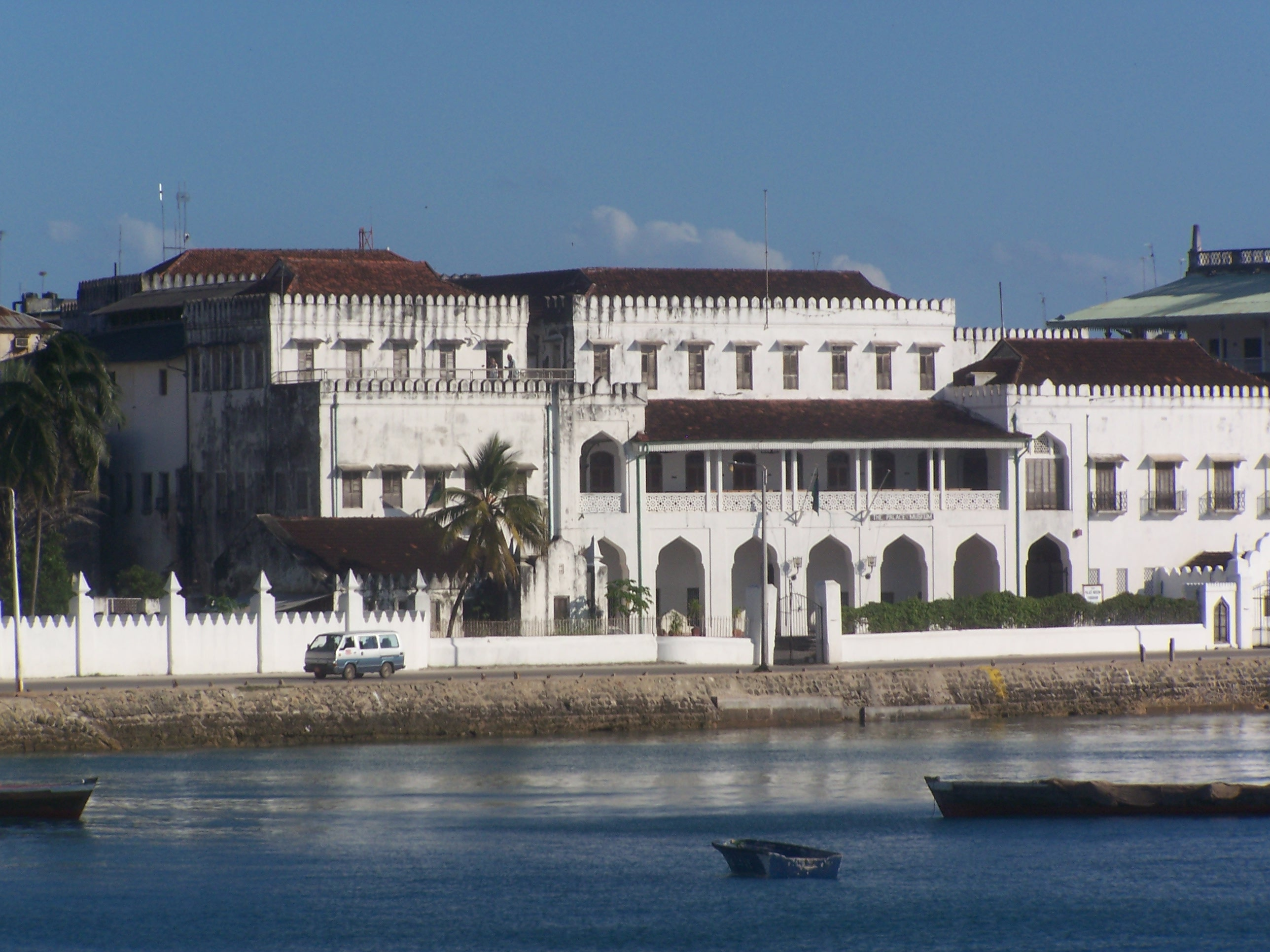
ザンジバルの「ストーン・タウン」

サハラ交易によって、イスラームがサハラ地帯に広がったのに対して、現在のスワヒリ文化圏に含まれるケニアやタンザニアなどに点在するインド洋に面したイスラーム都市群が建設されたのは、インド洋交易によって、イスラームがアラビア半島やペルシャから伝わったことが大きい。スワヒリ語が形成されたのもイスラーム商人と現地の商人が交易をする中で、現地の商人が自らの語彙にアラビア語の語彙を加えていったからである。
12世紀、王権を確立したスルタンの手によって、キルワでモスクの建設が開始された。現在では遺構となっているキルワのモスクは建材として、初めは木材が使われたが、後に石が使用されるようになった。加えて、珊瑚を建材として使用した点で特色がある。珊瑚は海の中で切れば軟らかいが、海から陸に上げ建材になるほど硬くなるという特質がある。また、他の地域のイスラーム建築が装飾にタイルを使用しているが、キルワにおいては、その代用という形で、陶器が埋め込まれている。

#### 東南アジア世界のイスラーム建築
東南アジア世界もまた、ムスリムが多い地域である。インドネシア、マレーシア、ブルネイ、フィリピンのミンダナオ島、タイのマレーシア国境付近の南部諸州に数多くのムスリムが居住する。東南アジアのイスラーム化もスワヒリ文化圏と同様にムスリム商人が香料を求めて、この海域へ進出を開始し、その過程で、浸透したことが背景にある。
イスラームが浸透する以前のマレー世界は、仏教文化、ヒンドゥー文化が反映した地域である。そのことは、現在のバリ島でも確認することが可能である。
また、19世紀にクアラルンプールに建設されたマスジッド・ジャメ（masijid jamek）は、イスラム世界の中心の建築様式を様々な形で採用している。赤と白の縞模様は、コルドバのメスキータ、正面のアーチは、スペインや北アフリカ、ムガル建築で多く見受けることが出来る多弁オジー・アーチ（花弁型、しかも曲線が反転している）である。クアラルンプールの金曜モスクがこのような南国情緒を漂わせる建築様式となったのは、イギリス人の建築家ハボックによる設計である。ハボックの設計は、近代のオリエンタリズム思想という西洋人によるイスラームへのフィルターの反映でもあった。そして、マスジェデ・ネガラが一つの雛形となって、マレーシアやインドネシアでは、無国籍のイスラーム建築が数多く建設された。

### 現代のイスラーム建築

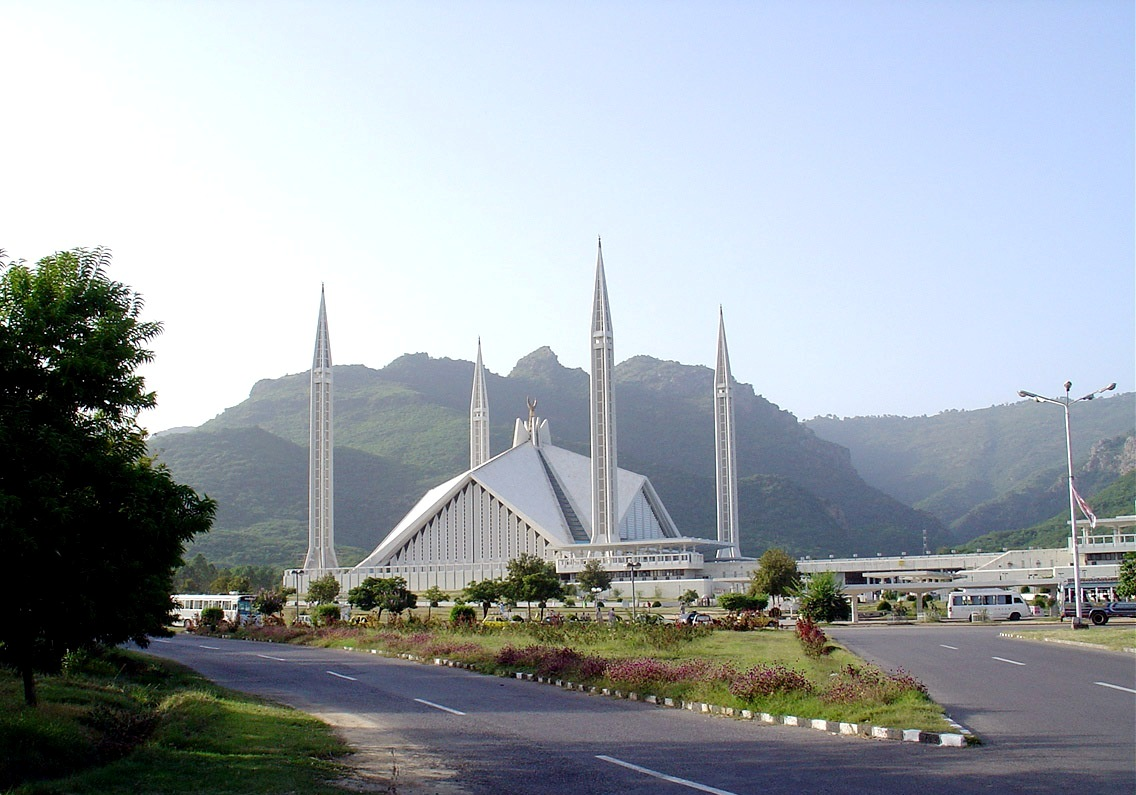
イスラマバードの「ファイサル・モスク」

モダニズム建築の影響は、1300年近い伝統を持つイスラーム建築にも大きな影響を与えた。20世紀前半には、西欧の植民地であった北アフリカ、中東、中央アジア、インド、東南アジアは独立を達成していたが、西欧化を標榜していたトルコ、イランにもその影響が広がった。20世紀前半におけるこれらの地域の建築は、駅や市庁舎、銀行、博物館、大学、病院といった近代的システムで運営される建造物がモダン建築の影響を受けて、建設された。しかし、宗教建造物は、伝統的様式に従っていた。
宗教建造物が、モダニズム建築の影響を受け随時、建設されたのは、これらの地域が独立を達成し、大規模な国立モスクを建設するようになったからである。とはいえ、コンクリートなどの新しく登場した建築素材を用いながらも、それぞれの伝統様式とモダン建築を融合した建築が多く見受けることが可能である。
例えば、カサブランカのハサン2世モスクは、ムーア建築の影響を色濃く残す建築様式であるし、イスラマバードのキング・ファイサル・モスクは、四隅に建つミナレットはオスマン建築の影響を色濃く残す。
また、1983年に、アーガー・ハーン4世が創設したアーガー・ハーン賞を受賞したヴィソコの白いモスク（ボスニア・ヘルツェゴヴィナ）は、鉄筋コンクリートで建設されたが、従来のこの地方での建築様式を踏襲しながらも、礼拝室の殺ぎ落とされた立体に仕組まれた4つの明り取りの窓が並ぶ外観、真っ白な壁面を彩る黒いアラビア文字は、動乱と対立が続くこの地域において、宗教性を脱却した印象を与えたモスクである。

## 構成要素

### ドーム

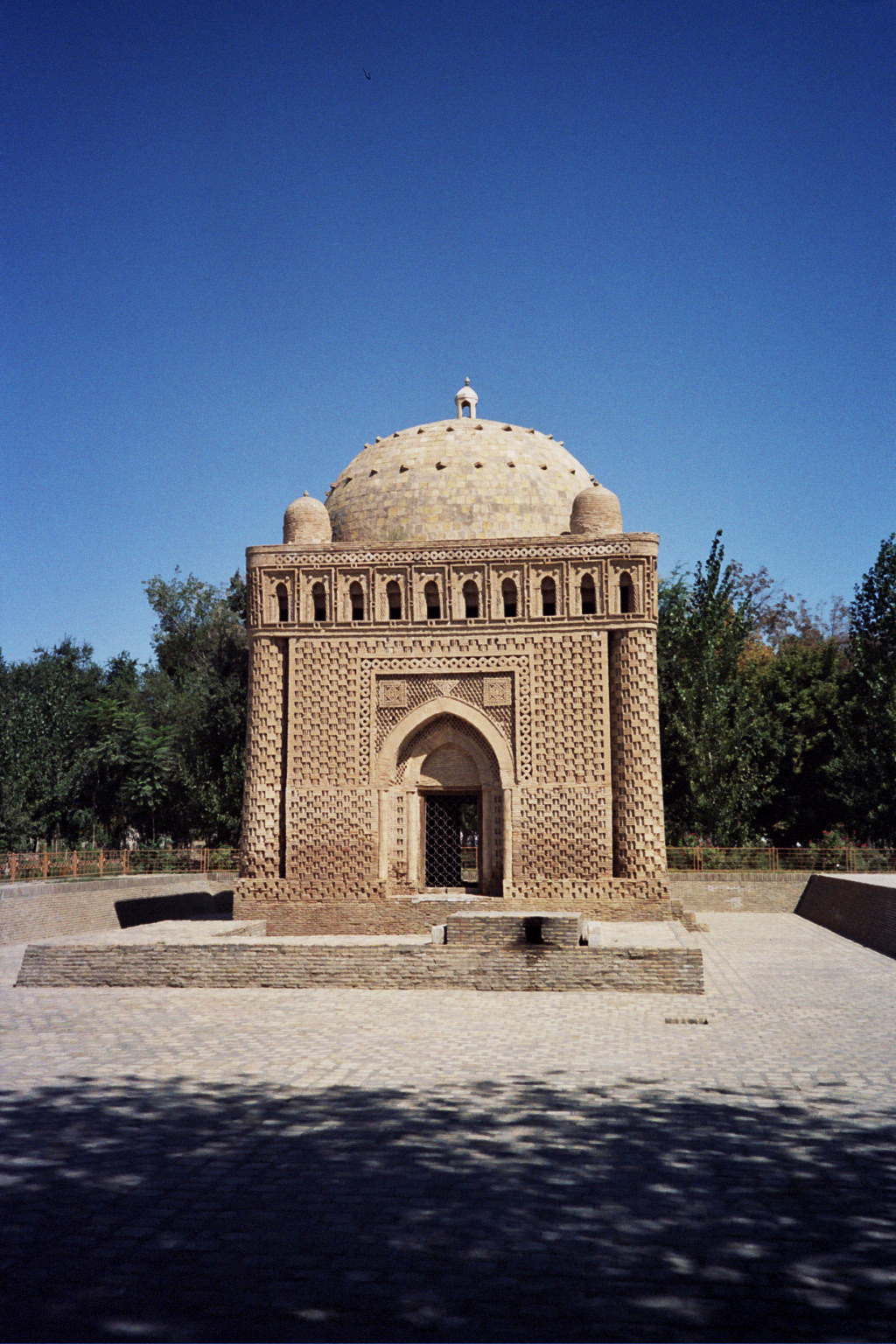
ブハラの「サーマーン廟」

「ドーム」のことをアラビア語でクッバ قبّة qubba、ペルシア語ではグンバド、ゴンバド گنبد gunbad/gonbad と言うが、ドーム建築がイスラームに固有のものであるかといえば必ずしもそうではなく、ほかの地域の建築様式に由来していると記したほうが正確である。具体的に言えば、イスラーム建築に大きな影響を与えたのは、古代ローマの建築（例えば、パンテオン神殿）やビザンティン建築の傑作であるアヤソフィア（オスマン帝国以後、4本のミナレットが追加されたが、建築自体は、東ローマ帝国時代である）などの初期キリスト教世界の建築様式やサーサーン朝の建築様式の影響を受けている。
ドームは、墓建築やモスクに用いられた。イスラーム建築において、ドームが利用されるようになったのは、エルサレムの岩のドームをその始まりとする。岩のドームの建築の動機は、預言者ムハンマドの昇天の出発点となるその記念碑的な岩を覆ってムスリムの記念碑を残そうというところにあったと伝えられている。墓建築が重要になったのにはムスリムの死生観が背景にあり、墓は彼らにとって、最後の審判までの待機所であったからである。
墓建築とドームの関係は強固である。特にペルシア語でゴンバドと言うと、多くの場合、墓廟そのものを指す。また、それぞれの地域色豊かなドームが各地で建設されるようになった。10世紀に建設されたブハラのサーマーン廟(Samanid mausoleum)をはじめとする四角い部屋にドームを戴く建築方法が最も世界中に普及した形であり、西はマグレブ、東は中国、インドまで広がった。この建築方法をキャノピー・トゥーム（天蓋墓）と呼ぶ。最大規模のキャノピー・トゥームは、カルナータカ州の都市ビジャープルにあるゴール・グンバズであり、一辺が45mに及ぶ。
また、墓建築が建設されるにあたって、イスラームにおける聖者崇拝（スーフィズム）との関連性を排除することはできない。カザフスタンのホジャ・アフメッド・ヤサウィ廟のように、廟のドームよりも大きい集会室に大ドームを戴くようになる。

### イーワーン

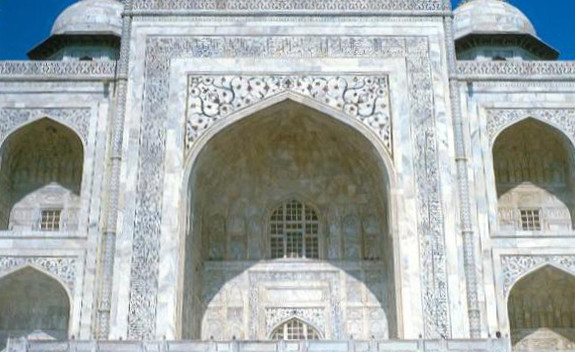
タージ・マハルのイーワーン

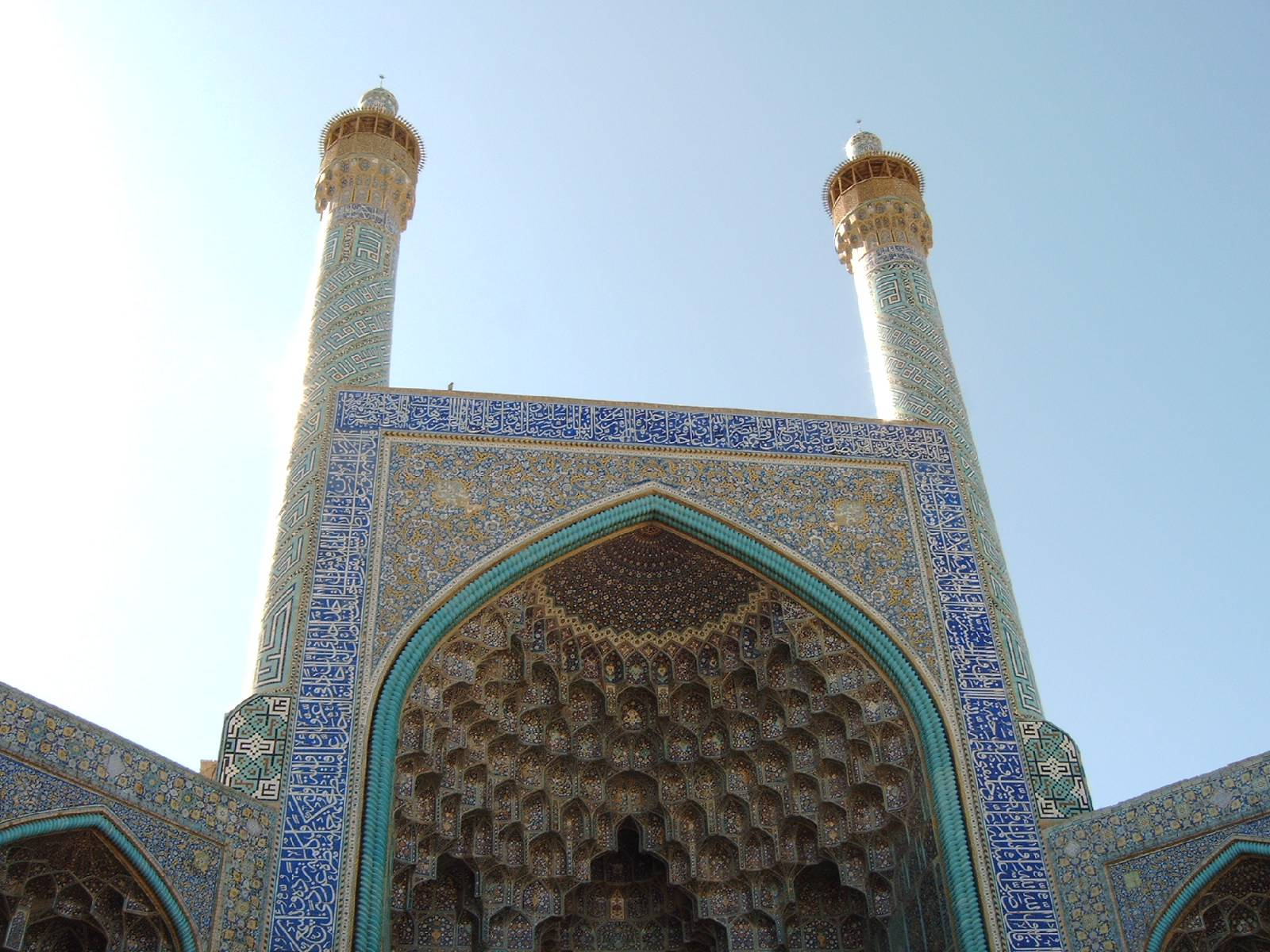
エスファハーンの金曜モスクのイーワーン。12世紀初頭の建設（ミナレットは15世紀に追加）

イーワーンは、サーサーン朝の持つ建築伝統に由来している点では、ドームと同様である。部屋の四辺のうち一辺を戸外、時にはドーム室などより大きな空間に向かって開き、また、正面には大アーチが設けられることが多い。しかも、普通の部屋よりも大きく、天井が高い開放的な空間となる場合もある。
柱のない大空間としてのイーワーンは、紀元前後のオリエント建築に誕生したが、イスラーム建築に採用されるようになったのは、12世紀のペルシャ世界が始まりとされる。大ドームとセットになることで、モスク建築に取り入れられるとともに、このイーワーンとドームを組み合わせた形が、大モスク建築のスタンダードとなり、13世紀には、エジプト、アナトリア、インドでも採用された。

### アーチとアーケード

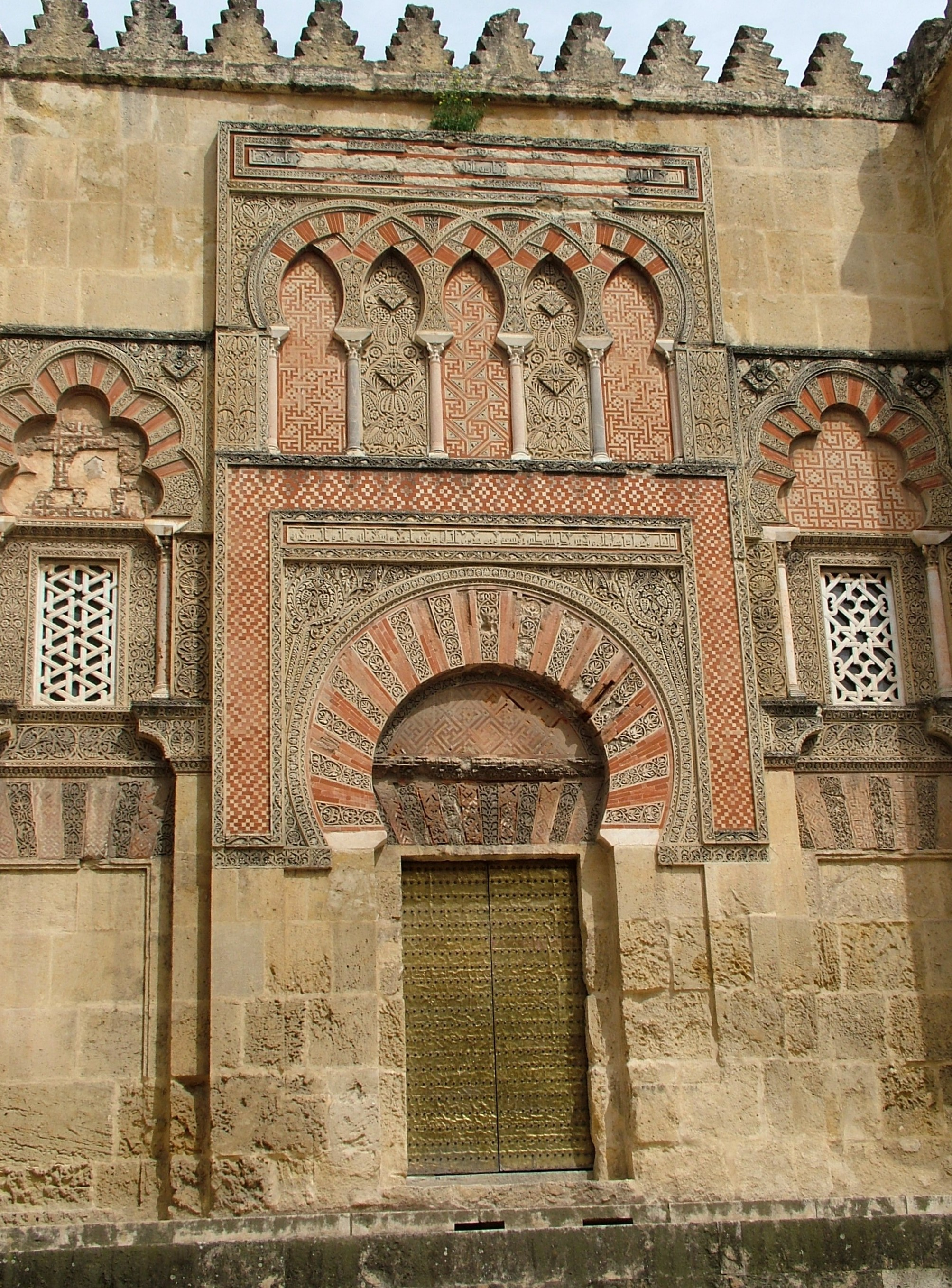
コルドバのメスキータ（交差アーチの一例）

イスラーム建築の登場以前からアーチ建築は活発に行われた。具体的には、古代ローマ建築の石造半円アーチ、古代ペルシャ建築の煉瓦造放物線アーチなどであるが、ユダヤ教やキリスト教において、アーチは聖性を意味した。
イスラーム建築においてはアーチの形の種類が増加すると同時に、使い方も多岐にわたるようになった。基本的にモスクのミフラーブは、アーチの形をとるのが一般的である。イスラーム建築で使われるアーチは以下の通りである。
馬蹄アーチは、馬の蹄のような形を採った形でシリアが最古の例であるが、マグレブ、アンダルシアで好まれて使われてきた。尖頭アーチは、円弧をつないで、頂部が尖った点となる。円の中心の数によって、二心、三心、四心アーチとなるが、イスラームは四心アーチが主流である。オジー（反転）アーチは、アーチの上部の傾きが逆になって反転する形をとり、16世紀以降のインド・イスラーム建築に多く見られる形態である。多弁アーチは、複数の円弧曲線を花弁状につないだアーチで装飾性が強い。スペイン、北アフリカで好まれ、近世のインドで特に発展した。交差アーチは、アーチを交差させて文様を描く。
また、アーケード建築とは、これらのアーチをつないで建設されたものである。

### 庭園

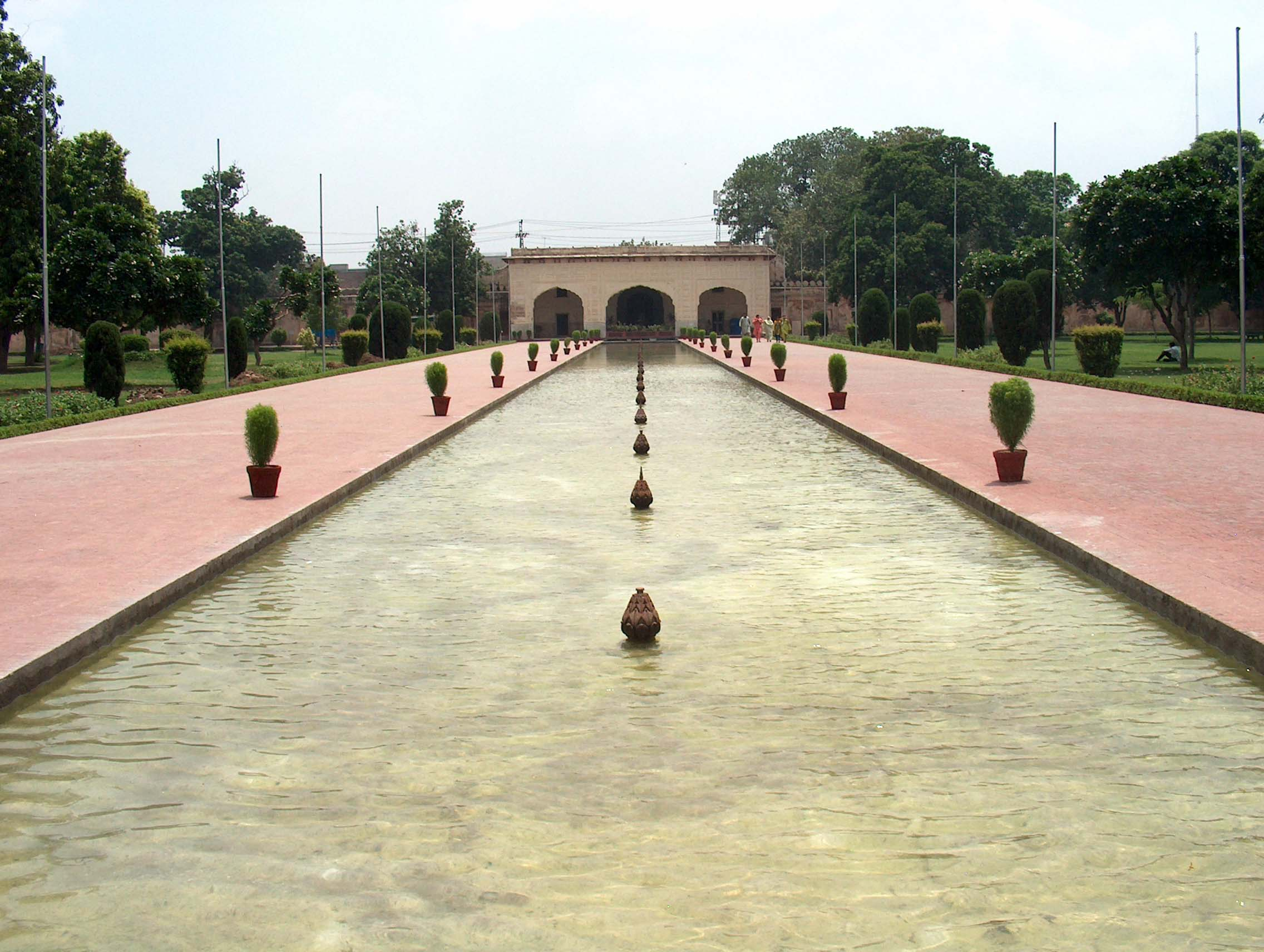
ラホールのシャーラマール庭園

クルアーンでは庭園を楽園のアナロジーとして用いている。そのため、クルアーンの記述はイスラーム建築において多大な影響を与えた。そのため、イスラーム建築には、様々な庭園が建設された。
数多くあるイスラーム建築の中で著名な庭園は、世界遺産にも登録されているグラナダのアルハンブラ宮殿、エスファハーンの王のモスクとその広場や、ラホールのシャーラマール庭園、アーグラのタージ・マハルなどが代表である。また、庭園には、イスラーム建築の住宅が中庭を持つ住宅であることが多いことからわかるとおり、それぞれに特色があるが共通点として挙げられるのが、中庭である場合には、ほぼ矩形で中心軸が設定され、周囲に列柱廊が好んで使われることである。

### 墓塔とミナレット

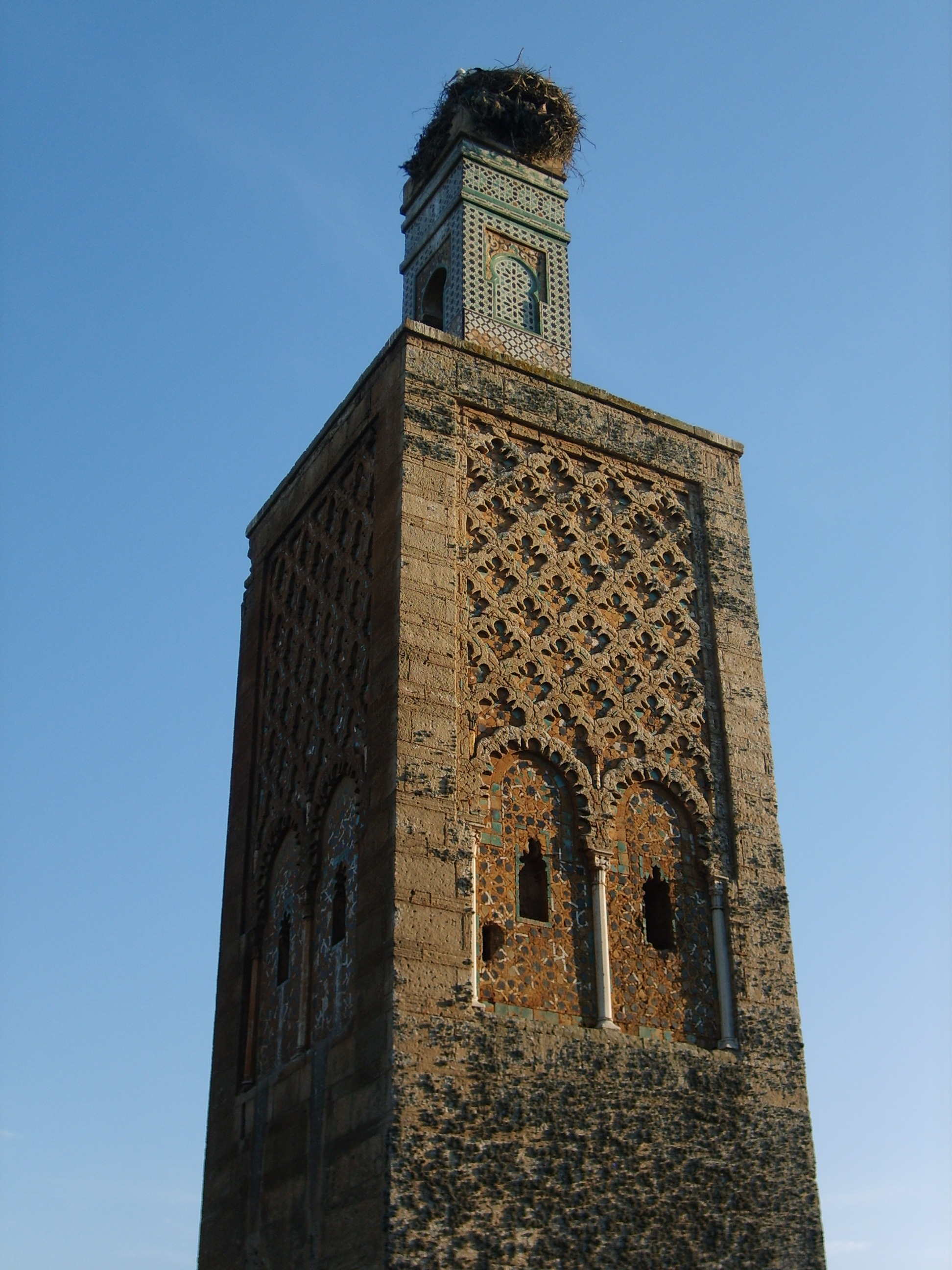
ラバトのマンスール・モスク（角塔）

ミナレットは、もともと、屋根の上で行われた礼拝の際の参加を呼びかけであるアザーンを行う機能を持った。素材は地域により異なるが、多くは煉瓦か石でできており、建築様式や装飾、本数も地域によって様々である。また、イランのミナレット（例えば、エスファハーンの王のモスクなど）はタイルで鮮やかな装飾が施されている場合が多い。
9世紀のサーマッラーの大モスクは、現存する形とすれば、3例しかない螺旋形である。9世紀にスペインからイランにかけて流行した角塔（ラバトのマンスール・モスクなど）、10世紀以降に中央アジアからペルシャ世界で流行した円塔（ブハラのカリヤン・モスクなど）、二基一対円塔のドゥ・ミナール（ヤズドの「金曜モスク」など）、インドで流行したドゥ・ミナールの変形である多塔形、カイロのアズハル・モスクに代表される分節形、1本から6本のミナレットを建築する近世オスマン建築の鉛筆形に分類することが可能である。

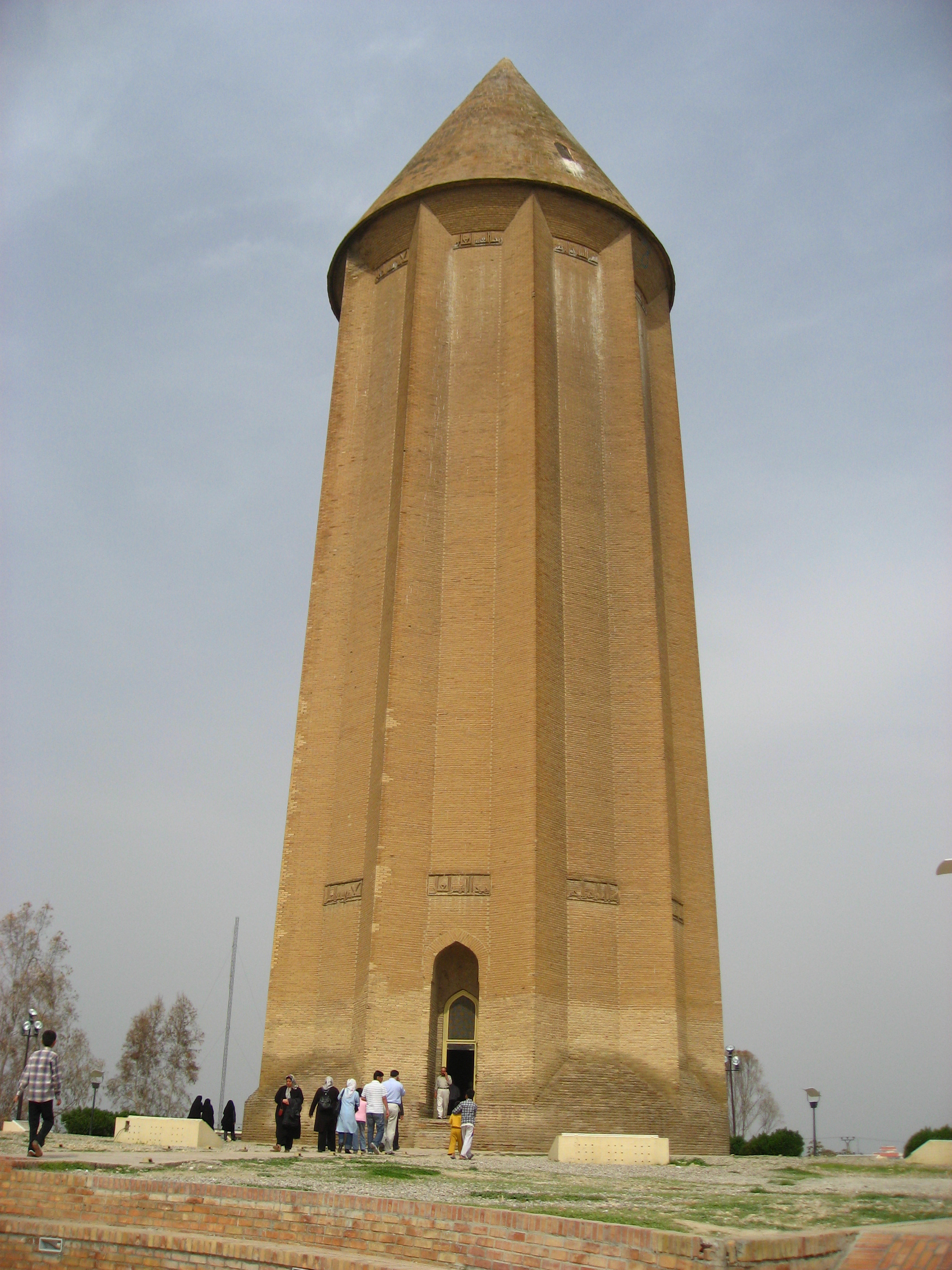
イラン北東部ゴンバデ・カーヴース市の「カーブース廟（ゴンバデ・カーブース）」

また、ミナレットを検証する上で、墓建築との関係についても検証する必要がある。錐状屋根を戴く墓塔の最古例は、11世紀初頭のイランのカスピ海東南岸地方・ゴルガーン地方（ゴレスターン州、ゴンバデ・カーヴース市）にあるゴンバディ・カーブース廟である。ズィヤール朝の君主カーブース・ブン・ワシュムギール（在位:978年 - 1012年）が存命中に建設を命じたこの廟は、従来の墓建築がドーム屋根を戴く形が主流だったのに対して、異色を放ったが、その背景には、ミナレットの円筒を模倣した可能性は否定できないまでも、ゾロアスター教の影響を考慮に入れる必要があり、死後の宮殿を意図したものであった
その後、墓塔建築は、セルジューク朝期に、カスピ海南岸地域を中心に建設されていったが、墓塔の錐状屋根は、ダブル・ドーム（二重殻ドーム）への移行の引き金となった。ダブル・ドームとは、外側の錐状屋根と内側の丸天井の間には空隙が差し込まれ、構造的に分離したドームの建築方法である。墓建築はトルコ民族の西進とともに、アナトリア方面へ伝播していったが、必ずしも墓塔はイスラーム建築の主流になることはなく、11世紀初頭から15世紀末までの中世アナトリア・ペルシャ・中央アジアに限定された。また、15世紀には、イランとアナトリアの一部にしか残らず、15世紀以降は一部の聖者廟の建設にのみ限定された。

### ミフラーブ

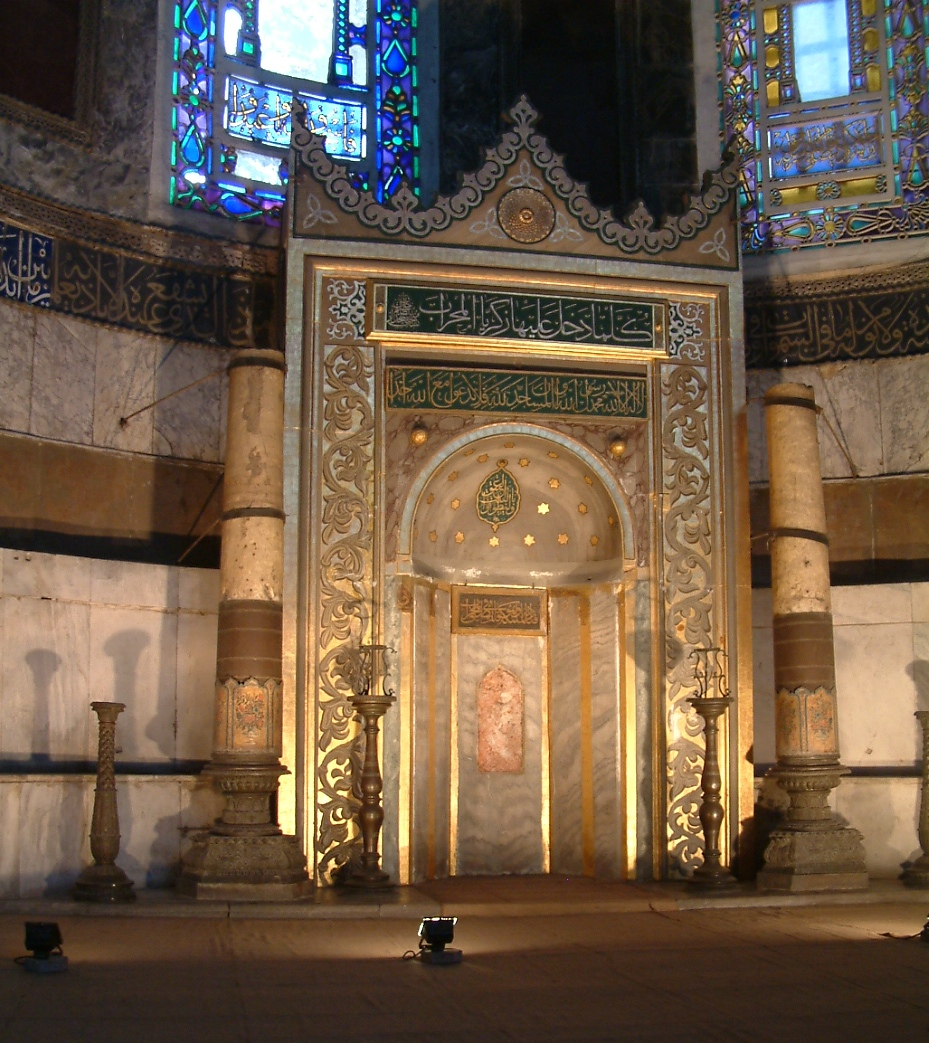
アヤソフィアのミフラーブ

ミフラーブとは、マッカが礼拝（サラー）の方角と決定した時に、ムスリムがマッカの方角がどちらであるかを知るために、モスクに設けられたものである。そのため、マッカのマスジド・ハラームを除き、全てのモスクに備え付けられている。その多くは、アーチ型をしていて、普通は、モスクの最奥の壁に取り付け、あるいは埋め込まれる形でも受けられていて、モスクの核となる装置である。
ミフラーブのアーチ型の由来は、ユダヤ教やキリスト教といった既存の一神教の伝統にあった至高の場所を示すアーチの形が使用された説が有力とされているが、その語源は、はっきりしていない。また、ミフラーブが方角を示す役割を果たした以上に大きな意味を持たされていた。儀式との関連、カリフ権の象徴、建築の見せ場として用いられ、次第にアーチの形がイスラーム建築の表象となっていく、という進化を見ることが可能である。
また、ミフラーブは、モスク建築のみならず、墓建築の中でも見出すことが可能である。例えば、デリーのフマーユーン廟は、透かし細工の西壁にアーチの形が光の中に浮かび出るように建築されているが、その先には、フマーユーン廟の西門があり、その先には、マッカがある。

### ムカルナス

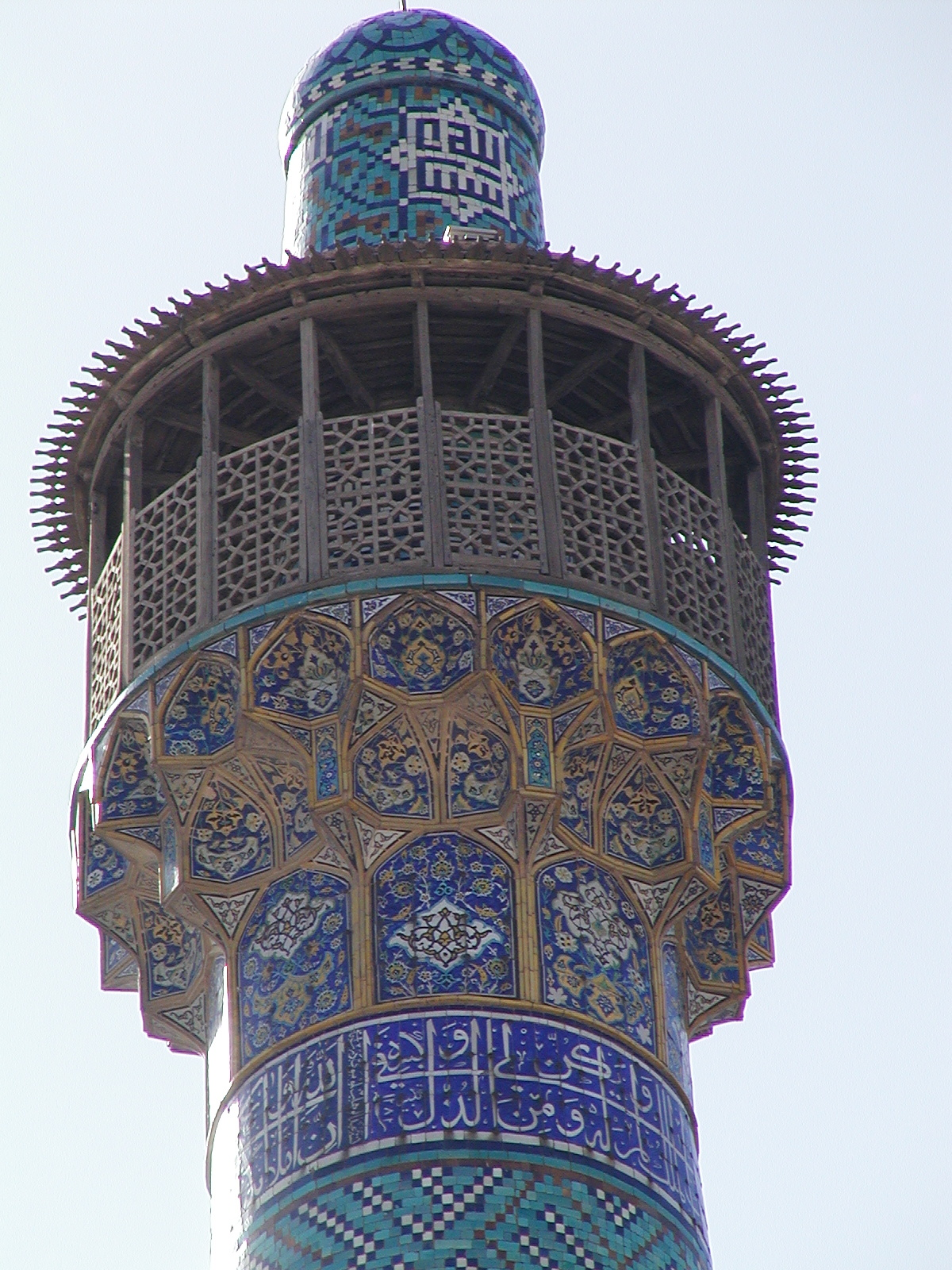
エスファハーンの「王のモスク」より。ムカルナスが外面で使われている一例

英語で鍾乳石を意味するスタラクタイト、あるいは蜂の巣天井を意味するハニカム・ヴォールトのことをムカルナス(Muqarnas、مقرنس)と呼ぶ。ドームやミナレットがイスラーム以前の建築様式を受け継いできた歴史を持つのに対し、ムカルナスは、イスラーム建築の中で生まれ愛好されてきた。この技法は、鍾乳石状、蜂の巣状に小さな曲面を集合させて、全体として凹曲面を作り出す建築的な装置である。
ムカルナスという語彙自体、アラビア語、ペルシャ語、トルコ語共通の単語である。1183年のイブン・ジュバイルの旅行記にカルナシという言葉が用いられて、手の込んだ仕事を意味すると同時に、ムカルナス・ドームを著していたのが最古の例であり、中世アラビア語の"Q-R-N-S"の配列の第三の意味である「突き出た崖」から派生した言葉という節が有力である。ムカルナスは、装飾的役割を果たすものとして自然発生し、10世紀には、東方イスラーム世界の構造的役割を起源とするものと融合する形で誕生した。その結果、ムカルナス自体は、中世、遅くとも12世紀初頭にはペルシャを中心に活用されてきたことがわかっている。そして、ペルシャや中央アジアといったペルシャ語文化圏のみならず、12世紀半ばには、ダマスカス、フェスまで伝播したことがわかっている。
イスラーム建築において、ムカルナスが積極的に用いられたのは、ハニカム・ヴォールトの言葉あるとおり、天井であった。また、ドーム移行部もムカルナスの頻出する場所であるし（例えば、サーマーン廟）、イーワーンのような天井にもムカルナスは積極的に用いられた。

### アラベスク（幾何学性のある装飾）とカリグラフィー

#### アラベスク
アラベスクは、イスラーム美術の基本要素であり、モスクやムスリムの住宅の壁を装飾する装置として用いられた。その紋様は、コンパスと定規によって考案された。イスラームの図学の基本は、いわゆる直交座標と極座標の考え方を利用した。直交座標の典型例は、タージ・マハルなどの四分庭園である。また、直交座標のみならず、60度に交わる3つの平行線群（これで六芒星や正三角形、正六角形の描画が可能となる）、45度に交わる4つの平行線群（これで八芒星や菱形、正八角形の描画が可能となる）、30度に交わる6つの平行線群（これで十二芒星、正十二角形の描画が可能となる）、36度に交わる5つの平行線群（これで五芒星や十芒星、正五角形、正十角形の描画が可能となる）などの直交座標以外の直線によって描画ができる星も重要視された。加えて、ドームの紋様は、ドームの中心を極とした極座標を使用する例が多い。それらを反復することで、アラベスクは描画することが可能となる。

#### カリグラフィー

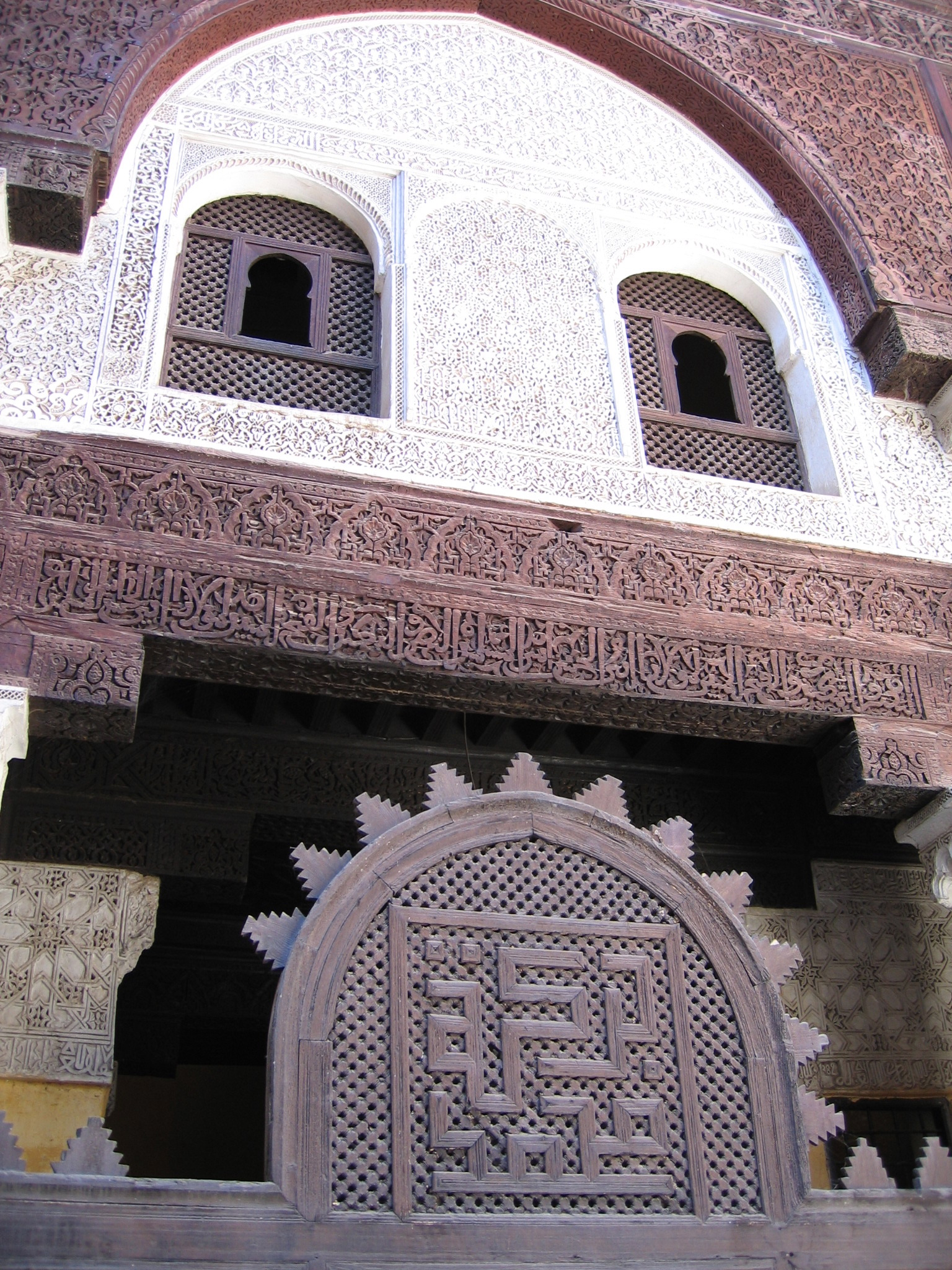
メクネスの「マドラサ」より

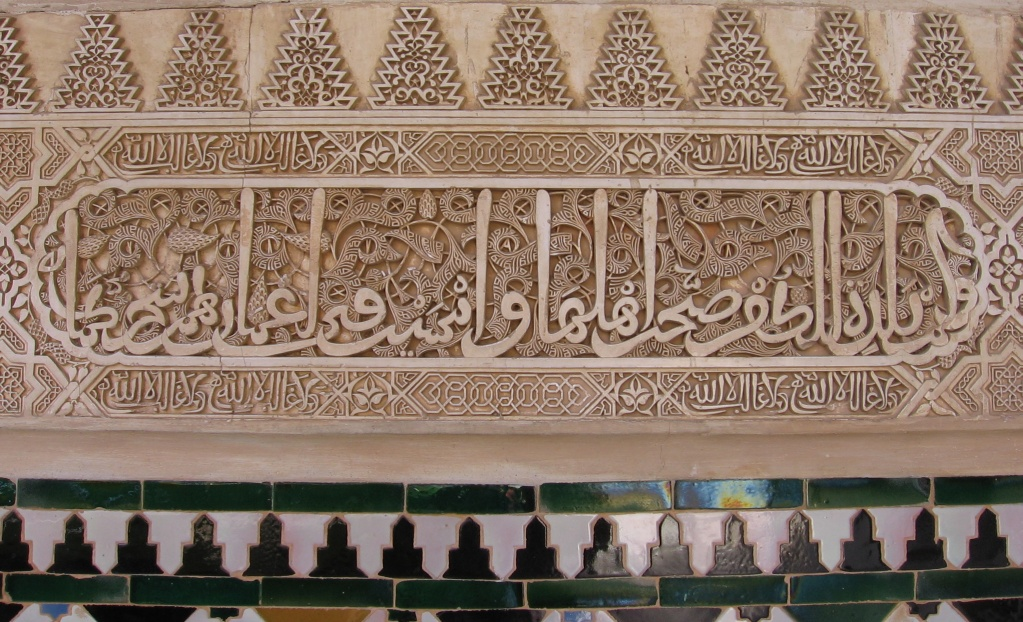
アルハンブラの「カリグラフィー」

カリグラフィーは、イスラーム美術の特徴であるアラベスクと同様に、イスラーム建築の壁や天井を彩る。イスラーム世界の現代の芸術家は、カリグラフィーの遺産に基づいて、自らの作品に用いている。
ムスリムによって、カリグラフィーは、視覚的に最上の芸術表現であると評されるのは、イスラーム美術がイスラームという宗教とアラビア語の間に密接な関係があるからである。クルアーンがアラビア語、とりわけ、アラビア語のアルファベットの発展に最も寄与しているわけであるが、クルアーンから引用される言辞や文節は、今もなお、カリグラフィーにとって、重要な資源である。